# Assepoester
Assepoester (Frans: Cendrillon; Engels: Cinderella; Duits: Aschenputtel) is een oud volkssprookje dat thema's rondom onrechtvaardige behandeling en de overwinning daarvan bevat. Door een huwelijk wordt een slecht behandeld meisje een prinses (of koningin). In Europa zijn vele varianten bekend, wereldwijd zijn er duizenden varianten op dit verhaal te vinden. Het verhaal staat ook wel bekend als Het glazen muiltje.

## Oorsprong en verwante verhalen
De oude Grieks-Egyptische versie van het verhaal, waar de hoofdpersoon de naam Rhodopis draagt, wordt beschouwd als de oudste versie van dit verhaal. Dit verhaal werd opgetekend in de eerste eeuw voor Christus door de Griekse geschiedschrijver Strabo. Hierin is de valkgod Horus de bovennatuurlijke helper die de slipper van de heldin steelt en later bezorgt bij de farao Ahmose I. Die herkent hierin een teken van de god en laat het meisje zoeken in zijn rijk. Het Oog van Horus is het alziend oog.
Een tweede voorganger van het Assepoester-personage, afkomstig uit de late oudheid, is mogelijk Aspasia of Phocaea. Haar verhaal wordt verteld in Claudius Aelianus' Varia Storia: Aspasia werd in de vroege kinderjaren opgevoed door haar vader. Ondanks het feit dat ze in armoede leefde en een wees werd, droomde ze ervan een nobele man te ontmoeten. Terwijl ze in slaap valt, krijgt het meisje een visioen van een duif die verandert in een vrouw. Ze wordt door de duif geïnstrueerd hoe ze een fysieke onvolkomenheid kan verwijderen en haar eigen schoonheid kan herstellen. Op een ander moment moeten zij en andere courtisanes een feest bijwonen dat wordt georganiseerd door de Perzische regent Cyrus de Jongere. Tijdens het banket richt de Perzische koning zijn zinnen op Aspasia zelf en negeert hij de andere vrouwen.
In het twaalfde-eeuwse verhaal Le Fresne (modern Frans: frêne, "es") wordt een edelman (Gurun) geadviseerd niet met zijn geliefde concubine te trouwen, maar met de edelvrouw La Coudre (modern Frans: coudrier, "hazelaar"). De moeder van La Coudre wil de concubine zo ver mogelijk van het paleis laten sturen, maar ontdekt dat ze lief is en laat haar blijven. Tijdens de huwelijksnacht ontdekt de vrouw dat Le Fresne haar eigen dochter is. Ze had een tweeling gekregen en een van de meisjes werd afgestaan, omdat ze bang was dat mensen zouden denken dat ze met meerdere mannen intiem was geweest. Het huwelijk tussen La Coudre en Gurun wordt ontbonden en hij trouwt met Le Fresne (die dus ook een edelvrouw is). La Coudre vindt zelf ook een goede partner.

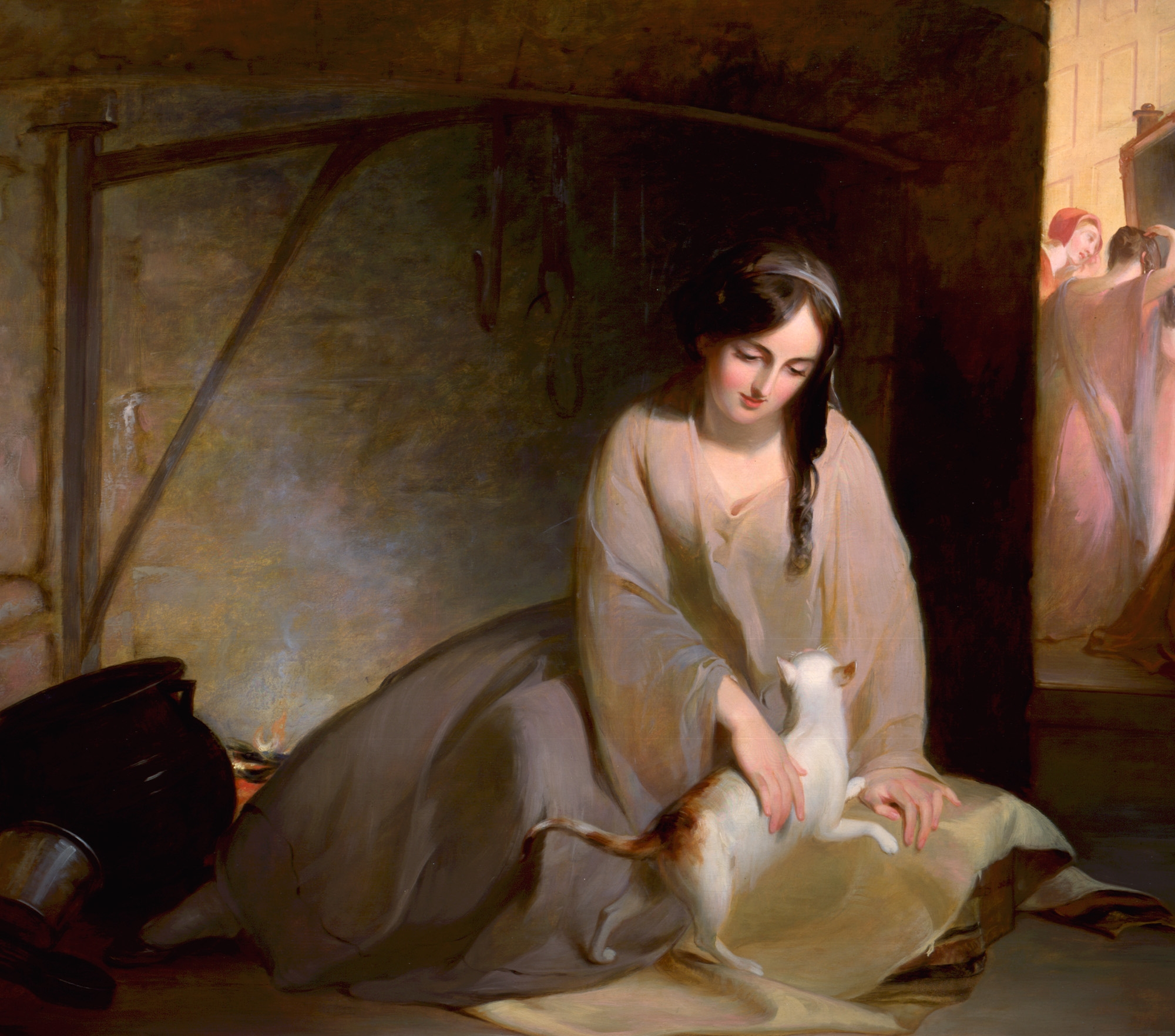
Cinderella bij het keukenvuur, Thomas Sully, 1843, Dallas Museum of Art

In een preek over Efeziers 4:1-10 uit 1544 gebruikt Luther Assepoester (Aschenbrödel) als metafoor voor Maria die door God gekozen wordt in plaats van de rijke dochters van Annas en Kajafas.
Het verhaal wordt geclassificeerd in de categorie Tales of Magic (toversprookjes), subcategorie Supernatural Helpers (bovennatuurlijke helpers) in de Aarne-Thompson-index als nummer 510 (Cinderella and Cap o' Rushes). Dit verhaal en verwante verhalen over de Persecuted Heroine (achtervolgde heldin) wordt vervolgens in twee categorieën verdeeld: 
- Cinderella is onderdeel 510A, de verhalen in deze categorie gaan over de slechte behandeling van de heldin door stiefmoeder en drie stiefzussen, waarbij ze in de haard of as verblijft en gekleed is in lompen. Een drievoudig bezoek aan de kerk (of drievoudige deelname aan een dans) en de test of het muiltje (of de slipper) past zijn onderdeel van deze categorie.
- Nauw verwant is categorie 510B waarin de heldin (Cap o' Rushes) haar prachtige kleding juist verbergt met armoedige kleding als ze moet vluchten voor haar eigen vader omdat hij met haar wil trouwen / verjaagd wordt door haar vader. De heldin krijgt een gift van de prins, waardoor ze later herkend kan worden en met de prins trouwt.

De verhalen in categorie 510 hebben overeenkomsten met de Griekse mythologie. Hierin is Ino jaloers op haar stiefkinderen. Ze wil hen offeren om een door haar veroorzaakte hongersnood te stoppen. Het Gulden vlies was de gouden vacht van de god Chrysomallos, de ram die de kinderen van koning Athamas, Phrixus en Helle, wegvoerde, om hen te redden uit de handen van Athamas en zijn nieuwe vrouw Ino. De moeder van Helle en Prixus had de god om hulp gevraagd, zij was al eerder naar de hemel gegaan om weer bij haar soortgenoten te zijn. Alleen Phrixus haalde het, hij offerde de ram en hing de gouden vacht op. Jason en de Argonauten kregen het Gulden vlies later in handen door drie onmogelijke opdrachten uit te voeren.

## Verhaal
De bekendste versie van het sprookje stamt uit 1697 en is afkomstig uit de bundel Sprookjes van Moeder de Gans van de Franse schrijver Charles Perrault. Deze versie was weer gebaseerd op een literair sprookje door Giambattista Basile (La Gatta cenerentola, Pentamerone, 1634). Een andere bekende versie, waarin het meisje Aschenputtel wordt genoemd, is in de 19e eeuw gepubliceerd door de Duitse gebroeders Grimm. Het verscheen in hun serie Kinder- und Hausmärchen als nummer KHM21.

### Versie van Perrault

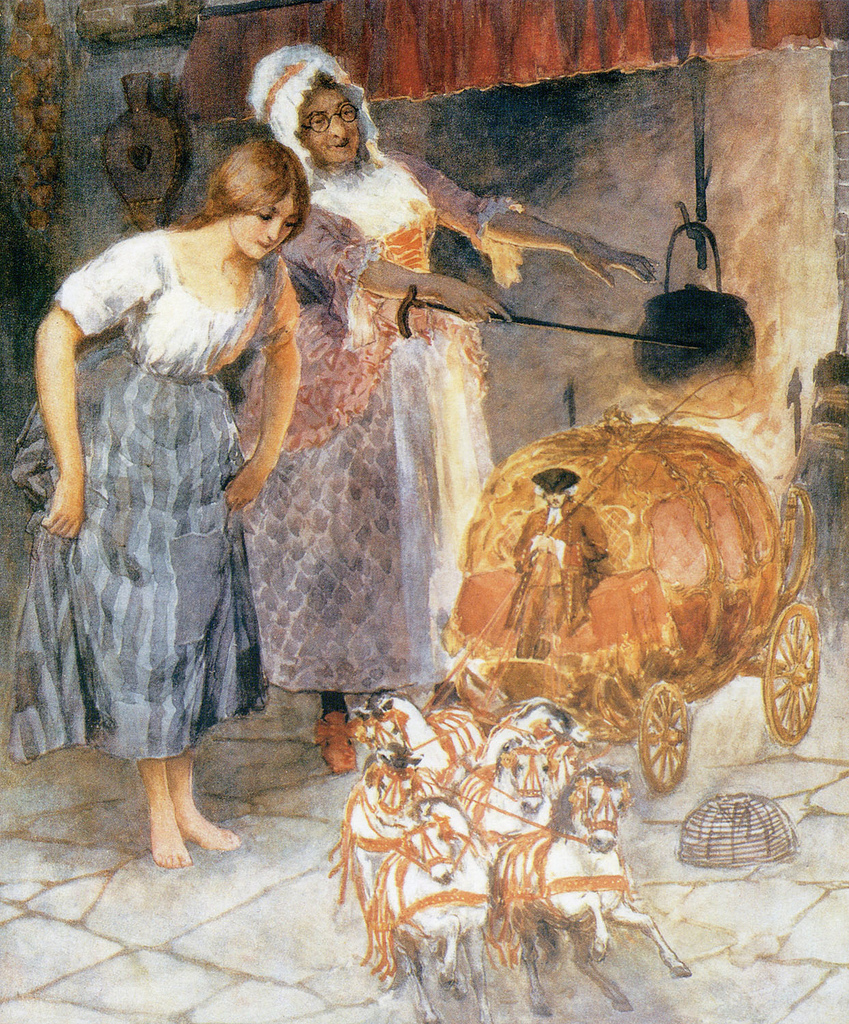
De petemoei tovert een pompoen om tot een koets, 1904–1910

Een meisje wordt verplicht al het huishoudelijke werk te doen voor haar gemene stiefmoeder en de twee gemene dochters hiervan. Omdat ze alle vuile karweitjes moet opknappen, zoals 's ochtends het aanmaken van de haard, wordt ze spottend 'Assepoester' genoemd.
Op een dag geeft de koning middels een brief bevel dat alle meisjes uit het hele land naar het bal moeten komen, opdat zijn zoon, de prins, kan trouwen met het meisje van zijn dromen. Dan blijkt nogmaals de onrechtvaardige stiefmoederlijke behandeling van Assepoester. De dochters van de gemene stiefmoeder krijgen mooie jurken, Assepoester moet het met lompen stellen en wordt zo verhinderd naar het bal te kunnen gaan. Een goede fee tovert haar echter een baljurk met glazen muiltjes en tovert een pompoen en een stelletje muizen om tot een koets met paarden. Om middernacht zal de betovering echter verbroken worden.
Assepoester charmeert de prins uitermate, maar niemand herkent haar. Om middernacht ontvlucht zij het paleis. Dit gebeurt ook de tweede en derde nacht, waarbij ze de derde nacht een van haar glazen muiltjes verliest als ze vlucht. De prins vindt het muiltje en zweert dat hij het bijzondere meisje zal vinden om met haar te trouwen. Vele meisjes proberen uit alle macht hun voet in het schoentje te wringen. Uiteindelijk past de schoen alleen Assepoester, waardoor alles goed afloopt. De stiefmoeder en zussen vragen om vergiffenis en Assepoester had altijd al gehoopt dat ze van haar zouden houden.

#### Achtergronden bij de versie van Perrault
De versie van Perrault is nu het meest bekend in de Engelstalige wereld.
De eerste moraal van het verhaal is dat schoonheid een schat is, maar hoffelijkheid is van onschatbare waarde. Zonder dit is niets mogelijk; alles kan men ermee doen.
De tweede moraal van het verhaal verzacht echter de eerste en onthult de kritiek waar Perrault op mikt: dat "het zonder twijfel een groot voordeel is om intelligentie, moed, goede opvoeding en gezond verstand te hebben. Deze en soortgelijke talenten komen alleen uit de hemel, en het is goed om ze te hebben. Maar zelfs deze kunnen je geen succes brengen, zonder de zegen van een peetvader of een peetmoeder."

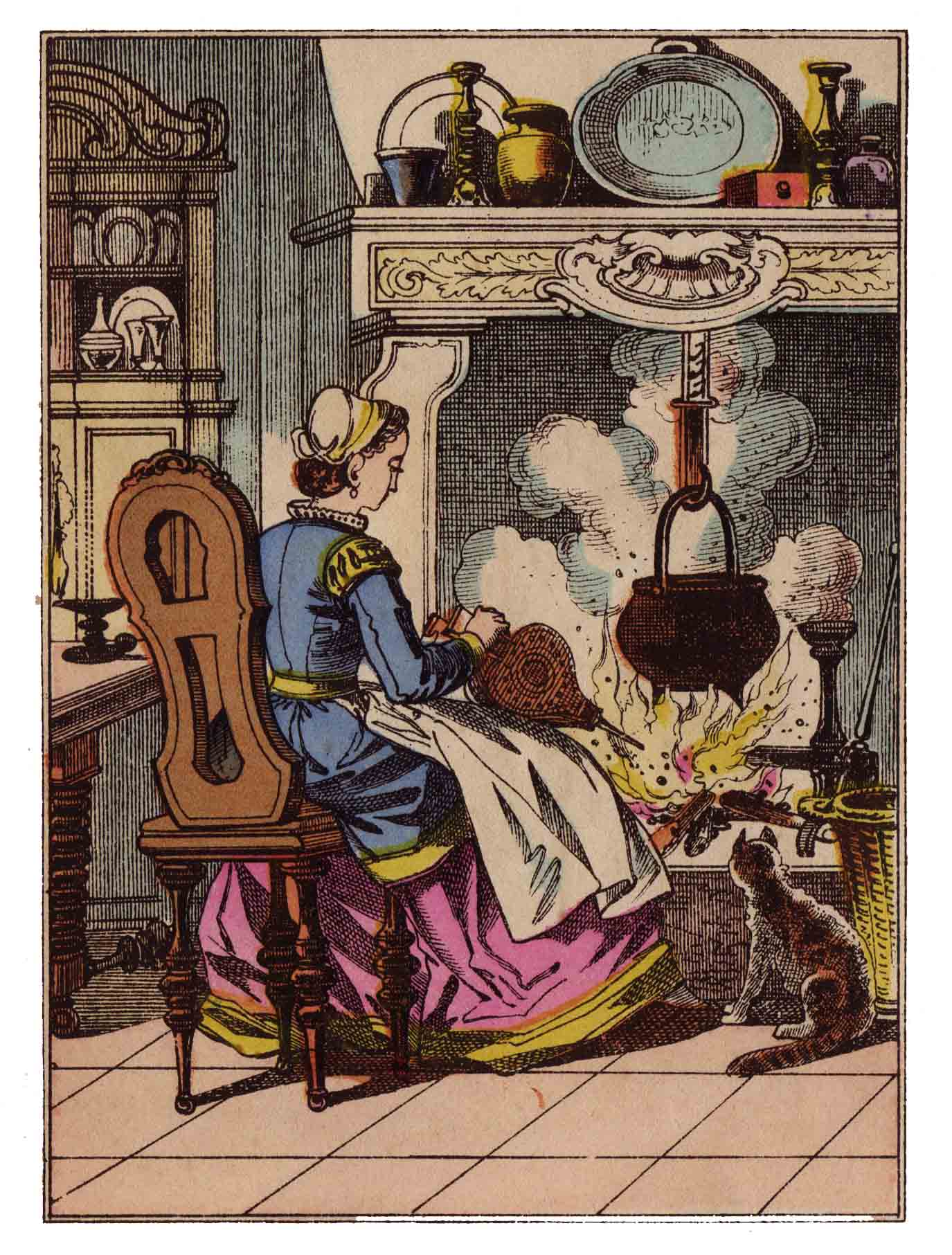
Assepoester moet het vuur aanmaken
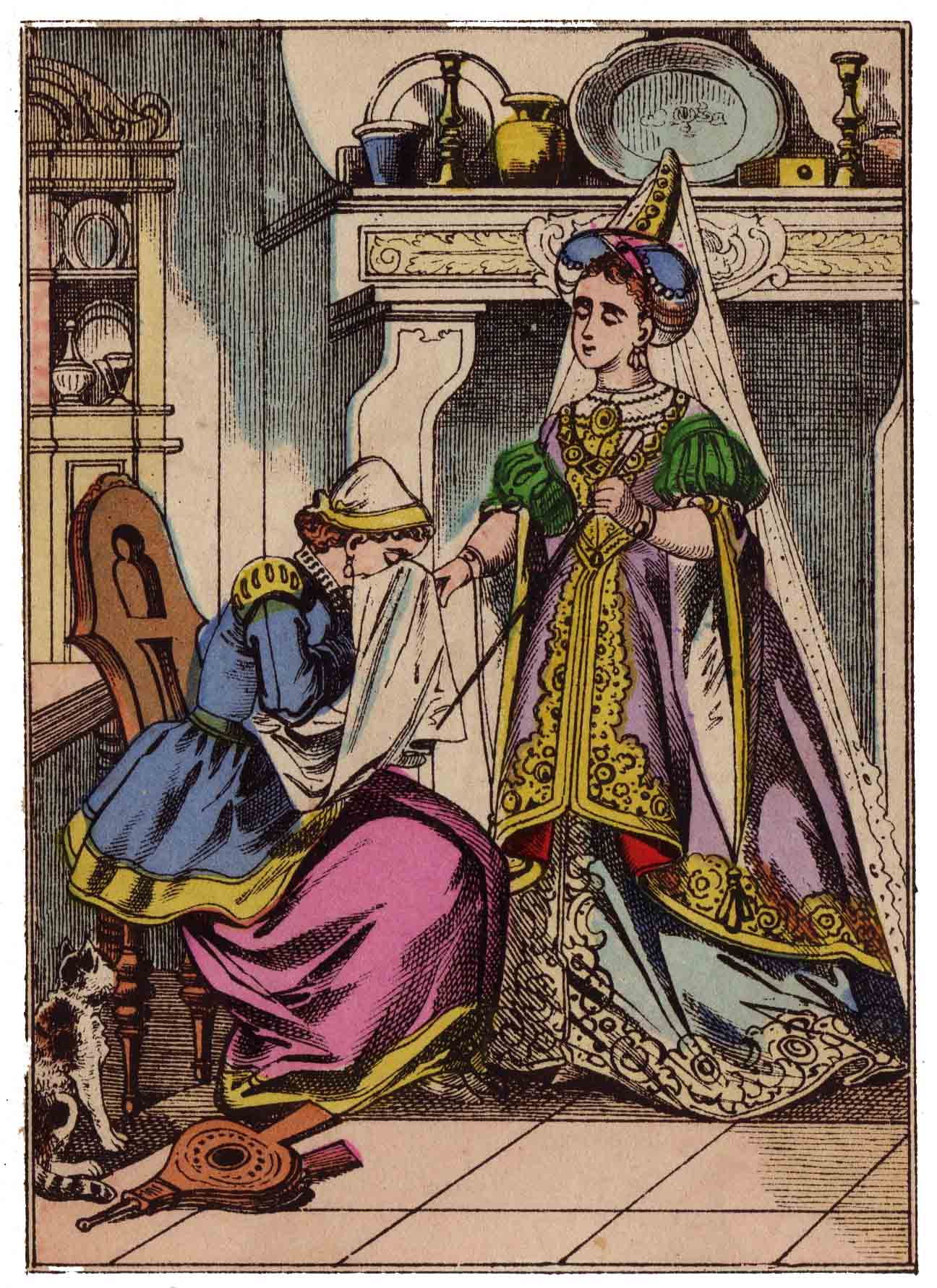
Assepoester huilt en de fee verschijnt
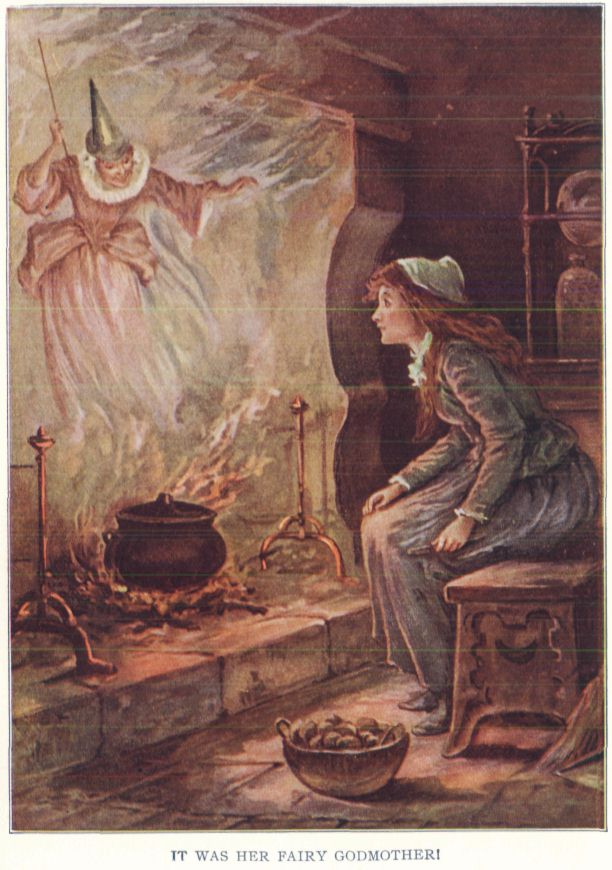
Assepoester en de goede fee
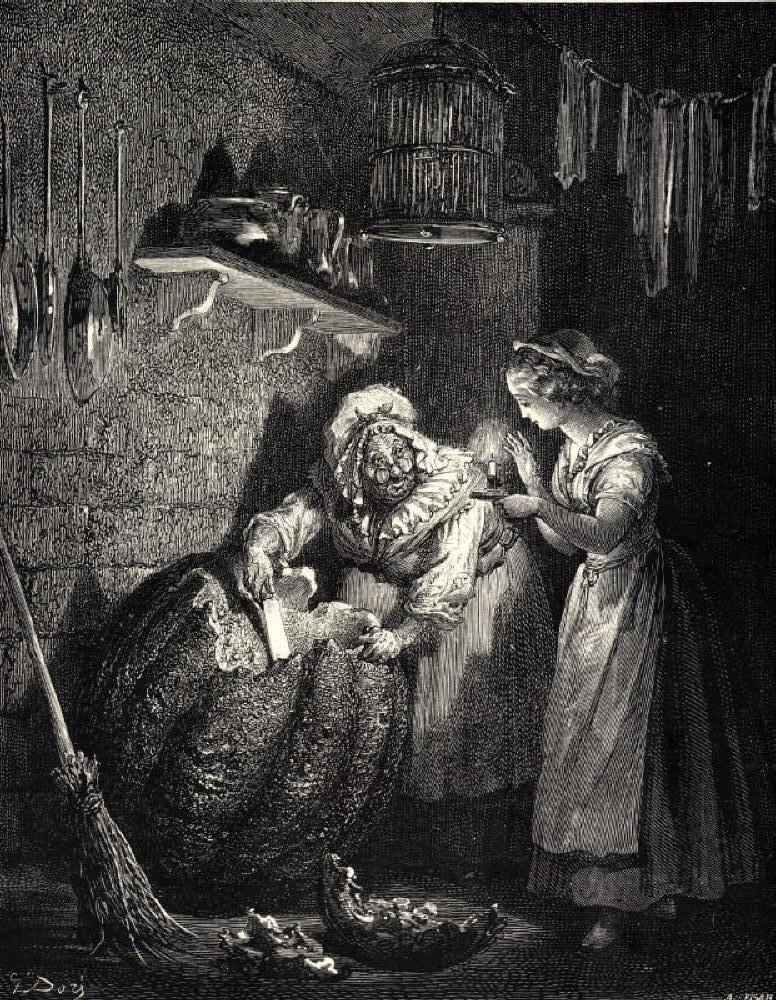
Assepoester en de fee: er wordt een rijtuig gemaakt van een pompoen, Gustave Doré
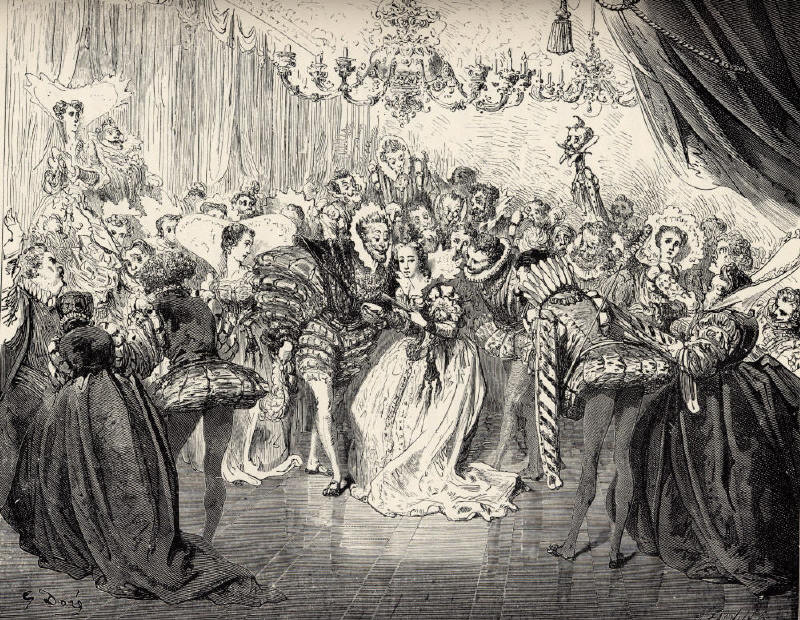
Assepoester op het bal door Gustave Doré

#### De glazen muiltjes

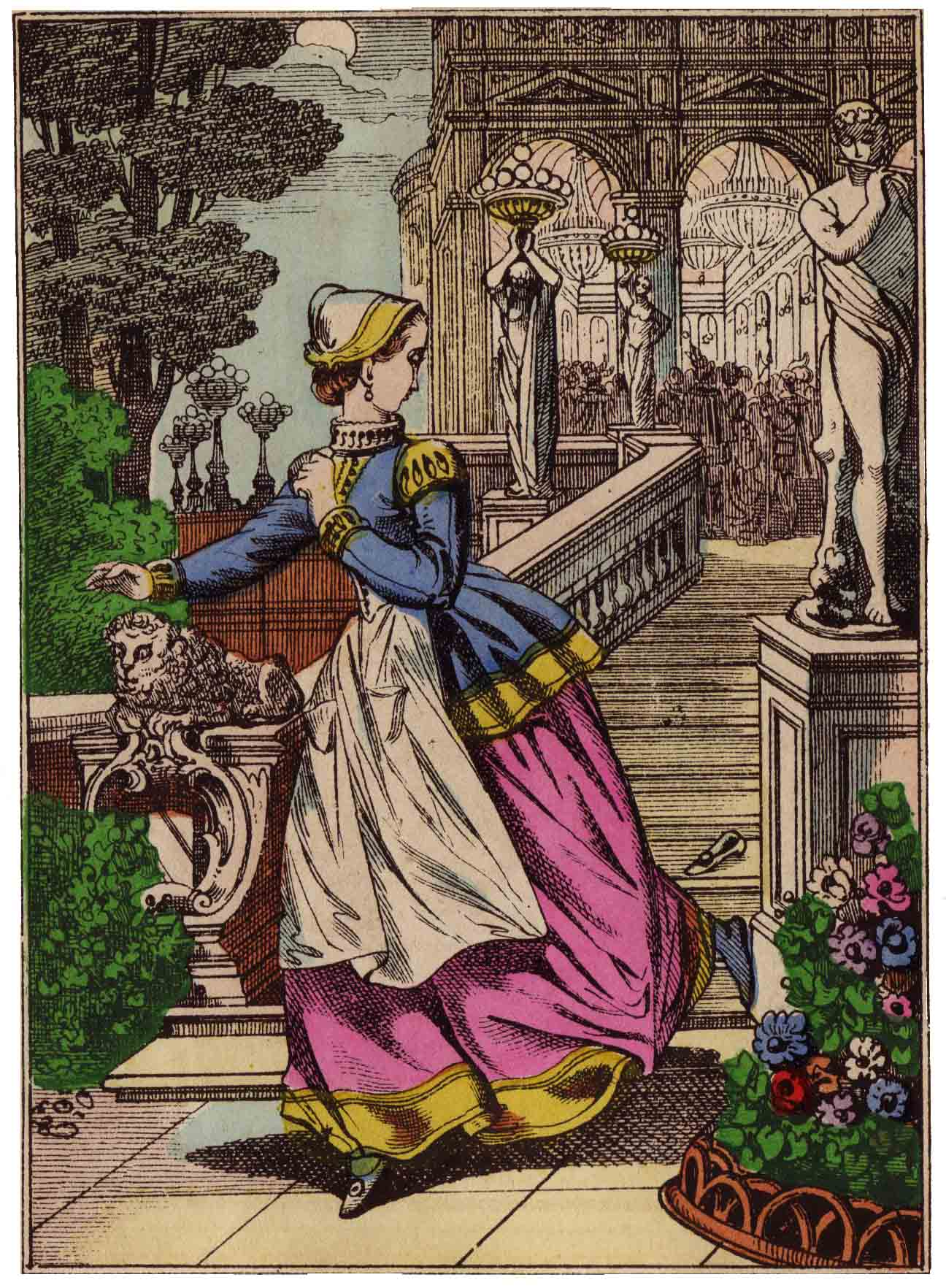
Assepoester verliest haar muiltje

Het verhaal is ook bekend als het glazen muiltje. In het Verenigd Koninkrijk is het sprookje ook bekend als the little glass slipper (de kleine glazen slipper). Over de herkomst van de glazen muiltjes van Assepoester bestaat geen eenduidigheid.
Een mogelijke verklaring is dat ze eerst van eekhoornbont waren. Het bont van de tweekleurige Russische eekhoorns heet in het Frans vair en is onder die naam ook in de heraldiek bekend. Dit woord klinkt in het Frans hetzelfde als verre (glas). Bij het vertellen van het verhaal zouden Assepoesters sloffen, door de generaties van vertellers of wellicht door Perrault zelf, in glazen muiltjes zijn veranderd. Niet iedereen accepteert deze verklaring echter; volgens André Lefèvre (bewerker van Perraults Contes) vormen de glazen muiltjes een oorspronkelijk element van het verhaal en zijn ze te herleiden tot een zonnemythe.

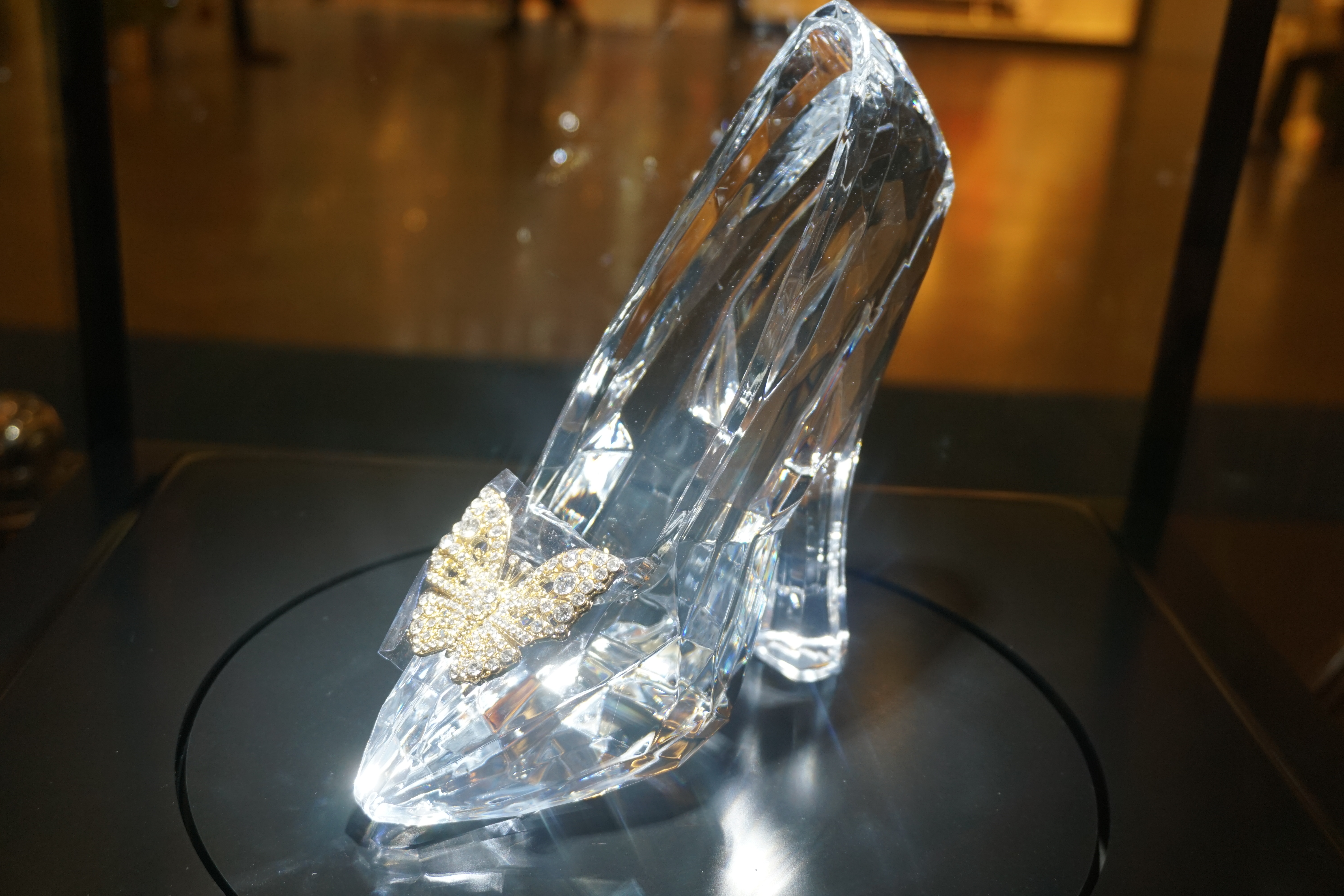
Het glazen muiltje
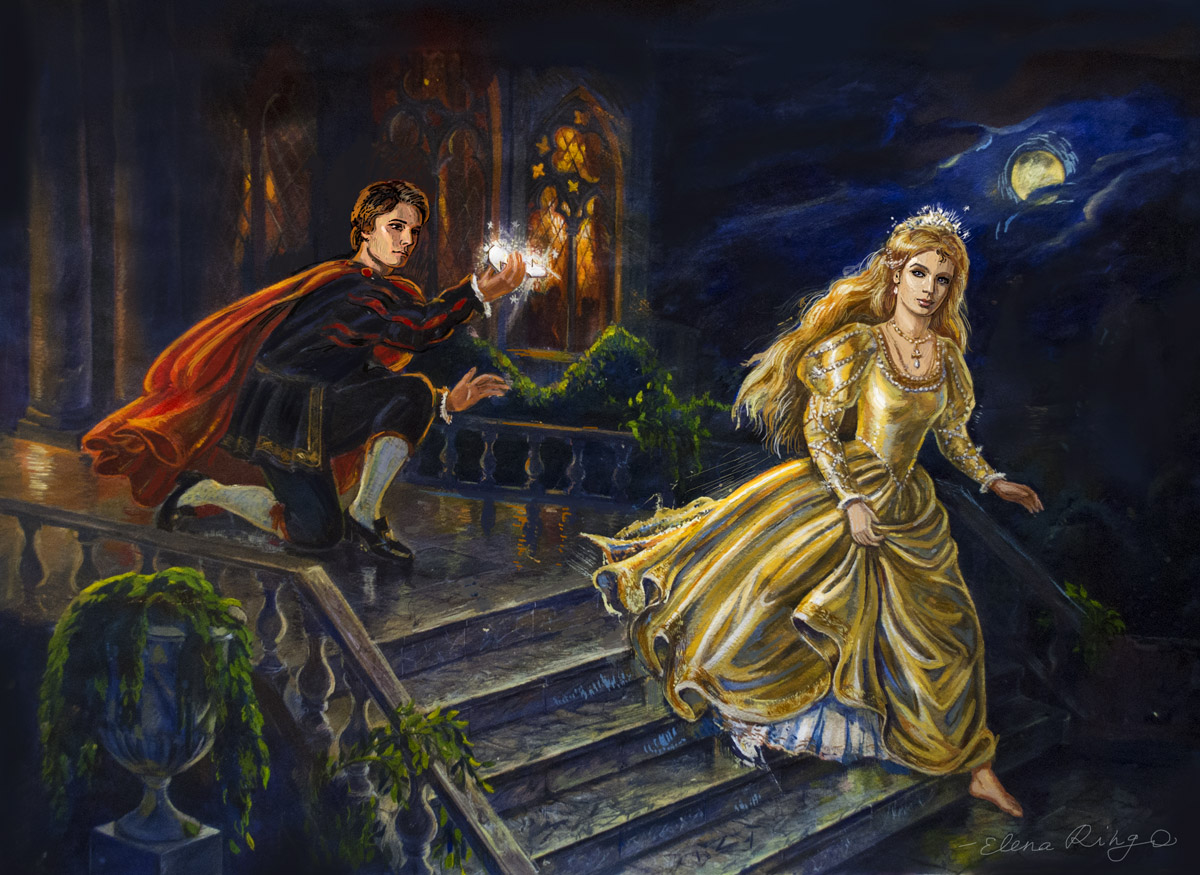
De prins pakt het muiltje als Assepoester vlucht
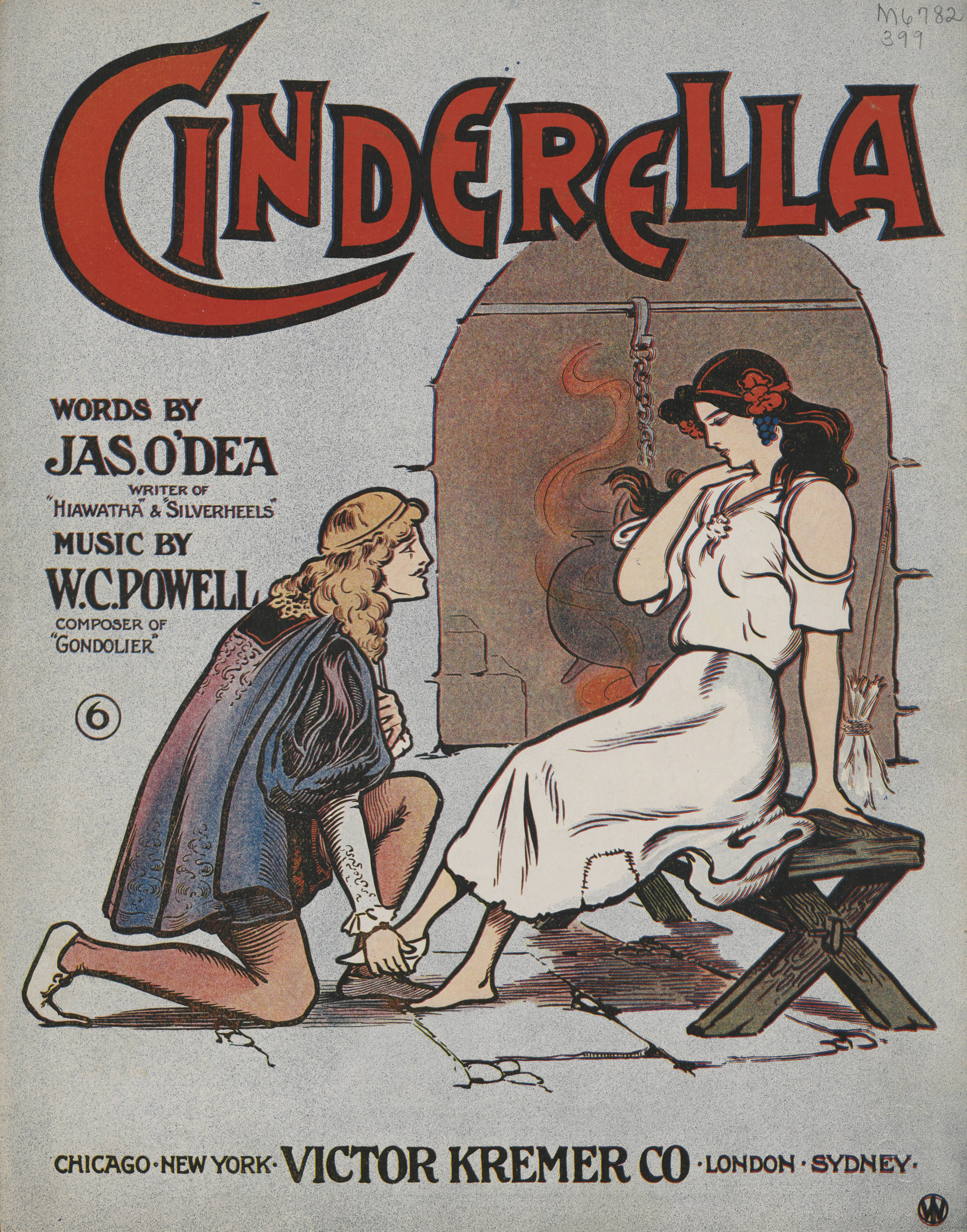
De prins ziet dat het muiltje past

### Versie van Grimm

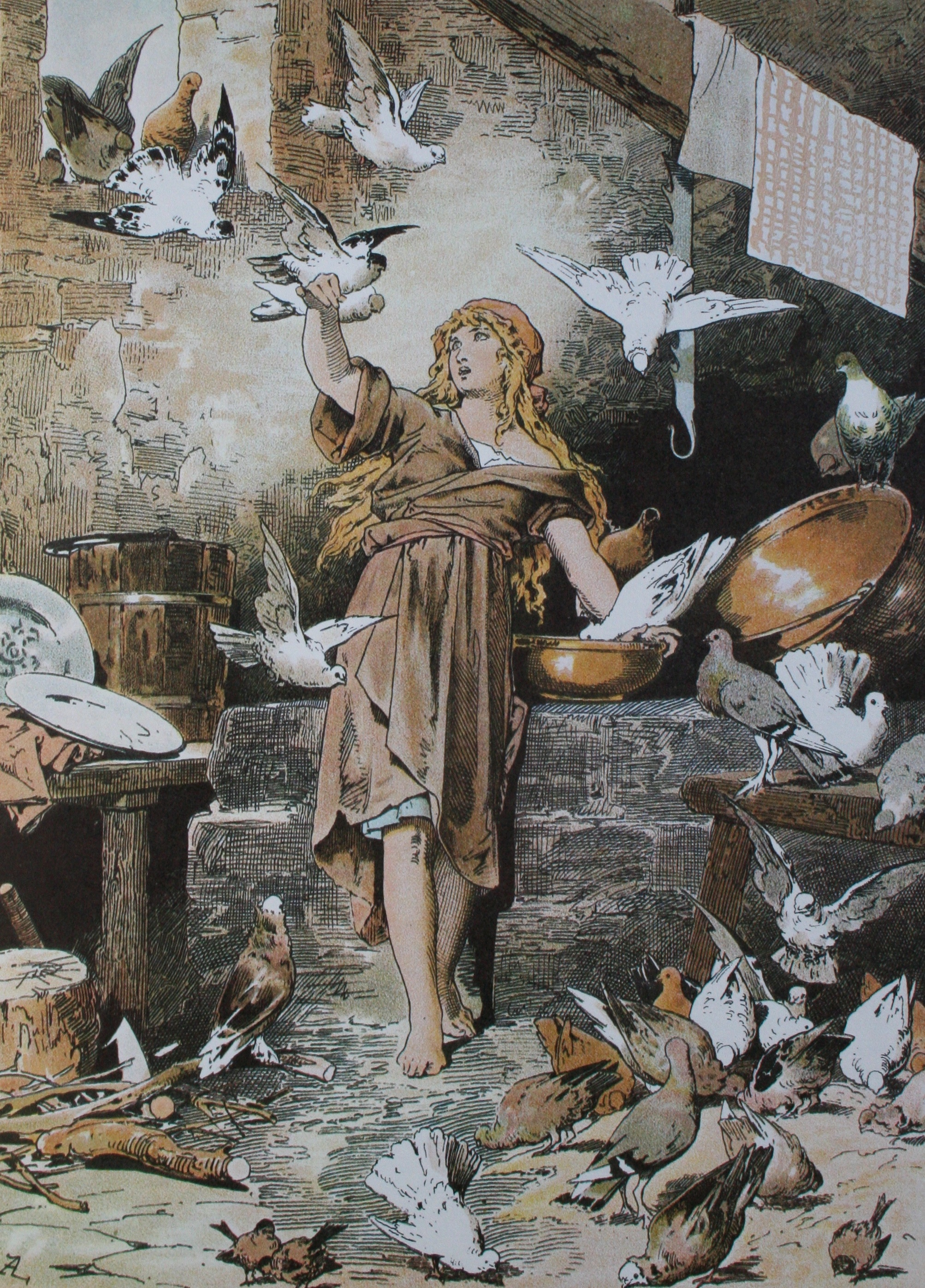
Assepoester en de vogels door Alexander Zick (1845-1907)

De vrouw van een rijke man wordt ziek. Ze vraagt haar dochtertje altijd goed en vroom te blijven, dan zal God haar helpen. De moeder belooft voordat ze sterft vanuit de hemel op haar dochtertje te blijven letten.

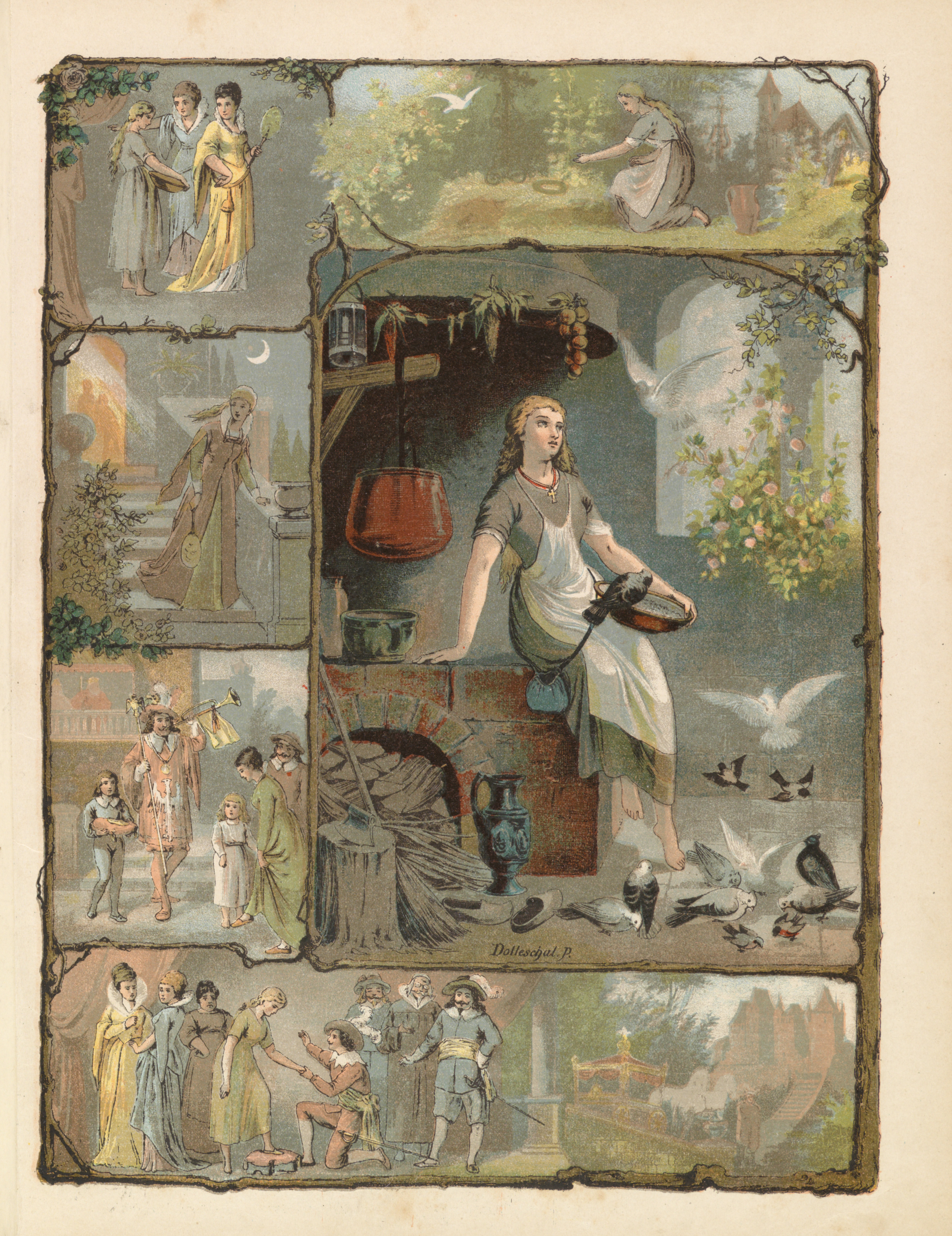
Het verhaal van Assepoester uitgebeeld in plaatjes; Aardige sprookjes, Carl Offterdinger, 1890, Koninklijke Bibliotheek NL

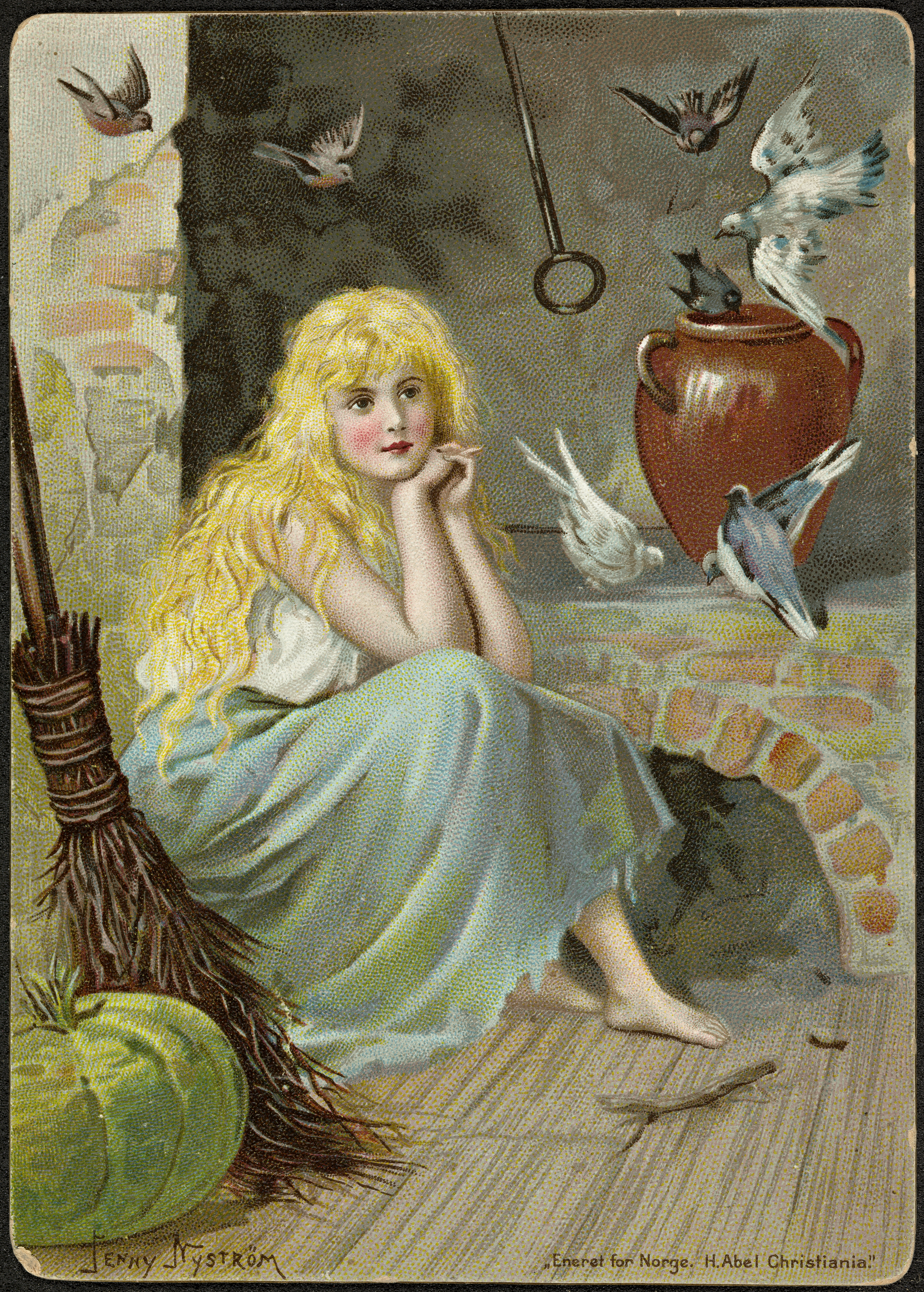
Askepott, Jenny Nystrøm, ca. 1890-1895, Nasjonalbiblioteket

Het volgende voorjaar huwt de vader een nieuwe vrouw en hij krijgt met haar nog twee dochters. Deze meisjes zijn mooi, maar ze hebben een slecht karakter. De oudste dochter van de rijke man wordt nu behandeld als een keukenmeid en moet zich in lompen kleden. Haar gemene jongere halfzusters gooien erwten en linzen in de as, die de oudste zus op handen en knieën weer opraapt. Ze heeft geen bed, maar moet slapen in de as naast de haard. Ze krijgt hierdoor de bijnaam Assepoester.
De vader gaat naar een jaarmarkt en de oudste dochters vragen edelstenen en mooie kleren. Assepoester wil graag het eerste twijgje dat op zijn reis tegen de hoed van vader stoot, als cadeau. Een hazelaartwijg strijkt langs de hoed van de man. Assepoester plant de hazelaar op het graf van haar moeder en begint te huilen. Haar tranen vallen op de twijg, die hierdoor uitgroeit tot een mooie boom. Driemaal daags gaat Assepoester naar het graf en bidt, een wit vogeltje vervult al haar wensen.
De koning geeft een feest dat drie dagen zal duren en alle mooie meisjes worden uitgenodigd. De koningszoon zal namelijk een bruid kiezen en de zussen laten Assepoester helpen als ze zich mooi maken voor het feest. De stiefmoeder geeft Assepoester toestemming naar het bal te gaan, als ze binnen twee uur vele linzen uit de as haalt. Dit lukt Assepoester doordat ze hulp krijgt van de tortelduiven. Maar de stiefmoeder geeft nog steeds geen toestemming, omdat Assepoester geen mooie kleren heeft en niet kan dansen.
Assepoester gaat naar de hazelaar op het graf van haar moeder en smeekt de boom om goud en zilver. De vogels gooien een gewaad van goud en zilver naar beneden en muiltjes die met zijde en zilver zijn geborduurd. Assepoester gaat in deze vermomming naar het feest, waar ze niet herkend wordt door haar zussen en stiefmoeder. De koningszoon danst de hele avond met haar en wil haar thuisbrengen, maar ze springt in de duiventil en ontkomt. De koningszoon praat met Assepoesters vader en vraagt zich af of het mooie meisje zijn dochter kan zijn. De duiventil wordt doormidden gehakt, maar niemand wordt gevonden. Assepoester is al naar de hazelaar gerend en heeft haar grijze jakje weer aangetrokken.
De volgende dag gaat Assepoester opnieuw naar de hazelaar en vervolgens komt ze in een nog mooiere jurk naar het feest. Opnieuw danst de koningszoon alleen met haar en hij wil haar volgen, om te zien waar ze woont. Assepoester kan ontkomen en klimt in een perenboom. De vader vraagt zich opnieuw af of het mooie meisje zijn dochter is en de boom wordt omgehakt. Assepoester is dan echter al weer thuis en zit in de keuken in haar grijze jakje. De derde dag gaat ze weer naar het boompje en krijgt een nog mooier gewaad dan de vorige dag, ze heeft nu gouden muiltjes. Alle gasten zijn sprakeloos als ze haar op het feest zien.

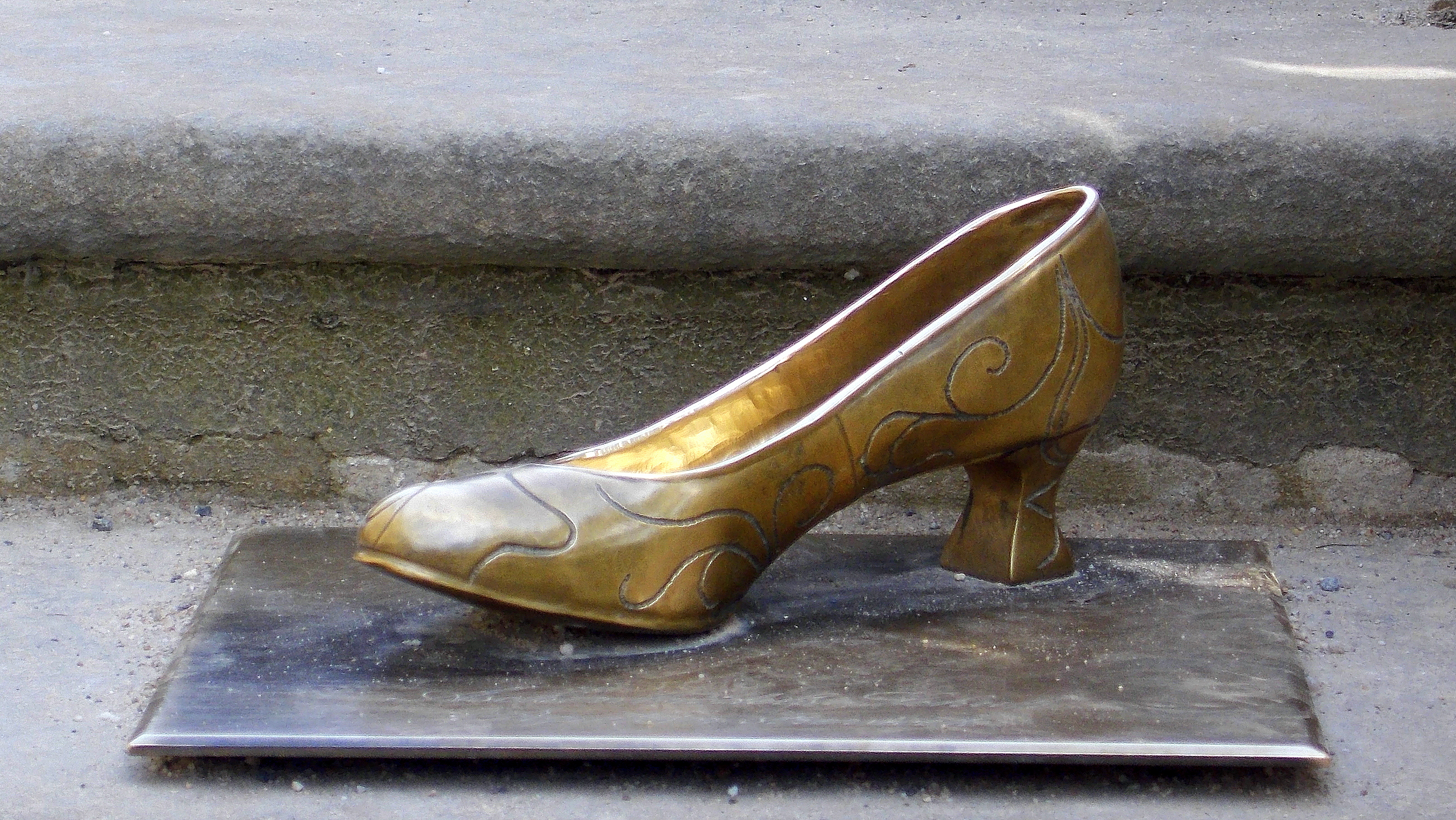
Het gouden schoentje in Slot Moritzburg (Saksen)

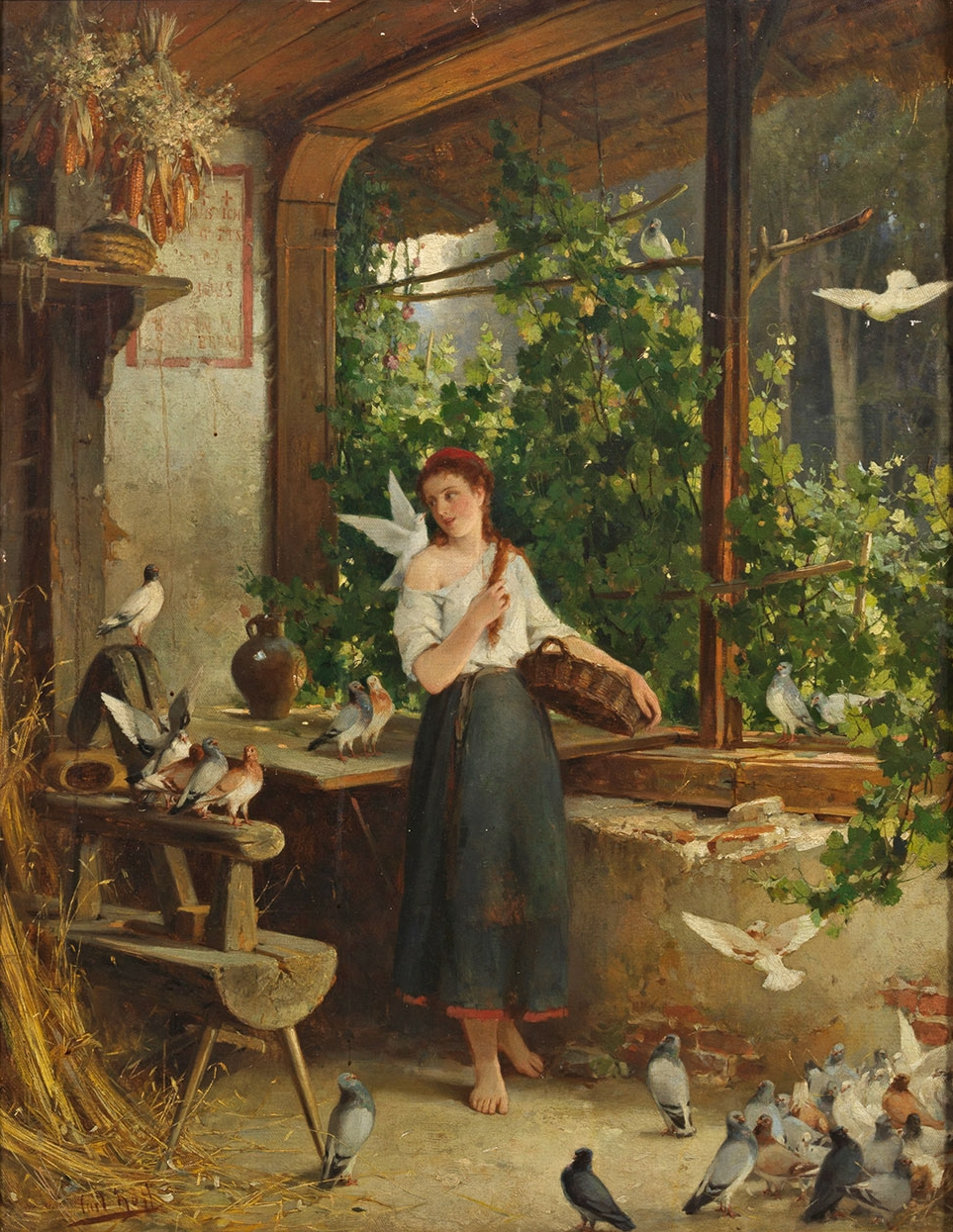
Aschenbrödel, Carl Heinrich Hoff, 1860

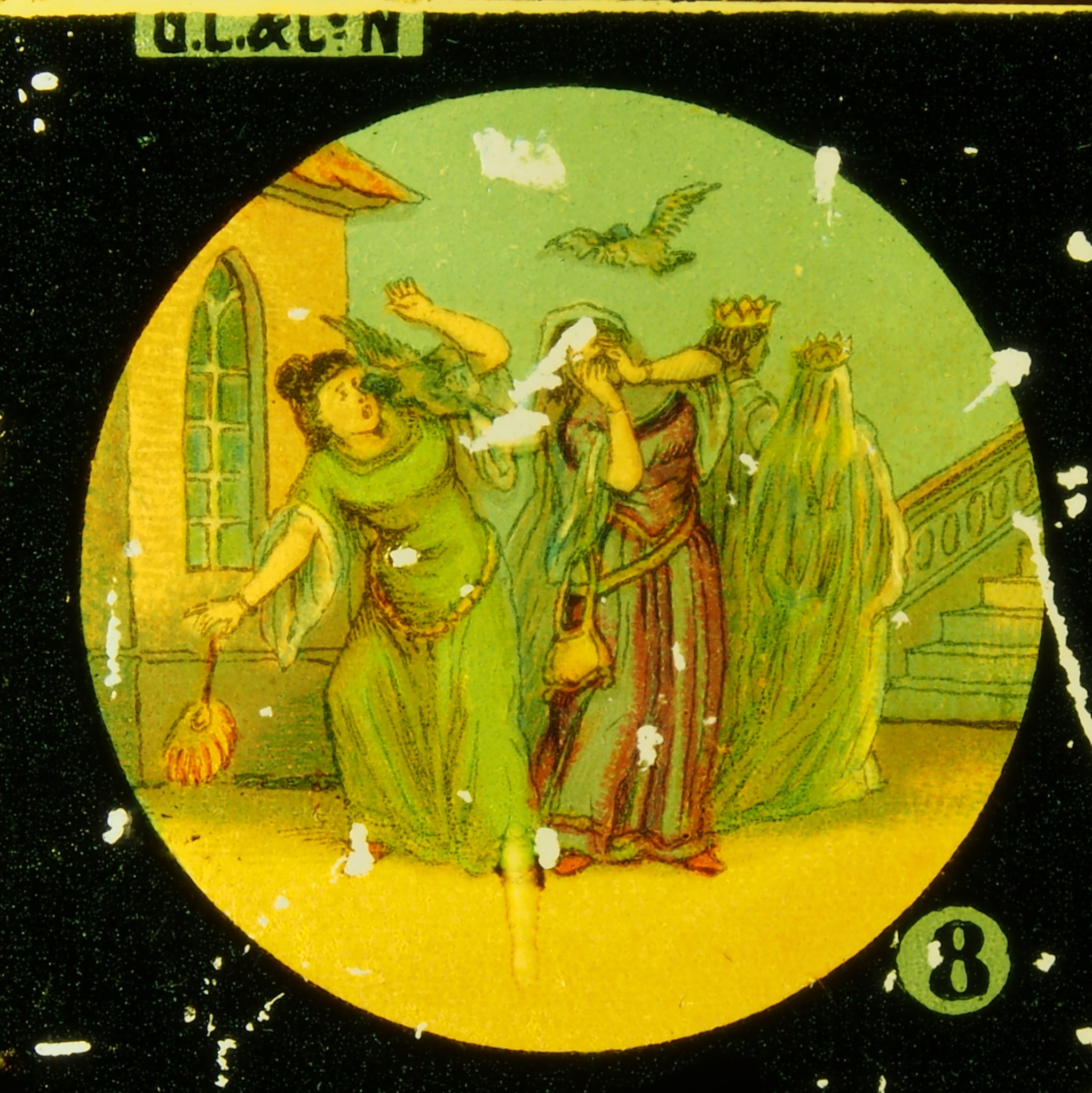
De duiven pikken de ogen van de slechte stiefdochters uit

De koningszoon danst de derde avond opnieuw alleen met Assepoester. Hij heeft de hele trap met pek laten besmeren, zodat Assepoester niet kan ontkomen zoals de vorige avonden. Het linkermuiltje van Assepoester blijft steken op de trap en de koningszoon ziet dat het klein en sierlijk is. De volgende ochtend laat de koningszoon het meisje zoeken in zijn rijk. Alleen de vrouw die het muiltje past, zal zijn vrouw kunnen worden.
De twee stiefzussen van Assepoester passen de muil, maar hun voeten zijn te groot. De stiefmoeder pakt een mes en hakt de teen van haar dochter af, als koningin hoeft het meisje toch niet meer te lopen. De stiefzus verbijt haar pijn en gaat naar de koningszoon. Hij rijdt met het meisje naar het kasteel, maar komen langs het graf en twee duifjes zitten in de hazelaar. De duifjes roepen dat het niet de ware bruid kan zijn, de muiltjes zijn veel te klein. De koningszoon ziet dan het bloed uit het muiltje lopen en brengt de valse bruid weer thuis. De andere zuster hakt nu een stuk van haar hiel af op aanraden van haar moeder en stapt met veel pijn in het muiltje. Ook zij wordt meegenomen op het paard van de koningszoon, maar de duifjes waarschuwen opnieuw. De koningszoon ziet dat de kousen van dit meisje rood kleuren en ook zij wordt thuisgebracht.
De koningszoon vraagt de vader of hij niet nog een dochter heeft, waarop de vader vertelt over het onooglijke oudste meisje. Assepoester wordt geroepen, waarop de koningszoon haar herkent en meeneemt. De duifjes gaan op de schouders van Assepoester zitten. Tijdens de bruiloft komen de valse zusters, ze willen profiteren van het geluk van Assepoester. De duiven pikken de twee valse zusters hun beide ogen uit, waardoor ze levenslang voor hun valsheid zijn gestraft met blindheid.

#### Achtergronden bij de versie van Grimm
- De versie die is opgetekend door de gebroeders Grimm komt uit Hessen en is samengesteld uit drie verhalen, waarvan één uit Zwehrn.
- Assepoester houdt in de versie van de gebroeders Grimm een band met haar overleden moeder en het hemelse rijk, de duiven zijn er boden van. Er komt in deze versie geen goede fee voor.
- In de versie van de gebroeders Grimm krijgt Assepoester drie soorten muiltjes, ze verliest een gouden muiltje.
- "Poesten" is een Middelnederlands woord voor blazen. Assepoester betekent dus "zij die in de as blaast om het vuur aan te wakkeren". Dit wordt uitgelegd als de nederigste plaats, maar verwijst anderzijds juist naar degene die voor het heilige haardvuur zorgt (een priesteres).[6]
- Middernacht is het tijdstip waarop volgens de overlevering vaak griezelige of magische dingen plaatsvinden. Dit motief is terug te vinden in allerlei sprookjes en volksverhalen.
- Ook in De twee reisgezellen (KHM107) worden ogen uitgestoken.
- De twee duiven die de ogen van de jaloerse zusters uitpikken, doen denken aan Huginn en Muninn (de raven van Odin. Ook zij oordelen over de daden van de mensen.
- De drie mooie gewaden zijn een gift van Assepoesters overleden moeder. Ze verwijzen naar het spinnen van de levensdraad. Overeenkomsten zijn te vinden in de De drie spinsters (KHM14) en de drie Nornen uit de Noordse mythologie: meisje, dame en oude vrouw. Andere parallellen zijn de drie goede feeën uit Doornroosje (KHM53), de draad van Ariadne en het labyrint van de Minotaurus en Moira, de drievoudige schikgodin uit de Griekse mythologie. Frigg spint de wolken en Vrouw Holle schudt haar beddengoed, zodat sneeuwvlokjes (of veren) verschijnen. (Zie ook triade).
- Ook in Eenoogje, tweeoogje en drieoogje (KHM130) speelt een boom die goud en zilver geeft een rol.
- De moeder van de hoofdpersoon sterft ook aan het begin van De drie mannetjes in het bos (KHM13), Van de wachtelboom (KHM47), Sneeuwwitje (KHM53), Bontepels (KHM65) en Het klosje, de schietspoel en de naald (KHM188).
- De drie feesten komen in veel sprookjes voor, bijvoorbeeld in Bontepels (KHM65), De ware bruid (KHM186) en Schaapsvel (een sprookje uit Vlaams-Brabant).
- Bontepels (KHM65) vertoont ook overeenkomsten.
- Pas in de tweede editie van hun collectie (1819) vulden de Grimms de originele versie uit 1812 aan met een coda waarin de stiefzusters een bloedige en vreselijke straf ondergaan voor hun wreedheid.
- In de versie van de gebroeders Grimm gaat het om muiltjes met borduursel. Assepoester verliest op de derde avond een gouden muiltje op de trap.

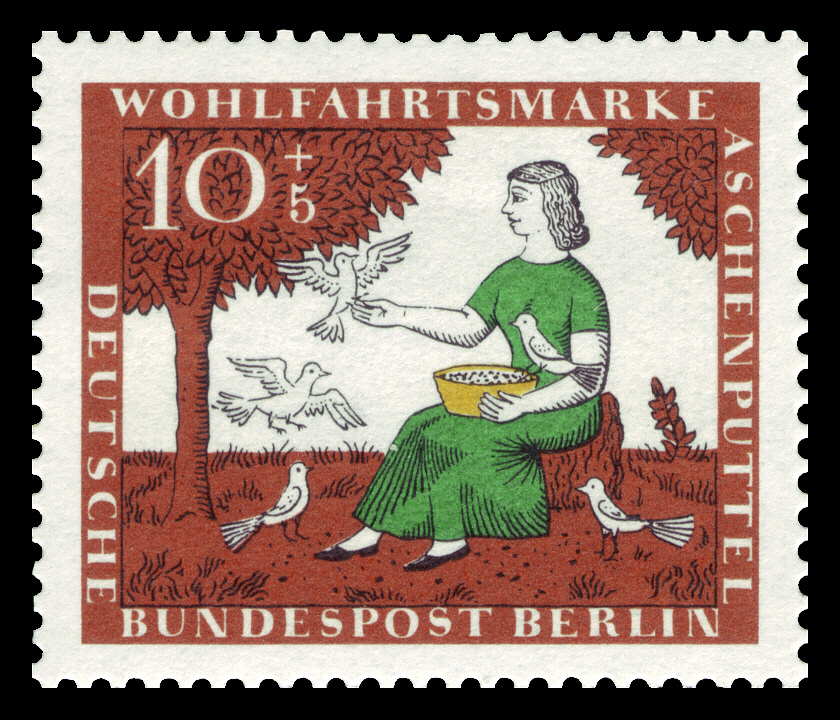
De linzen worden geraapt
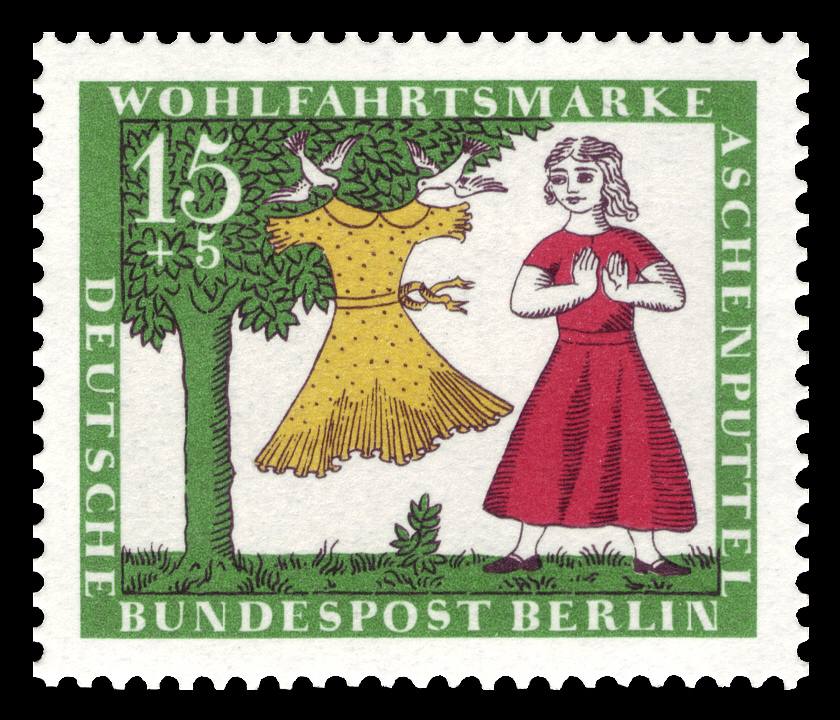
De vogels brengen een mooie jurk
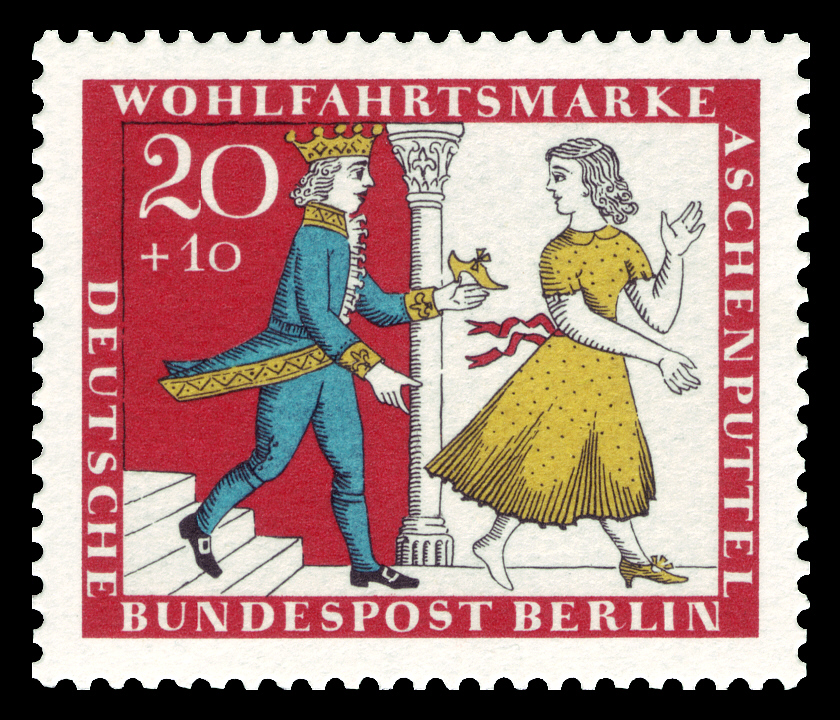
De prins volgt Assepoester
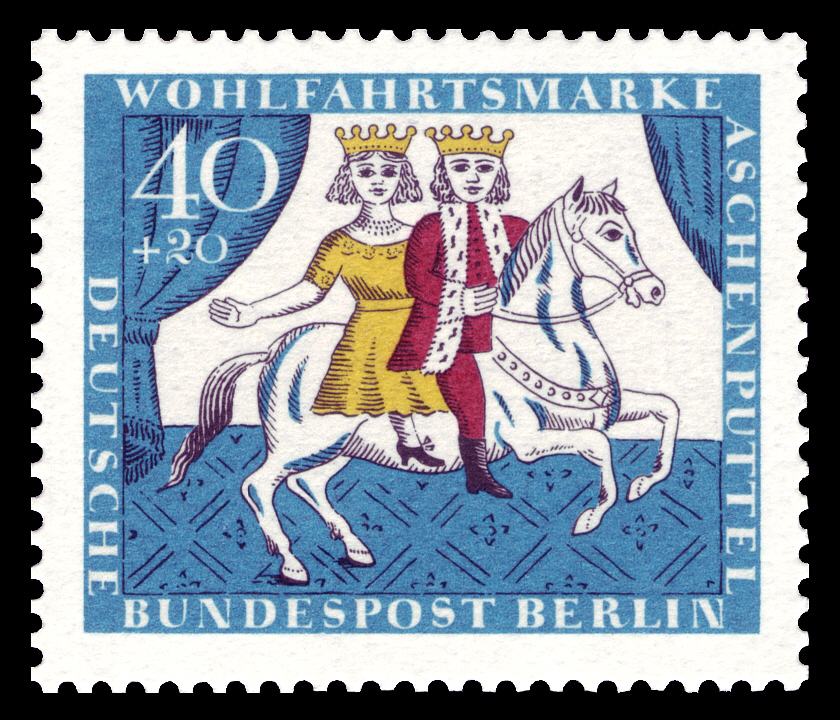
Assepoester en de prins gaan naar het kasteel
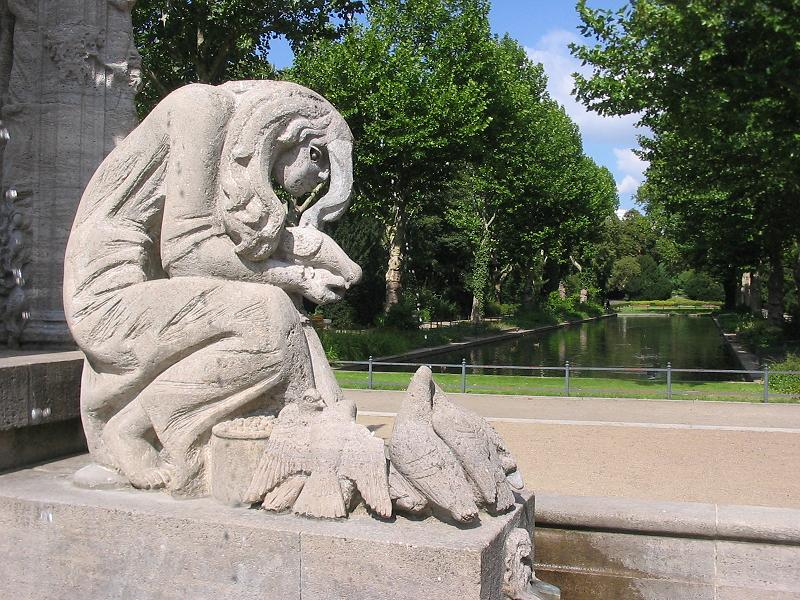
Assepoester en de vogels

## Plotvarianten en alternatieve vertellingen
Folkloristen hebben gedurende lange tijd varianten van dit verhaal in verschillende culturen bestudeerd. In 1893 produceerde Marian Roalfe Cox in opdracht van de Folklore Society of Britain het werk Cinderella: Three Hundred and Forty-Five Variants of Cinderella, Catskin and Cap o'Rushes, Abstracted and Tabulated with a Discussion of Medieval Analogues and Notes. Verdere morfologische studies zijn voortgezet op dit baanbrekende werk.
Joseph Jacobs heeft geprobeerd het oorspronkelijke verhaal als The Cinder Maid te reconstrueren. Hij deed dit door de gemeenschappelijke kenmerken van honderden varianten die in heel Europa zijn verzameld, te vergelijken.

### Het bal, de magische hulp, de baljurk en de klok

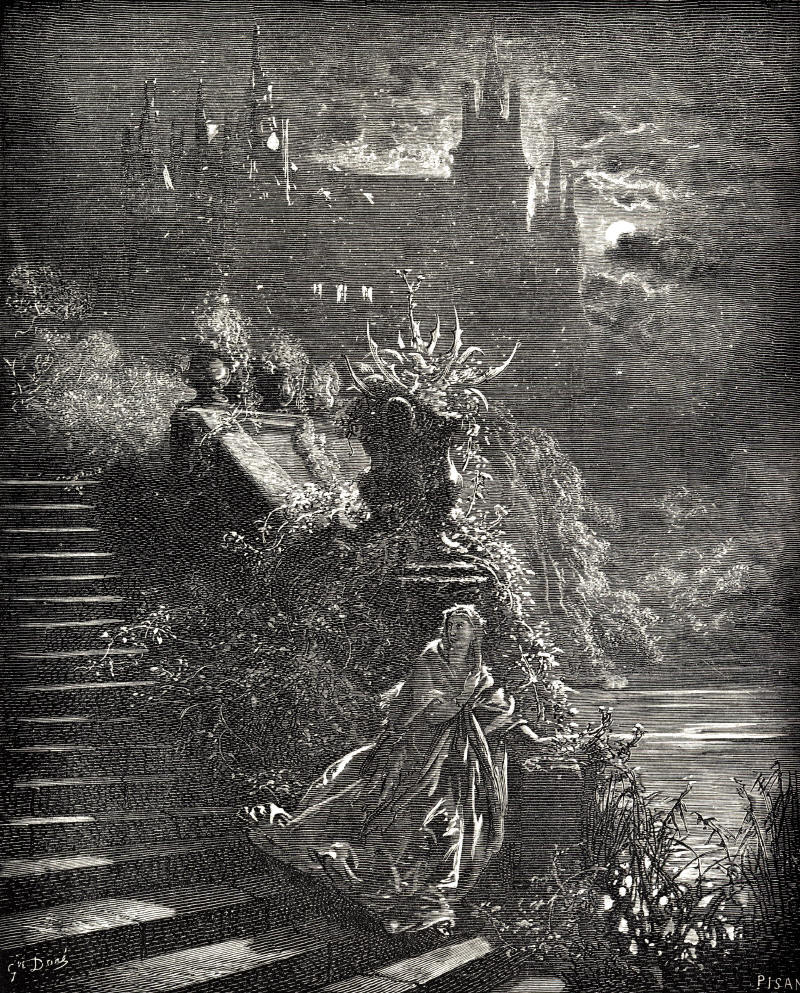
Peau d'âne vlucht uit het kasteel, want haar vader wil met haar trouwen na de dood van haar moeder

#### Het bal
Het aantal bals varieert, soms één, soms twee en soms drie. Er zijn ook verhalen waar geen bal wordt gegeven, de heldin wordt bijvoorbeeld gezien bij een kerk.

#### De magische hulp
Internationale versies missen meestal de feeënmoeder die aanwezig is in het beroemde verhaal van Perrault. In plaats daarvan is de donor (de entiteit die de heldin test) een koe of de moeder van de heldin die in een koe is veranderd. Dit personage komt voor in sommige Griekse versies, in de Balkan-Slavische traditie van het verhaal en in sommige Centraal-Aziatische varianten. De moeder-als-koe wordt gedood door de zusters van de heldin, haar botten worden verzameld en uit haar graf haalt de heldin de prachtige jurken. Ook in een Noorse versie wordt de heldin geholpen door een koe. Het dier bezit een kleed waarmee oneindig veel eten kan worden gemaakt.
De persoon die Assepoester (Aschenputtel) hielp in de versie van Grimms is haar overleden moeder. Aschenputtel vraagt haar hulp door te bidden bij haar graf, waarop een boom groeit. Behulpzame duiven die in de boom nestelen, schudden de kleding die ze nodig heeft voor de bal. Dit motief komt ook voor in andere varianten van het verhaal, zoals in het Finse The Wonderful Birch. Toneelschrijver James Lapine verwerkte dit motief in de verhaallijn van Assepoester van de musical Into the Woods.
Giambattista Basile's Cenerentola combineerde ze; de Assepoester-figuur, Zezolla, vraagt haar vader om haar aan te bevelen bij de feeënduif en haar te vragen haar iets te sturen, en ze ontvangt een boom die haar zal voorzien van kleding.
Andere varianten hebben de heldin geholpen door pratende dieren, zoals in Kari Træstakk (Kari Houten-Jurk), Rushen Coatie, Bawang Putih Bawang Merah, The Story of Tam and Cam, of The Sharp Grey Sheep - deze dieren hebben vaak een band met haar overleden moeder; in The Golden Slipper helpt een vis de heldin nadat ze hem in het water heeft gestopt. In The Anklet is het een magische albasten pot die het meisje met haar eigen geld heeft gekocht en die haar de jurken en enkelbanden die ze draagt naar het bal brengt. Gioachino Rossini, die ermee had ingestemd een opera te maken gebaseerd op Assepoester als hij alle magische elementen kon weglaten, schreef La Cenerentola, waarin ze werd bijgestaan door Alidoro, een filosoof en voorheen de leraar van de prins.

#### De baljurk

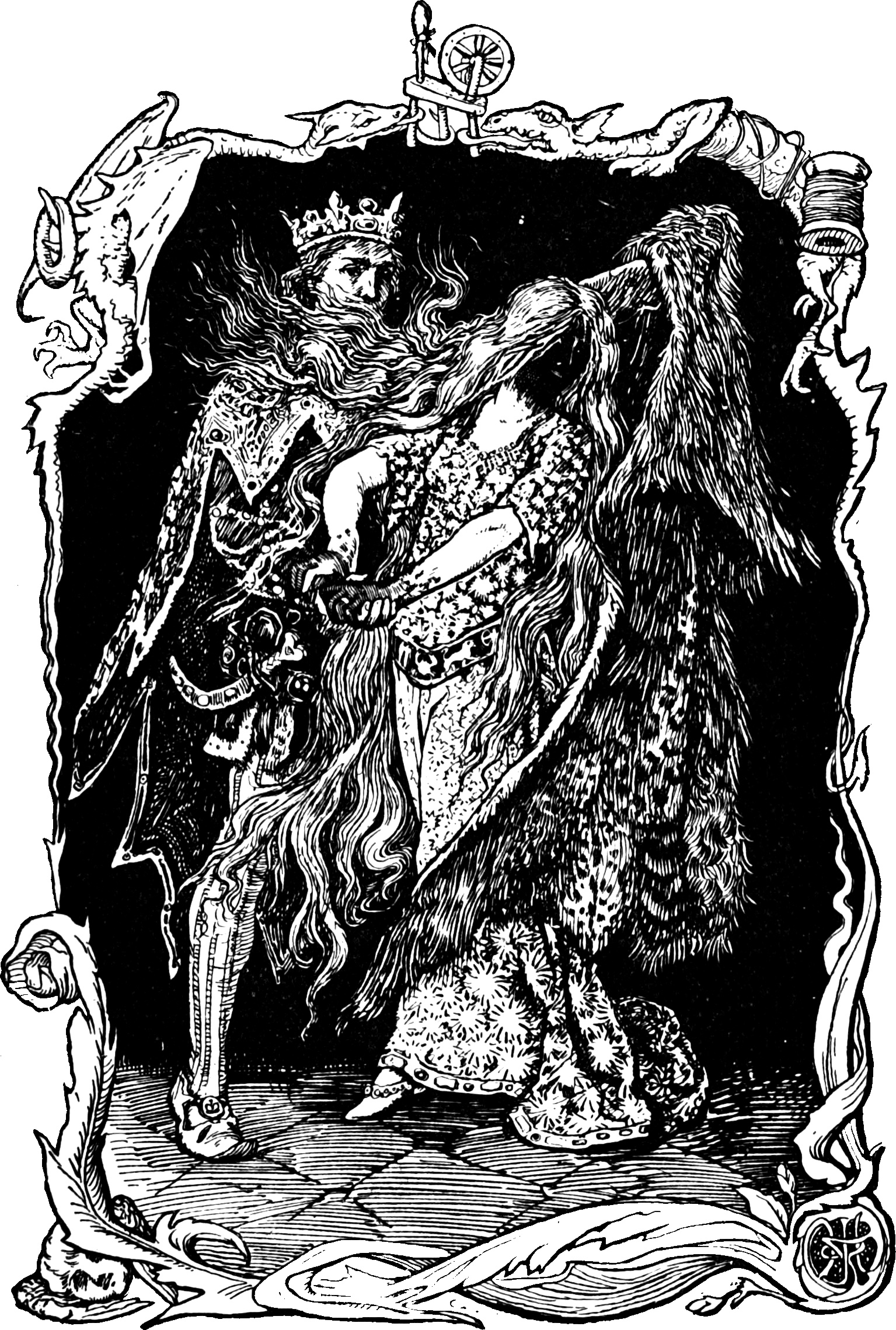
De prins haalt de bonte pels weg en ziet de prachtige kleding van Allerleirauh, Henry Justice Ford, 1892

In de versie van Giambattista Basile raakt de peettante (een fee) van Assepoester de heldin aan met een toverstaf. Het meisje heeft dan een japon van goud- en zilverdraad, bezaaid met edelstenen en de glazen muiltjes.
In Allerleirauh krijgt de heldin geen prachtige kleding van een fee of andere helper, de drie prachtige jurken bezit ze al. Ze verstopt haar kleding door er een bonte pels (gemaakt van alle dieren uit het rijk) over te dragen, ze had nooit gedacht dat haar vader deze kleding kon laten maken en vluchtte toen bleek dat hij dit wel voor elkaar had gekregen om met haar te trouwen.
Ook in Peau d'âne heeft de heldin de drie jurken (zoals de hemel, de maan en de zon) al eerder gekregen. Zij draagt een mantel gemaakt van de goud producerende ezel. Ze dacht dat dit onmogelijk zou zijn, maar haar vader liet het dier slachten zodat hij met zijn dochter trouwen kon. Daarna vlucht het meisje.
In de Noorse versie krijgt de heldin de jurken als ze al op het kasteel woont en ze de kop en huid van de os heeft verwijderd.

#### De klok
De avondklok om middernacht is ook afwezig in veel versies; in de versie van Giambattista Basile zullen de koets, de koetsiers, de lakijen en de kleding van Assepoester klokslag twaalf weer in hun normale gedaante veranderen.
In andere versies verlaat de heldin het bal om thuis te komen voor haar stiefmoeder en stiefzussen dat doen, of ze is gewoon moe. In de versie van Grimm glijdt Aschenputtel weg als ze moe is, zich verstopt op het landgoed van haar vader in een boom, en dan in het duivenhok, om aan haar achtervolgers te ontsnappen; haar vader probeert haar te vangen door ze om te hakken, maar ze ontsnapt.

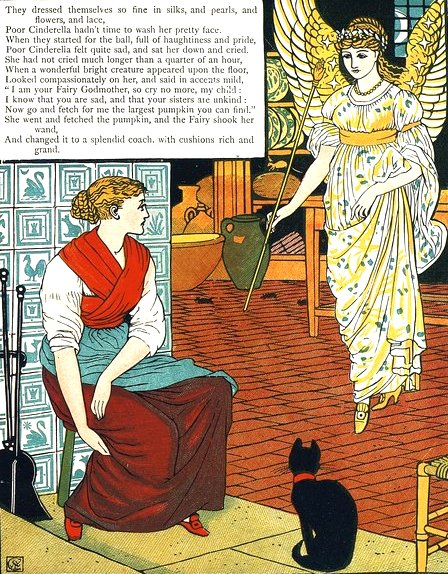
De petemoei verschijnt, Walter Crane
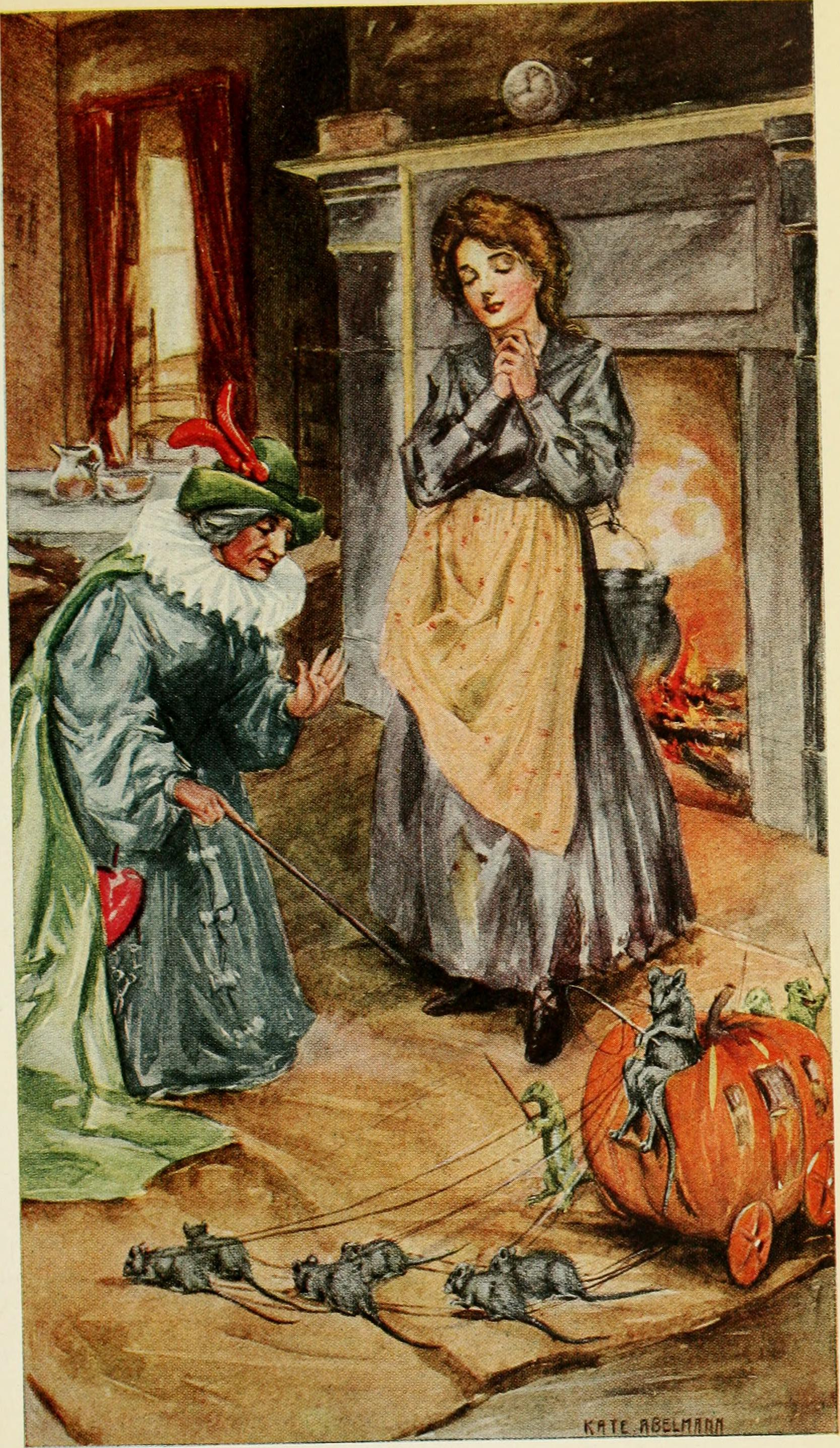
De petemoei maakt van een pompoen en muizen een koets met koetsiers, Kate Abelmann
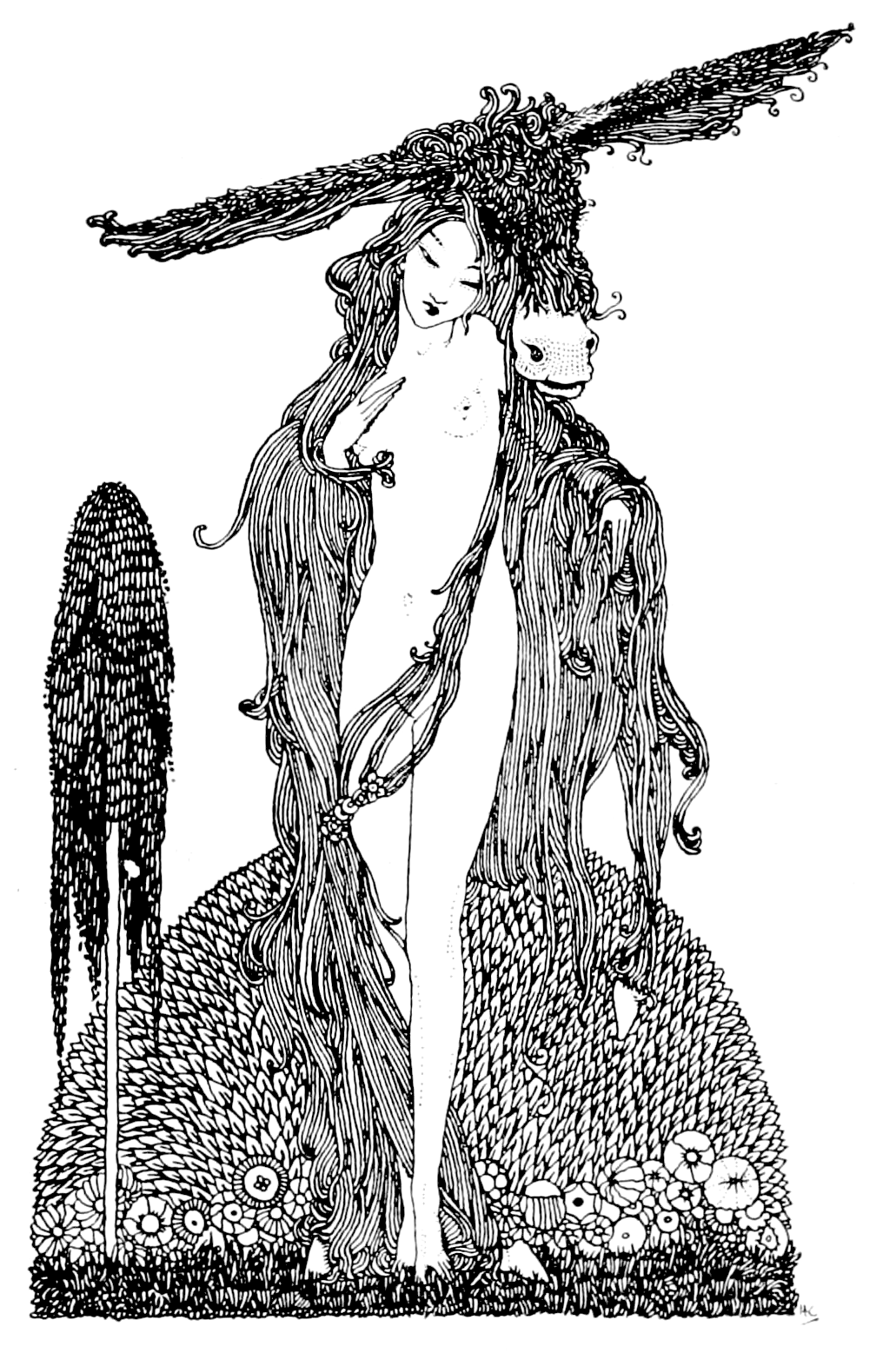
Ezelshuid in haar mantel gemaakt van de goudproducerende ezel, 1922
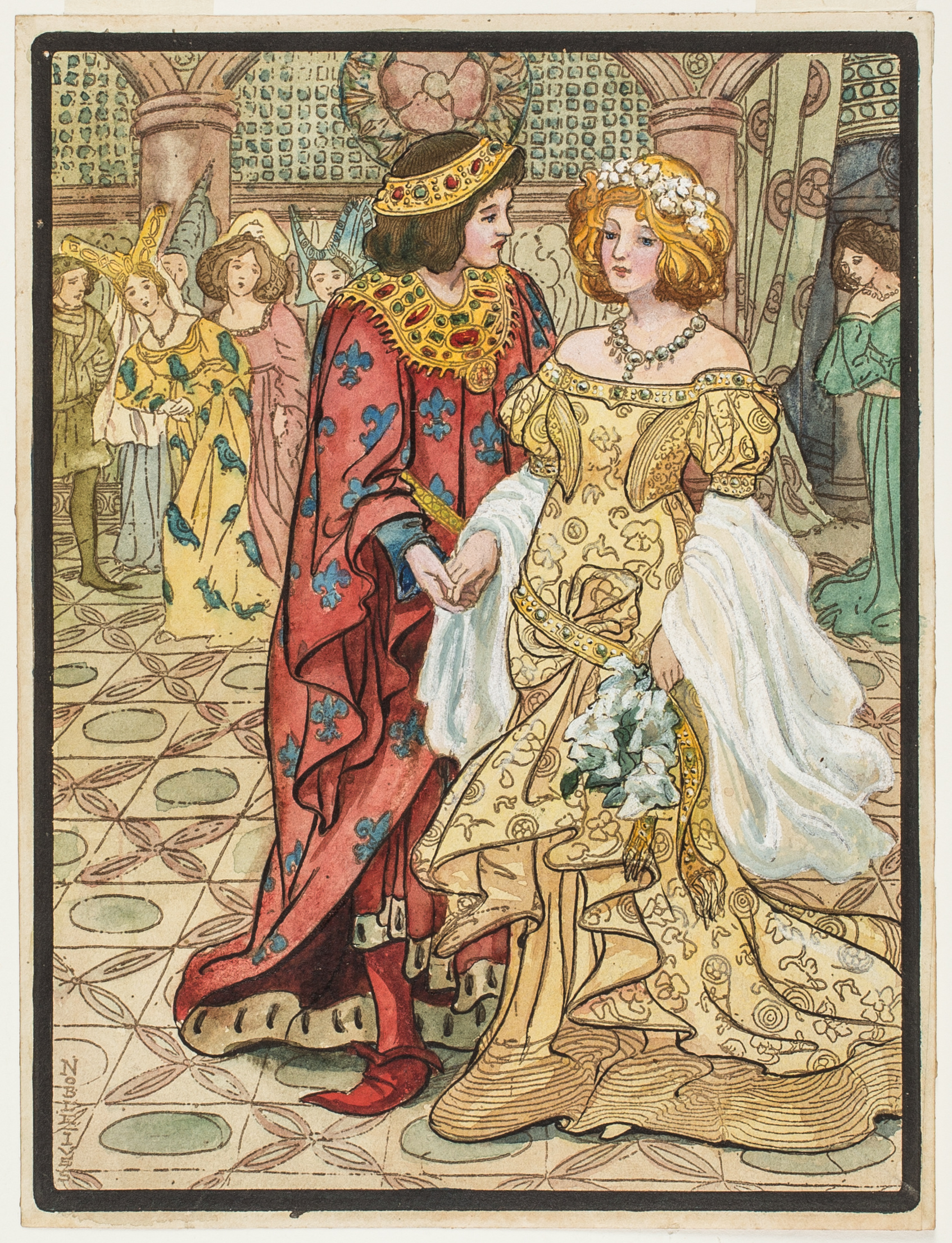
Cinderella en de prins dansen op het bal, de stiefzussen kijken jaloers toe, 1912
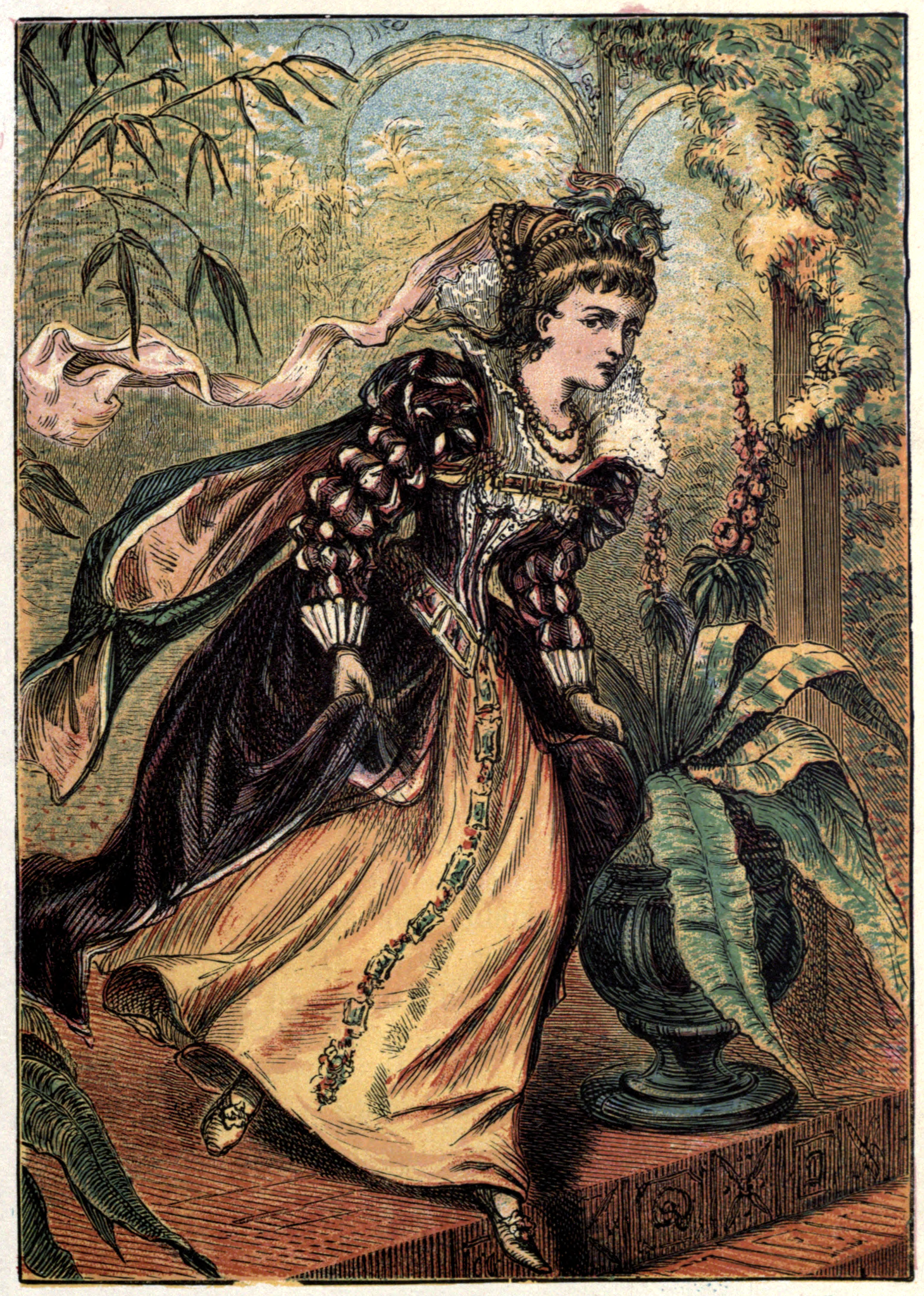
Cinderella vlucht weg van het bal, 1865

### Schurken

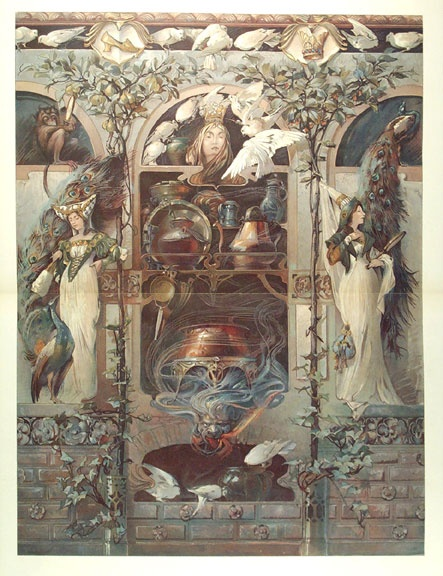
De stiefzussen worden geflankeerd door pauwen, Assepoester is in het huis opgesloten en wordt vergezeld door duiven, Anton Seder

Hoewel veel varianten van Assepoester de slechte stiefmoeder bevatten, is de kenmerkende eigenschap van type 510A een vrouwelijke vervolger: in Fair, Brown and Trembling en Finette Cendron verschijnt de stiefmoeder helemaal niet, en het zijn de oudere zussen die haar beperken tot de keuken. In andere sprookjes met het bal werd ze van huis verdreven door de vervolgingen van haar vader, meestal omdat hij met haar wilde trouwen. Van dit type (510B) zijn Cap O 'Rushes, Catskin, All-Kinds-of-Fur en Allerleirauh voorbeelden. De heldin slaapt in de keuken omdat ze daar een baan vond. In Kari Træstakk brengt de stiefmoeder haar van huis, en ook zij vindt zo'n baan.
In La gatta Cenerentola wordt de heldin zelfs tweemaal onderdrukt. Eenmaal door haar stiefmoeder, die ze vermoord, en daarna door haar handwerklerares die de nieuwe bruid van haar vader wordt. In dit verhaal keerde Gioachino Rossini de sekserollen om: Cenerentola wordt in deze versie onderdrukt door haar stiefvader (dit maakt van de opera het Aarne-Thompson type 510B). Hij maakte ook de economische basis voor dergelijke vijandigheid buitengewoon duidelijk, in die zin dat Don Magnifico de bruidsschat van zijn eigen dochters groter wil maken om een grotere wedstrijd aan te trekken, wat onmogelijk is als hij moet zorg voor een derde bruidsschat. Folkloristen interpreteren de vijandigheid tussen de stiefmoeder en stiefdochter vaak als zo'n wedstrijd om middelen, maar het verhaal maakt het zelden duidelijk.
In sommige vertellingen is ten minste één stiefzus enigszins vriendelijk voor Assepoester en keurt de behandeling van de stiefmoeder af. Dit is te zien in Ever After, Cinderella II en de Broadway-revival van 2014.
In categorie 510B is de schurk vaak de vader die zijn dochter verjaagd of juist met de heldin (zijn eigen dochter) wil trouwen, waarna ze vlucht.

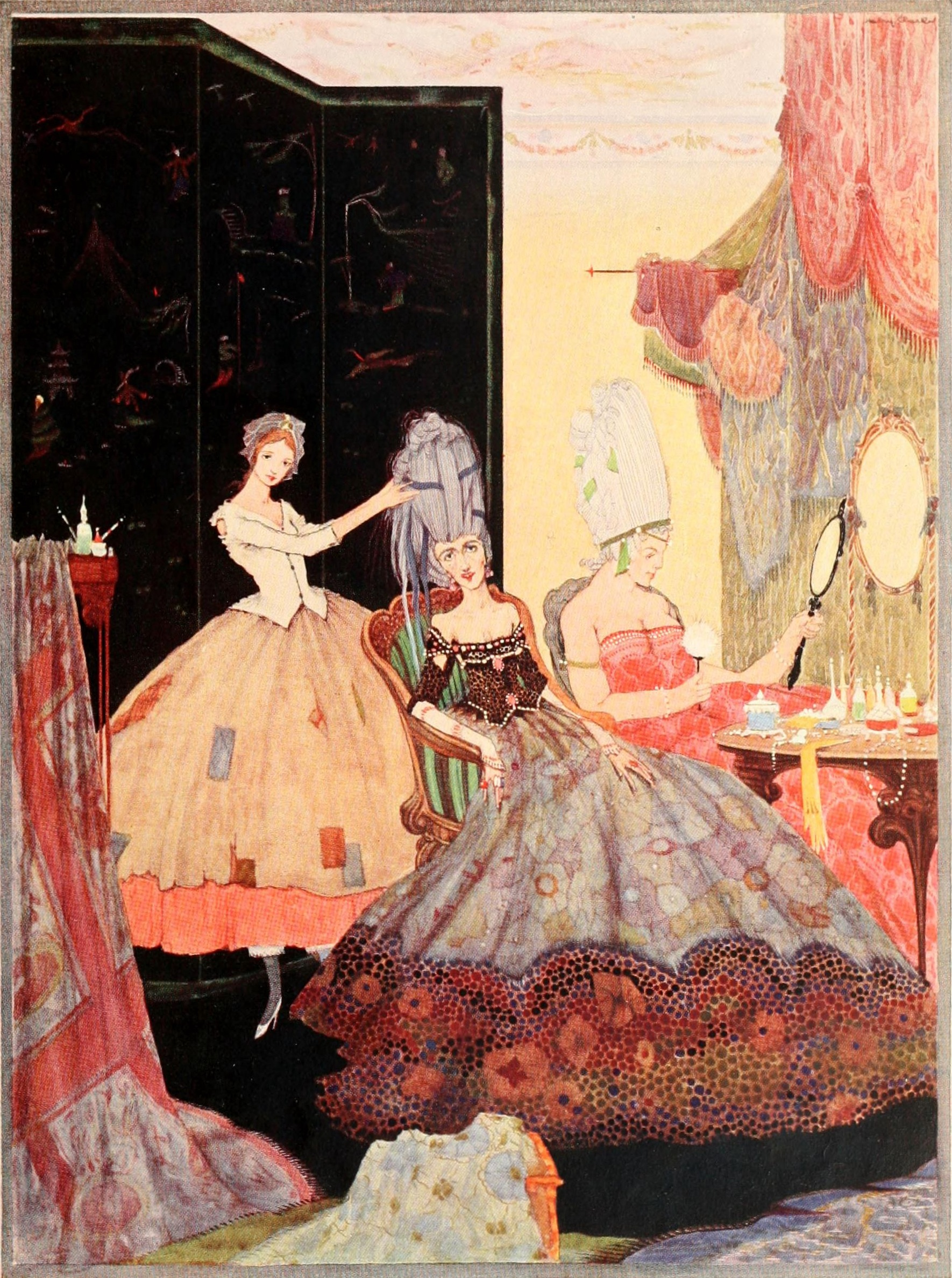
Illustratie in The fairy tales of Charles Perrault, 1922
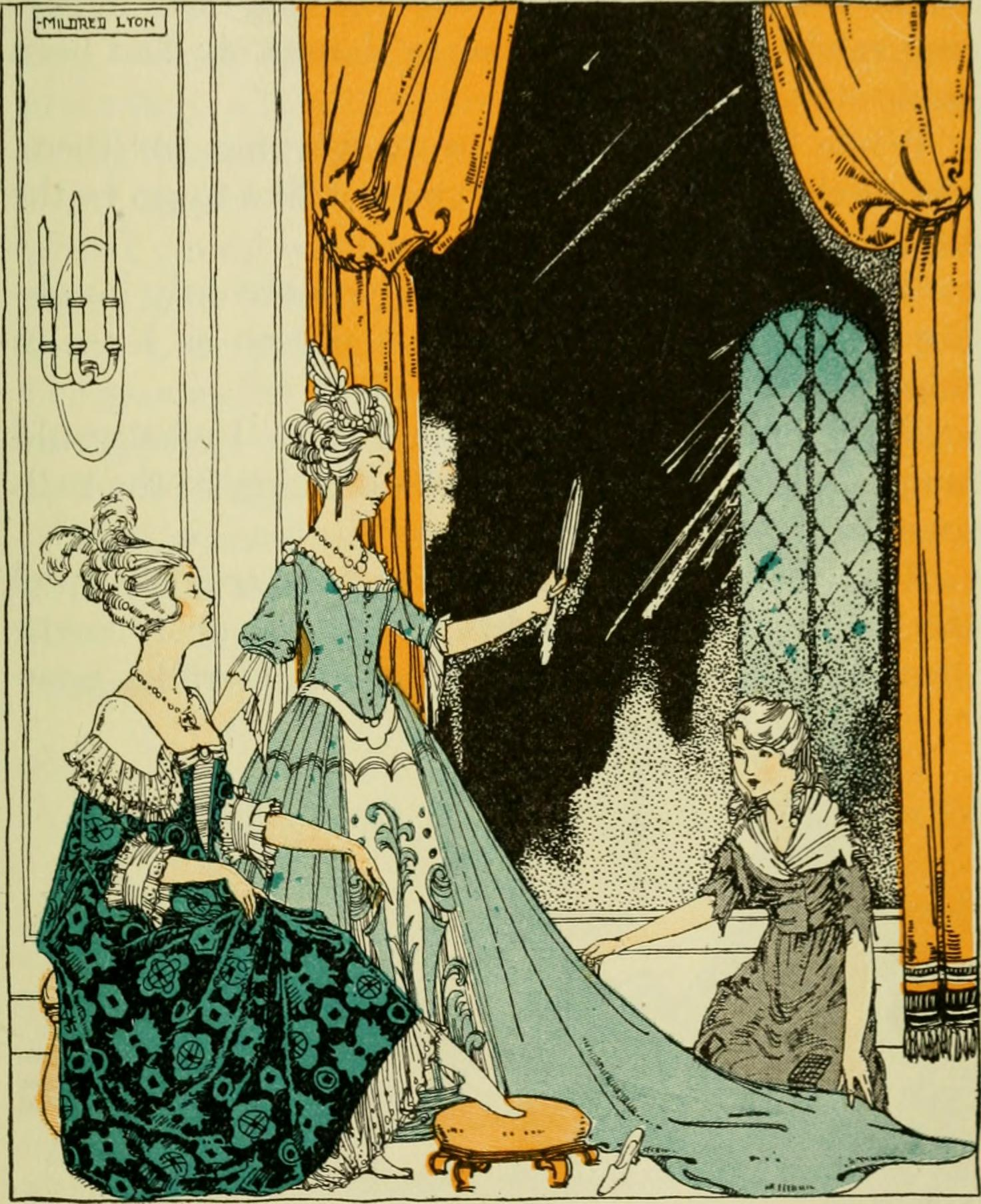
Illustatie in Journeys through Bookland : a new and original plan for reading applied to the world's best literature for children 1922
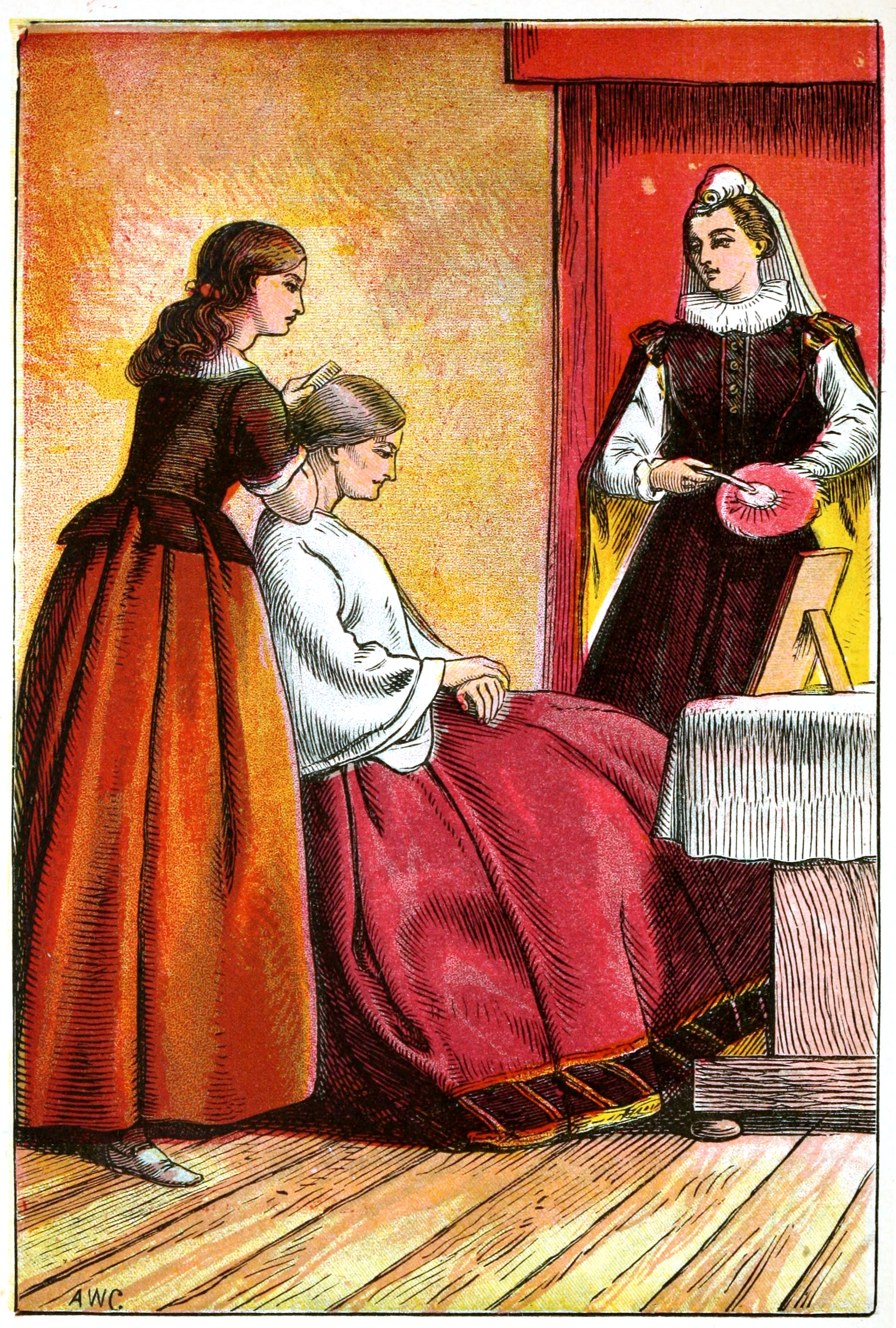
Illustratie in Aunt Friendly’s Gift, 1890
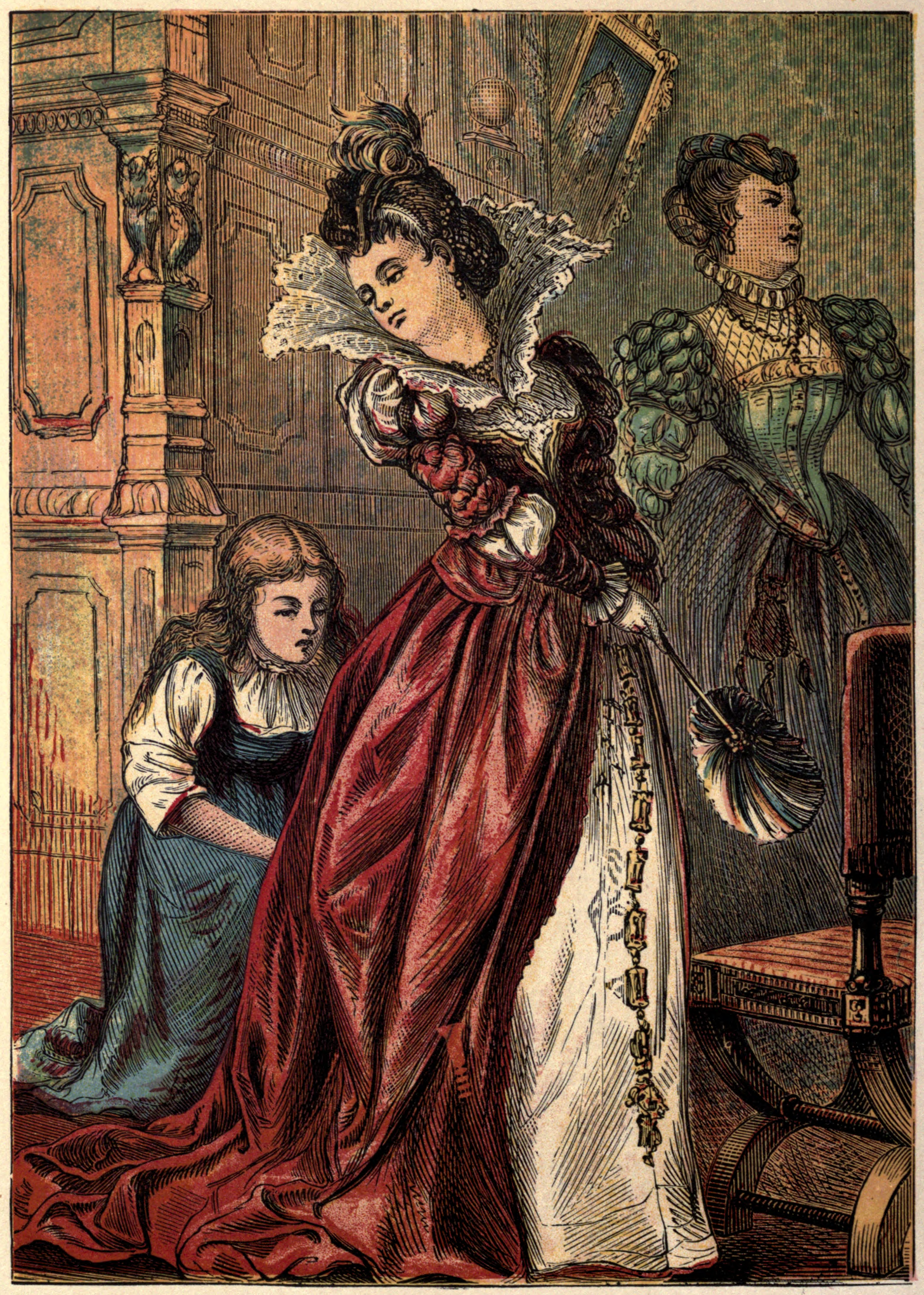
Illustratie in Cinderella or the Glass Slipper, 1865

### Item identificeren om de ware bruid te herkennen

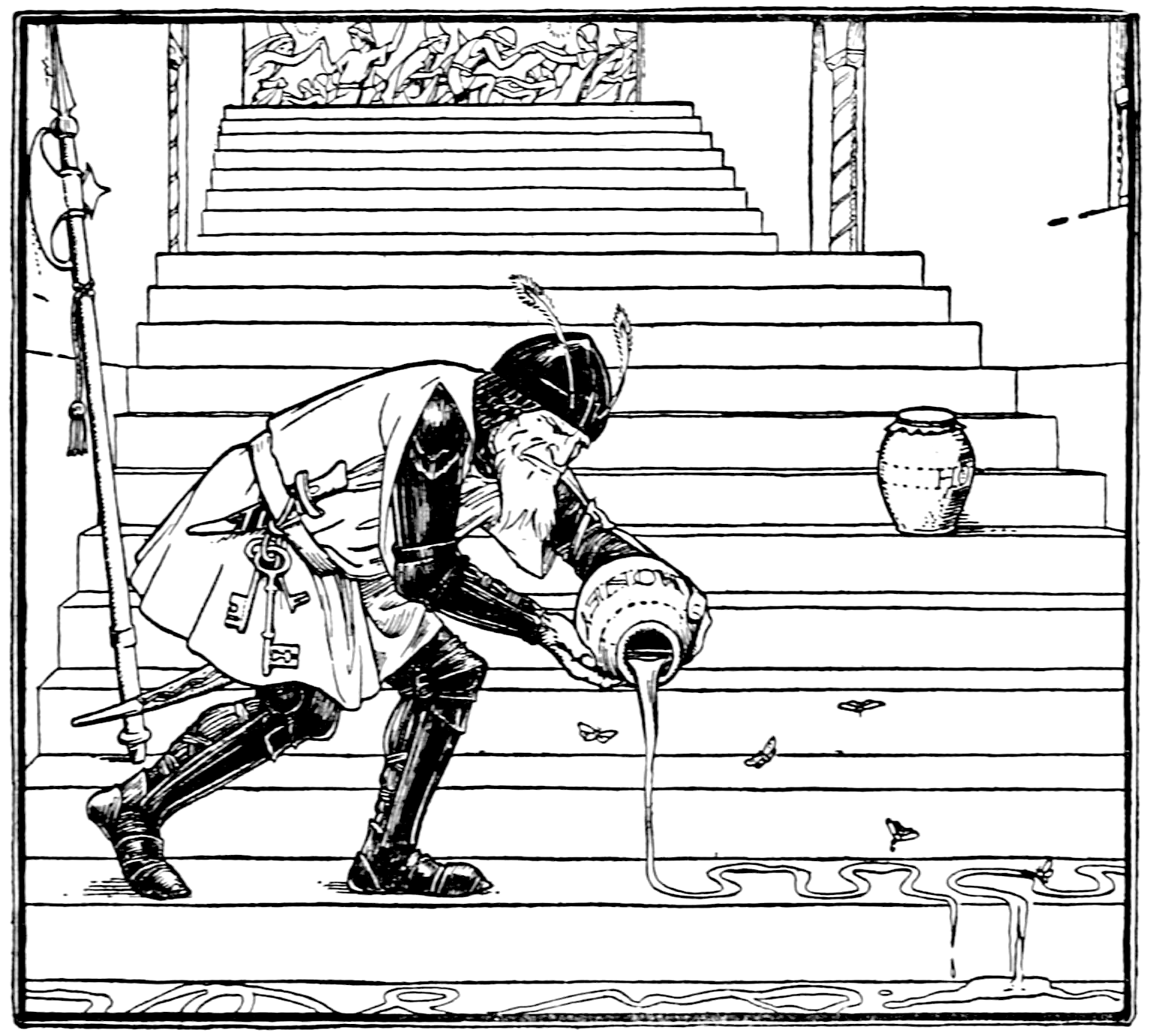
De prins laat teer op de trap aanbrengen, zodat de mysterieuze vrouw niet kan ontkomen

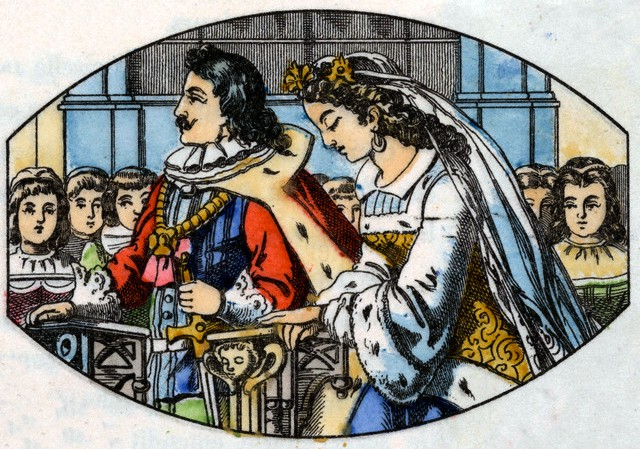
De prins en Assepoester trouwen

Het glazen muiltje is uniek voor de versie van Charles Perrault en zijn derivaten; in andere versies van het verhaal kan het van ander materiaal zijn gemaakt (in de versie opgenomen door de gebroeders Grimm's Aschenbrödel en Aschenputtel is het goud) en in nog andere verhalen is het geen pantoffel maar een enkelbandje, een ring of een armband die de prins de sleutel geeft tot de identiteit van Assepoester.
In Rossini's opera " La Cenerentola" ("Assepoester") wordt de pantoffel vervangen door twee armbanden om haar identiteit te bewijzen. In de Finse variant The Wonderful Birch gebruikt de prins teer om bij elke bal iets te krijgen, en daardoor heeft hij een ring, een diadeem en een paar pantoffels te pakken gekregen.
De Disney-versie uit 1950 maakt gebruik van het feit dat de slipper van glas is gemaakt om een draai te geven: de slipper wordt verbrijzeld net voordat Assepoester de kans krijgt om hem te passen, waardoor ze alleen de bijpassende slipper overhoudt waarmee ze haar identiteit kan bewijzen.
In veel varianten van het verhaal wordt de prins verteld dat Assepoester onmogelijk degene kan zijn, omdat ze te vuil en haveloos is. Vaak wordt dit gezegd door de stiefmoeder of stiefzussen. In de versie van Grimms dringen zowel de stiefmoeder als de vader erop aan. De prins staat er niettemin op dat ze het probeert. Assepoester arriveert en bewijst haar identiteit door in de pantoffel of een ander item te passen (in sommige gevallen heeft ze het andere bewaard).

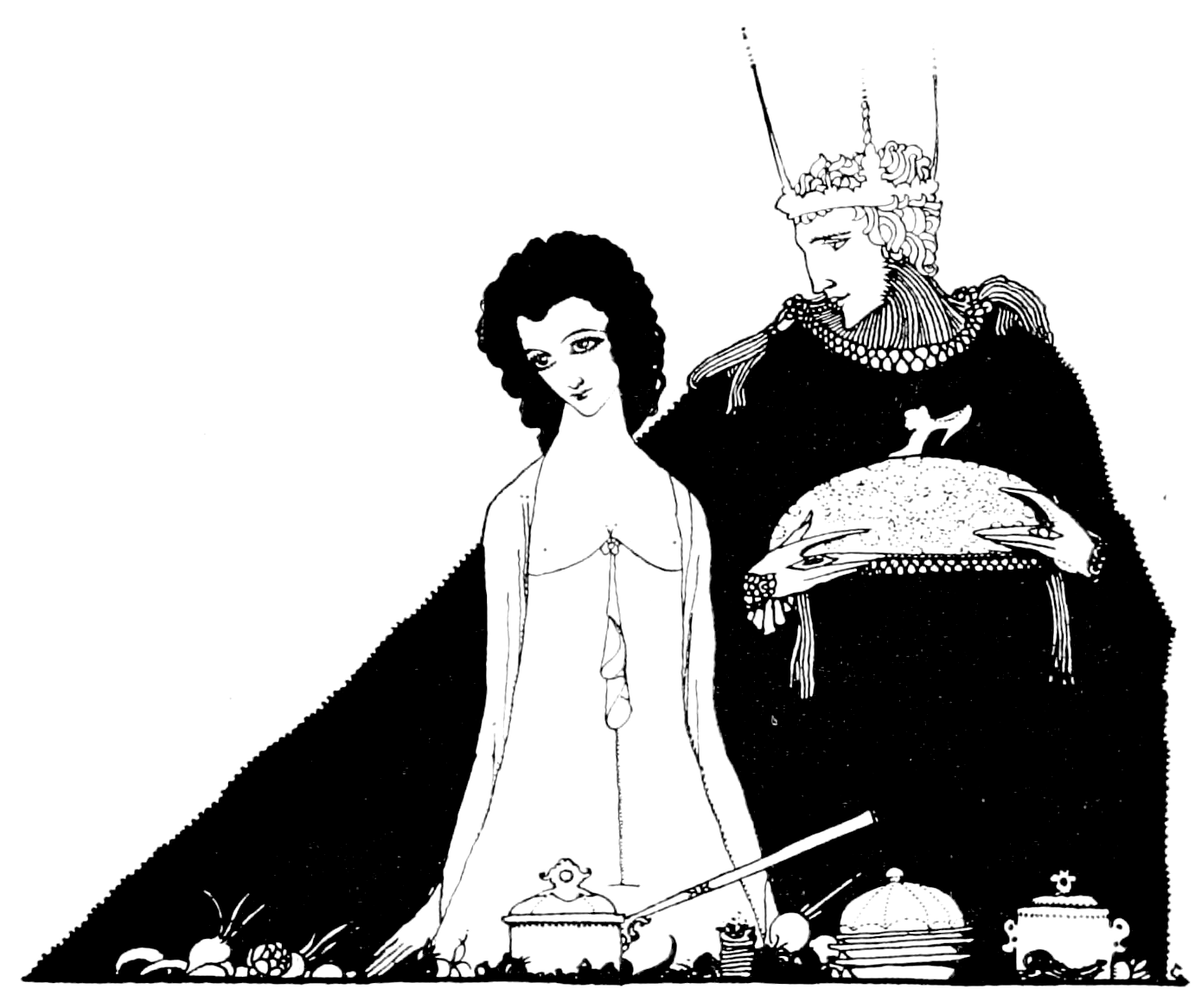
De prins wil dat Assepoester ook probeert of het muiltje past, 1922
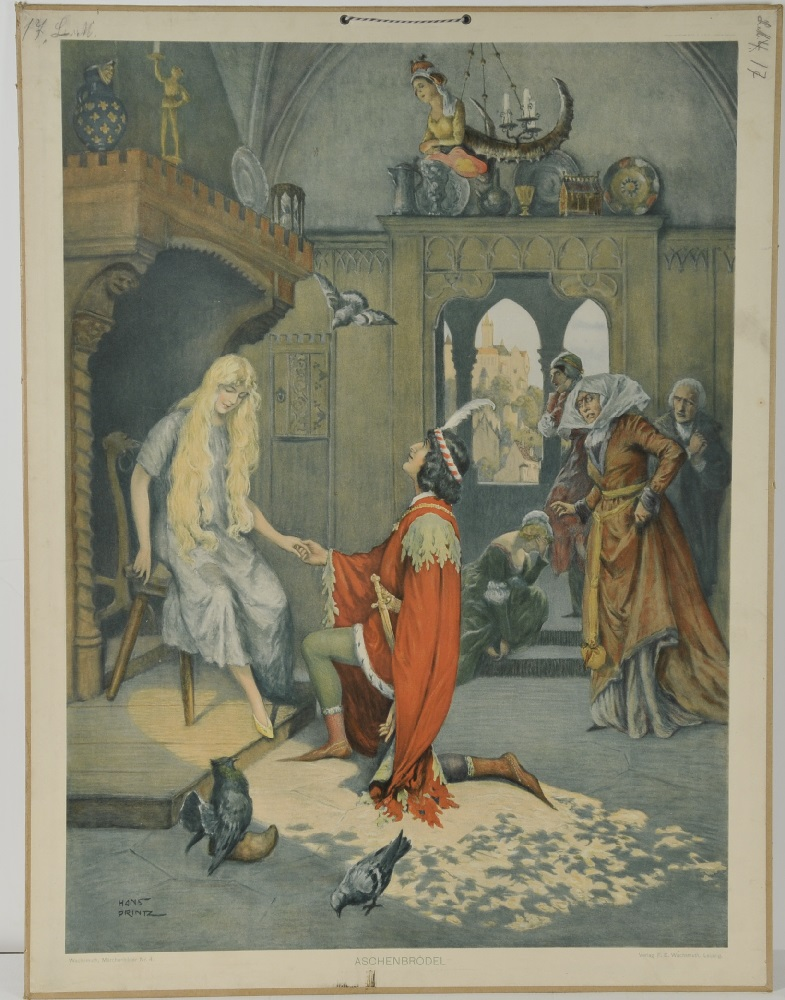
De prins vraagt Assepoester ten huwelijk als blijkt dat het muiltje past, 1905
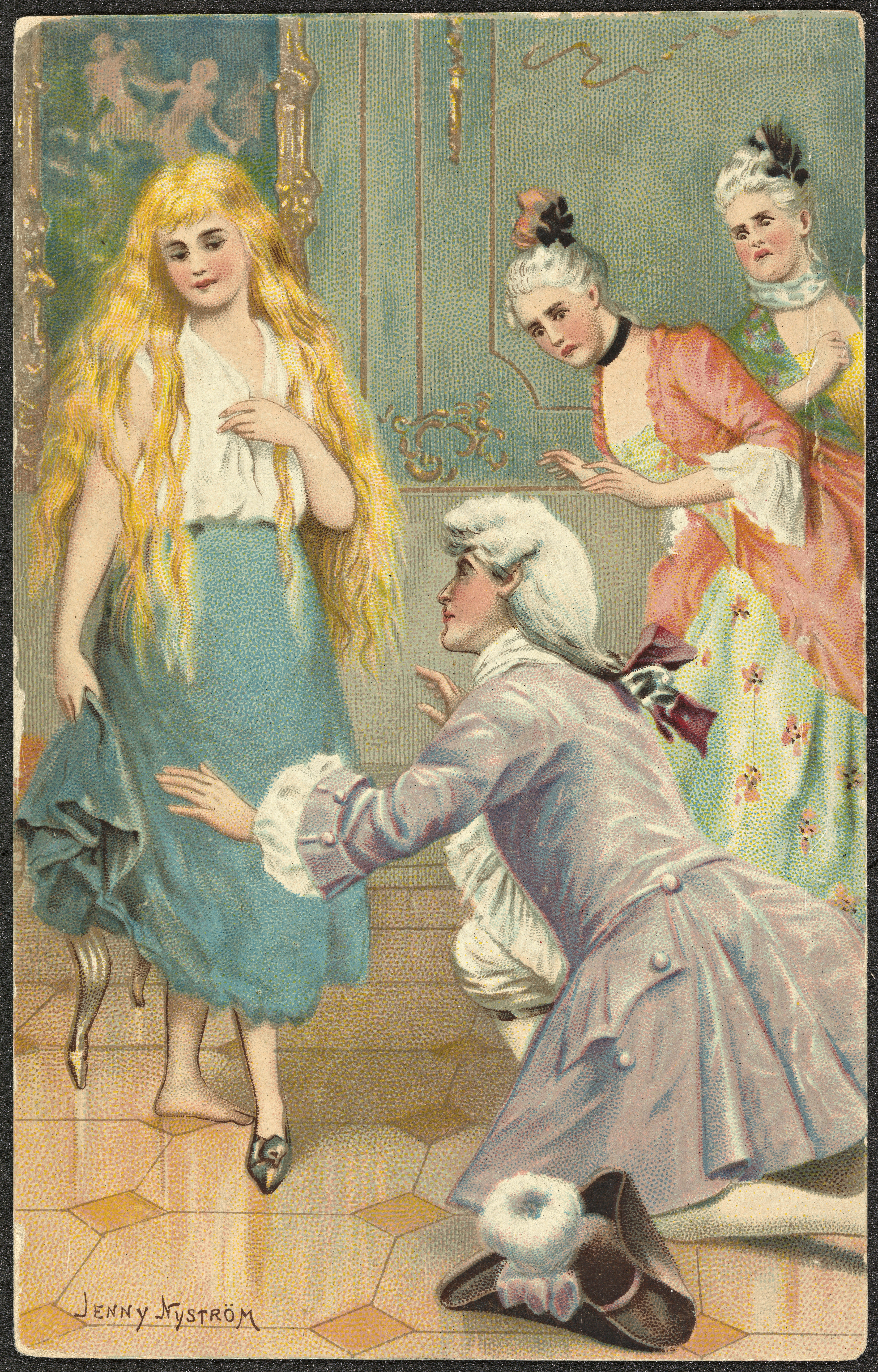
Askepot past het muiltje, Jenny Nysrøm
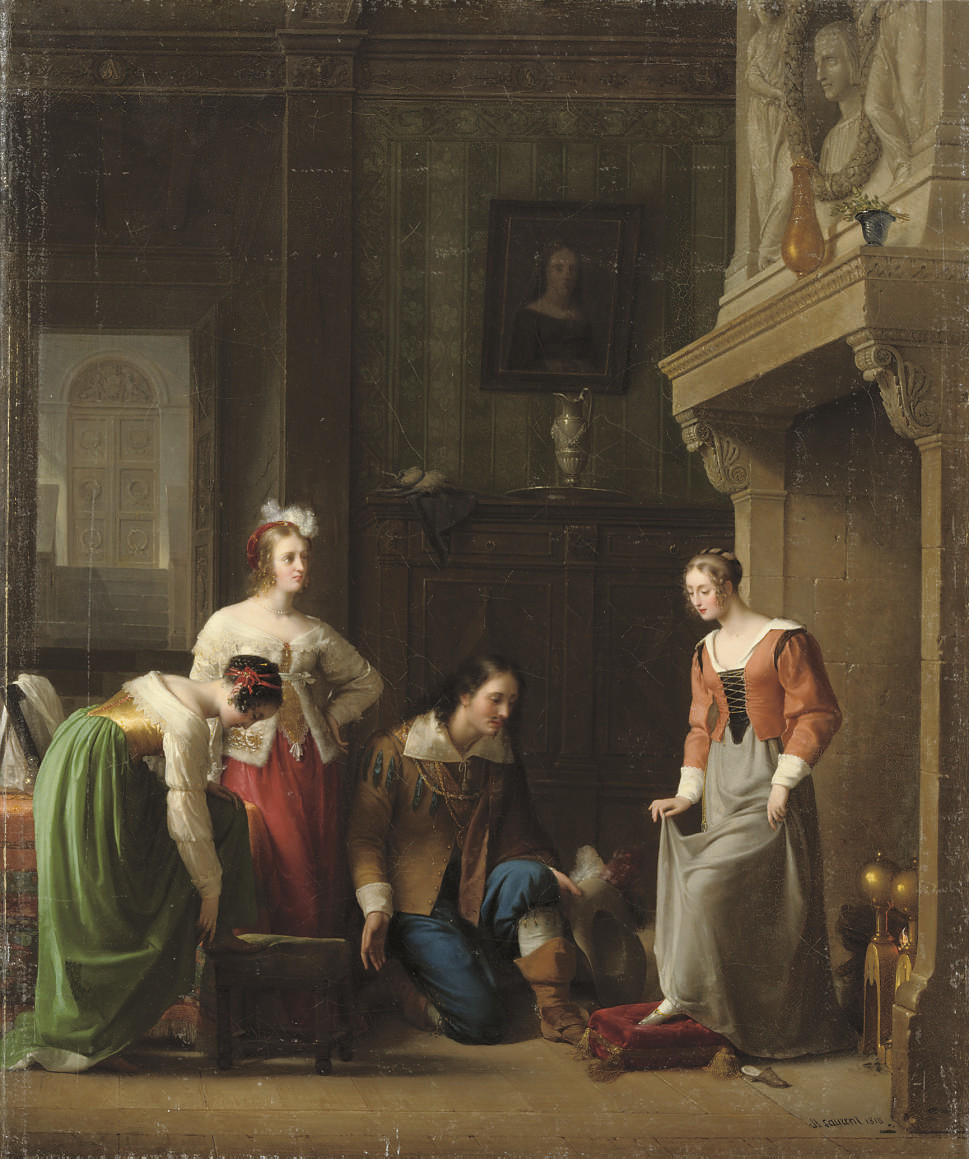
Cinderella, a perfect match

### Vervolg van het verhaal
In een verhaal in Duizend-en-een-nacht (De verloren enkelband) maken de stiefzusters een comeback door twaalf magische haarspelden te gebruiken om de bruid op haar huwelijksnacht in een duif te veranderen. In The Wonderful Birch slaagt de stiefmoeder, een heks, er in haar dochter te vervangen door de ware bruid nadat ze is bevallen. Er zijn diverse varianten op dit vervolg. Dergelijke verhalen zetten het sprookje voort tot wat in feite een tweede deel is.

### Parallellen met andere verhalen

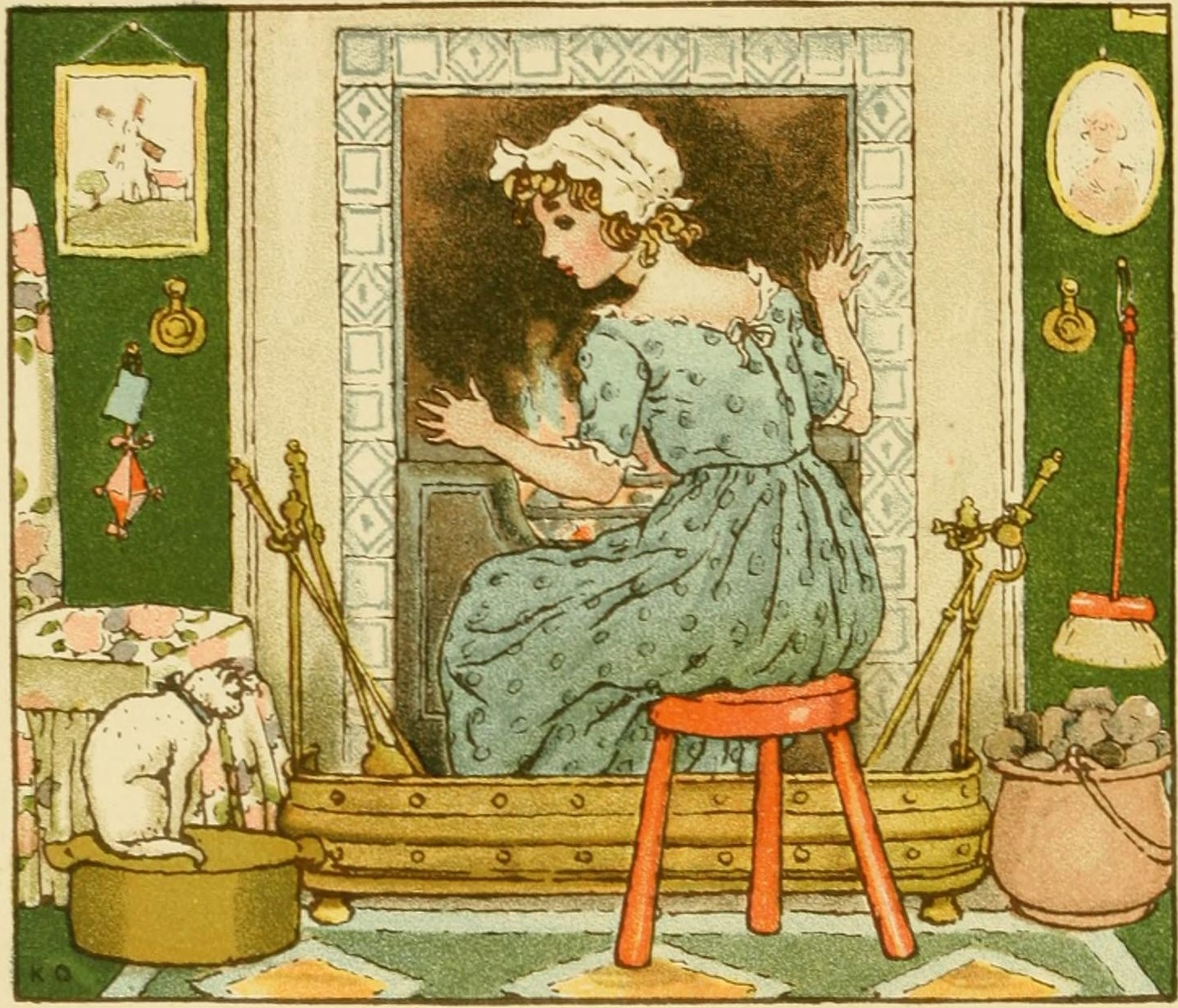
Little Polly Flinders

De Oud-Noorse Assepoester wordt Askungen (ask = as / unge = kind) genoemd, zij is telg van de edele es Yggdrasil.
Het Indonesische verhaal Op zoek naar Candra Kirana heeft ook overeenkomsten. Ook hier wordt een meisje slecht behandeld en haar pleegzussen willen trouwen met een mysterieuze man, die echter op zoek is naar een speciale vrouw. De pleegzussen worden gekust door een reus en verliezen hiermee hun waardigheid, Candra Kirana kan dit voorkomen door haar gezicht met kippenpoep in te smeren.
In Engeland is Little Polly Flinders (who sat among the cinders - Kleine Polly Flinders, die zat tussen de sintels) bekend.

#### Zout
In Vuilvelleken wordt de jongste dochter door haar vader verstoten, omdat ze zout als cadeau vraagt. Ze krijgt een doosje van een vrouw en moet dit in een boom stoppen als ze naar een bal wil gaan. Ze komt in dienst bij een gezin dat haar niet goed behandelt. Ze gaat in prachtige kleding naar het bal en de prins wordt verliefd op haar. Ze moet voor middernacht verdwijnen, want dan zullen de prachtige kleren weer veranderen in haar vuile kleren. De prins vindt haar, doordat ze haar schoen verloor.
Dit verhaal lijkt sterk op Die Salzprinzessin. Hierin zal de dochter die het meest van hem houdt de scepter krijgen. De twee oudste dochters houden van hem als van  goud, zilver en zijde. Dan vertelt de jongste dochter dat ze van haar vader houdt net zoals ze van zout houdt en ze wordt verstoten. Amélie ontmoet prins Thabo en vindt eindelijk onderdak bij een bosvrouw, haar vermeend overleden moeder, en woont bij haar in een kleine hut. Inmiddels maakt de koning zich zorgen, want zijn dochters geven veel geld uit aan schoenen en sieraden. Zout is nergens meer te krijgen. Thabo gaat op zoek naar de in ballingschap wonende prinses en ze keert terug met een zak zout, waarna ze met de prins trouwt en de scepter krijgt van haar vader.
Ook in Prinzessin Mäusehaut is zout een belangrijk onderdeel van het verhaal. Hierin vertelt de oudste dochter dat ze van haar vader houdt als van het koninkrijk, de tweede dochter houdt van hem als alle sieraden en edelstenen ter wereld. Maar de jongste dochter zegt dat ze net zoveel van hem houdt als van zout, waarna de vader opdracht geeft de jongste dochter te doden. De dienaar laat haar ontsnappen en ze draagt een jurk van muizenhuid. Daarmee doet ze alsof ze een man is en treedt ze in dienst van de buurkoning. Ze krijgt een ring om haar vinger en haar schoonheid wordt ontdekt. De koning wil met haar trouwen. Haar vader komt ook naar de bruiloft, maar hij herkent haar niet en ze laat alleen ongezouten eten serveren. Daarop wordt hij boos en zegt: “Ik leef liever niet dan zulk voedsel te eten!”. Dan laat zijn dochter zich zien en beseft hij hoe ze haar getuigenis van liefde bedoelde. Hij vraagt haar om vergeving en hij geeft de voorkeur aan haar boven iets anders.
In The Dirty Shepherdess vraagt een koning zijn twee dochters hoeveel ze van hem houden, de oudste houdt van hem als haar oogappel en de jongste houdt van hem als zout in haar eten. Ze wordt van het kasteel weggestuurd en neemt een pakje met haar mooiste jurken en sieraden  mee. Bang dat ze niet zal worden aangenomen als mooi meisje, kleed ze zich in lompen en maakt haar gezicht vuil met modder. Ze wordt aangenomen als schaapsherder en draagt altijd haar mooie kleding met zich mee. Op een dag wast ze zich in de river en trekt een mooie jurk aan. Ze wordt gezien door een koningszoon, maar ze verbergt zich en hij blijft maar aan haar denken. Hij vermagert en wil een brood dat door het vuile meisje gemaakt is. Ze trekt haar mooie kleding aan en doet haar sieraden om, maar een ring komt in het deeg terecht. Met deze ring wordt in het hele land gezocht naar degene die de ring past en het meisje wordt gevonden. Ze wil dat haar vader om toestemming wordt gevraagd om te trouwen met de prins. Deze man treurde al tijden omdat hij zijn dochter had weggestuurd en is blij dat ze nog leeft. Tijdens het huwelijksontbijt krijgt hij brood zonder zout en ander zoutloos eten. Hij zegt dat het smaakloos is en het meisje legt uit dat hij haar verkeerd begrepen had toen hij haar wegstuurde. De man krijgt dan brood met zout en smaakvol eten voorgeschoteld.

#### De ware bruid
In De ware bruid moet de heldin onmogelijke opdrachten uitvoeren van haar stiefmoeder en ze wordt hierbij geholpen door een oude vrouw. De stiefmoeder komt om en de heldin erft het kasteel. Ze draagt dan mooie kleren en heeft kisten vol goud, zilver, parels en edelstenen. Ze wordt verliefd en zal trouwen met een prins, maar hij komt niet terug als hij naar huis is gegaan om toestemming te vragen voor het huwelijk. Ze wacht lang bij de linde, maar gaat dan als herderin in dienst bij een boer en ze begraaft haar jurken onder een steen. Ze hoedt haar kudde en is verdrietig, ze verlangt naar haar geliefde. Ze ontdekt dat haar geliefde met een andere vrouw zal trouwen en trekt haar mooie jurken aan als ze driemaal het feest bezoekt. Op het derde feest herkent hij de ware bruid en neemt haar mee in zijn koets. De paarden vliegen naar het wonderkasteel en ze komen langs de linde, waar de heldin lang op haar geliefde wachtte voor ze een herderin werd.

#### Fair, Brown, and Trembling

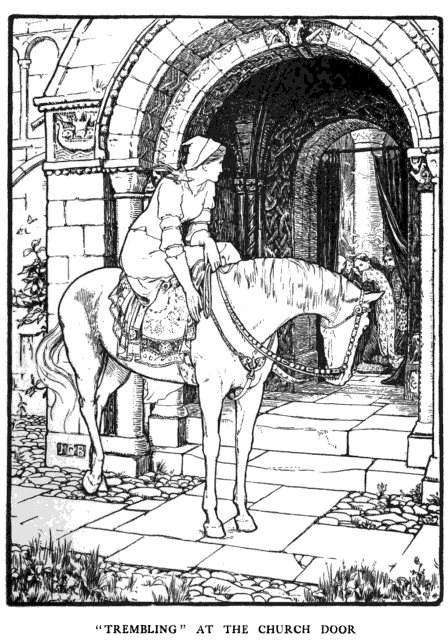
Trembling bezoekt de kerk, maar past op dat ze het gebouw niet binnen gaat, John D. Batten, 1892

In de Ierse mythologie is een verhaal bekend met veel overeenkomsten. In Fair, Brown, and Trembling krijgt Trembling de mooie jurken, mooie schoenen en paarden van de kippenvrouw. Haar zussen gaan naar de kerk om indruk op de prins van Emania te maken en Trembling moet thuis voor het eten zorgen, zij mag nooit het huis uit. Zij mag van de kippenvrouw absoluut de kerk niet binnen en moet wegvluchten als de mis voorbij is. Driemaal krijgt Trembling nieuwe kleding en een ander paard van de kippenvrouw. Op haar linkerschouder zet de kippenvrouw een honingvinger en op haar rechterschouder zet de kippenvrouw een honingvogel. De volgende dag krijgt Trembling nog mooiere kleding. Na de derde keer, kan de prins haar schoen vastgrijpen als ze er op het paard vandoor gaat. Er volgt een zoektocht door het hele land naar de bijzondere vrouw. Alle vrouwen proberen in de schoen te komen, maar hebben alleen wekenlang pijn. Op een gegeven moment wordt Trembling dan toch gevonden en ze draagt driemaal dezelfde kleding die ze eerder droeg. Dan begint een strijd, want buitenlandse prinsen willen haar ook als vrouw. De Ierse prins wint en ze trouwen. 

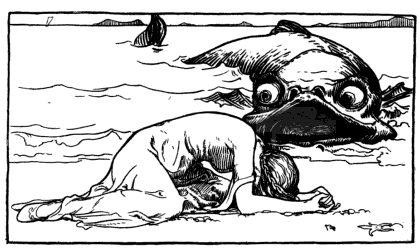
Trembling is door de walvis uitgespuwd op het strand

Na de geboorte van een zoon, haalt Trembling haar oudste zus Fair naar het kasteel. Fair gooit haar zus de zee in, waarna ze wordt opgeslikt door een walvis. Fair doet dan alsof ze Trembling is, want ze lijken op elkaar. Een veehoeder vindt de walvis op het strand, Trembling is uitgespuwd. Ze kan echter niet zelf ontkomen en zal na drie keer voorgoed verdwijnen. Ze wordt weer opgeslikt en de veehoeder wil de prins waarschuwen, maar Fair geeft hem een drankje waardoor hij alles vergeet. Hij komt opnieuw de walvis tegen op het strand en trapt dan niet meer in de list van Fair.
De prins gaat met de veehoeder mee en kan zijn vrouw bevrijden voor ze voorgoed verdwijnt. Fair wordt door haar eigen moeder gestraft: ze wordt in een ton de zee in geworpen en krijgt eten mee voor zeven jaar. De veehoeder wordt naar school gestuurd op kosten van de prins en krijgt later de dochter van de prins en Trembling tot vrouw.

#### Bontepels
In Bontepels geeft de fee het meisje het arme kind een gouden ring, een gouden spinnewieltje en een gouden haspeltje mee als ze vlucht, omdat haar vader met haar wil trouwen. Ze tovert de drie gewaden in een notendop en laat het meisje de mantel aantrekken van ezelsbont, waardoor het meisje er als een boerenmeid uitzag. Ook liet ze haar haar gezicht en handen insmeren met roet. De prinses verliet het paleis en kwam in een groot bos terecht, waar ze in een holle boom in slaap viel. Al snel gaan er geruchten over een vreemd dier. De nieuwsgierige en jonge koning wilde het dier (levend) vangen en de jagers noemden haar Ezels- of Bontepels. Ze krijgt een baan in het paleis en danst met de koning. De kok wil dat ze de broodsoep klaarmaakt en met behulp van de gouden ring wordt een soep klaargemaakt die lekkerder is dan de koning ooit eerder gegeten heeft. Ze danst nogmaals met de koning en maakt met haar spinnewieltje opnieuw broodsoep. Tijdens de derde dans kan de prins de gouden ring om de vinger van Bontepels schuiven. Ze blijft te lang, waardoor haar gouden jurk niet meer uitgetrokken kan worden. Ze verbergt deze onder de bonte pels en brengt de koning het eten. Hij ziet de ring om haar vinger en ze wordt ontmaskerd. Ze mist haar vader en gaat terug naar huis. De vader heeft spijt dat hij met haar wilde trouwen. De fee zoekt een nieuwe partner voor de man en zowel hij als Bontepels trouwen met hun geliefde.

#### Ezelsvel

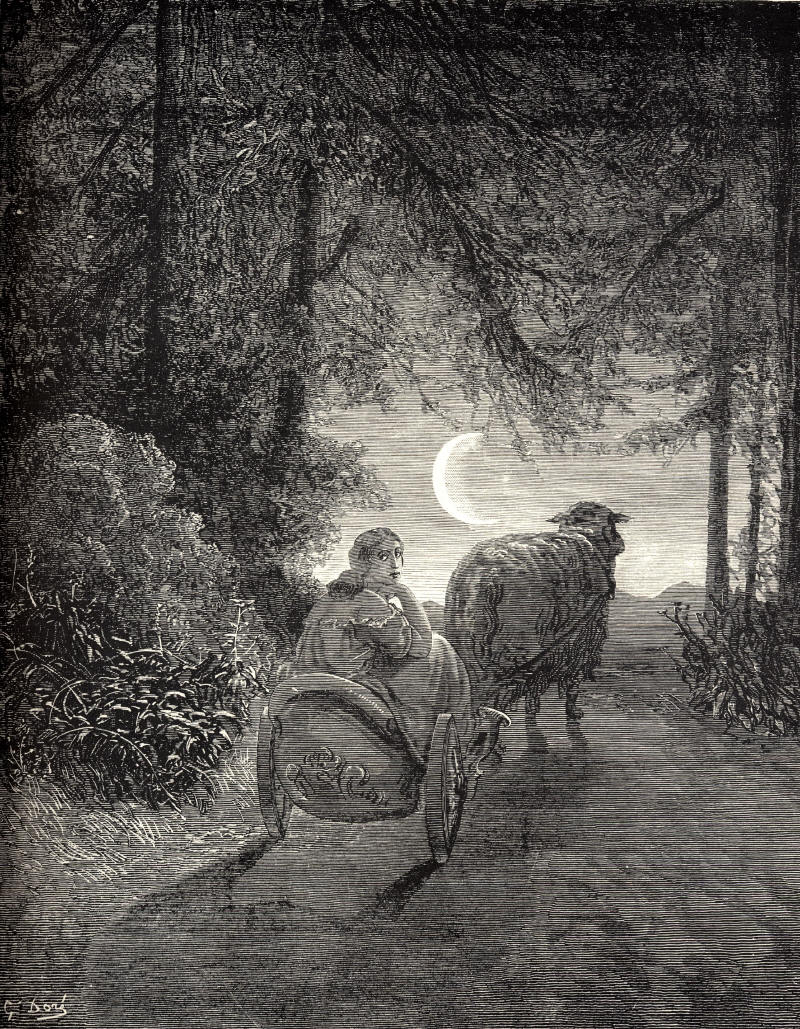
Het meisje vertrekt met haar schaap en een koets van het kasteel om de petemoei te bezoeken

Een koning heeft alles wat hij begeert, van ver komen mensen om zijn bijzonder koeien te zien en hij heeft een ezel die 's nachts goud uit zijn oren strooit. Maar dan slaat het noodlot toe. De koning belooft zijn vrouw op haar sterfbed opnieuw te trouwen met een vrouw die nog mooier is dan zij. Alleen zijn geadopteerde dochter is mooier en het meisje probeert onder het huwelijk uit te komen. Ze bezoekt met haar schaap en een koets een petemoei en zij raadt aan om de koning een jurk te vragen die er uit ziet als de lucht. Ze denkt dat dit niet kan, maar de volgende dag heeft het meisje de jurk al. Daarna krijgt ze de tip om een jurk te vragen van manestralen. Aangezien de kleermakers worden gedood als de jurk niet binnen 24 uur klaar is, krijgt het meisje de jurk de volgende dag al. Daarna krijgt ze de tip om een jurk te vragen van zonnestralen. Deze jurk is ook snel af en kan alleen bekeken worden van achter gerookt glas. Het meisje vraagt dan de huid van de bijzondere ezel en de koning laat het dier slachten. De petemoei zegt het meisje te vluchten met de huid om haar heen. Haar jurken zullen onder de aarde volgen en als ze op de aarde slaat, zullen ze tevoorschijn komen. Met een onzichtbaarheidsmantel kan het meisje ontkomen. Ze is erg vuil en wordt door een vrouw gevraagd om de kalkoenen te eten te geven en de vaat te doen. Ze werkt hard en al snel is de vrouw erg gesteld op haar. Op een dag ziet ze zichzelf voor het eerst in het water weerspiegeld en ze doet de huid af en springt in het water om zich te wassen. Ze baalt dat ze de ezelshuid weer moet aandoen, maar gelukkig is het de volgende dag een feestdag en kan ze een paar uren zonder de huid doorbrengen.
Bij zonsopgang stampt ze op de grond en de jurk die eruitziet als de lucht ligt opeens op haar bed. Ze trekt deze aan en dit doet ze vaker, ook met de andere jurken. Op een dag komt de prins naar de hoeve, die erg oud is, en bewondert het gebouw nadat hem eten is aangeboden. Hij bekijkt alle kamers, maar één kamer is op slot. Dan kijkt hij door het sleutelgat en ziet een prachtig meisje in een gouden jurk. De prins gaat naar huis en de volgende dag is hij erg ziek. Zijn moeder, die geen andere kinderen heeft, probeert hem te redden. Hij wil niet de rol van zijn vader overnemen zolang deze nog leeft en hij wil ook niet de hand van een prinses. Zijn moeder is ten einde raad en hoort dan dat haar zoon een cake wil die gemaakt is door Ezelsvel. Ezelsvel heeft de prins niet gezien, maar als ze hoort dat ze een cake moet maken dan trekt ze haar vuile kleding uit en trekt de zilveren jurk aan. Een ring, die ze soms stiekem draagt, valt in het deeg en komt dus in de cake terecht. De cake wordt meteen opgegeten door de prins en hij krijgt de ring in zijn mond. Zijn ouders horen dan dat hij verliefd is en met het meisje dat hij zag wil trouwen. De koning en koningin zien dan dat het niet om een boerenmeisje kan gaan, want de ring is erg klein. Er wordt een zoektocht georganiseerd en alle meisjes moeten de ring passen. Het meisje heeft haar jurk van manestralen aangetrokken en verbergt deze met de ezelshuid.
De ring past en de ezelshuid valt af, waarna de petemoei verschijnt. Zij vertelt de geschiedenis van het meisje en voorbereidingen voor een huwelijk worden getroffen. Koningen en koninginnen komen met de meest bijzondere dingen die ze bezitten en de man die het meisje adopteerde, blijkt getrouwd te zijn met een weduwe. De koning en koningin dragen het koningschap over aan het pasgetrouwde paar en ze worden erg geliefd. Als ze honderd jaar later sterven, wordt er gerouwd alsof het om de vader en moeder van de onderdanen gaat.

#### A gata borralheira
Een meisje wordt in het Portugese verhaal door haar lerares aangespoord om haar vader te vragen met haar te trouwen. De lerares lijkt erg lief voor het meisje te zijn. Op een gegeven moment lukt dit, maar na het huwelijk blijkt de lerares het meisje opeens slecht te behandelen. Ze krijgt onmogelijke opdrachten, maar wordt geholpen door een dier. De stiefmoeder wast dan de ingewanden van de kat. Het dier zegt het meisje om alles te volgen wat verschijnt. Als een gouden bal valt, volgt het meisje deze dus. Ze komt in een huisje waar drie feeën verschijnen, een hond vertelt driemaal dat het meisje dat goed doet aanwezig is. De eerste fee zorgt ervoor dat het meisje het mooiste meisje op aarde wordt, de tweede fee zorgt ervoor dat alle woorden die ze spreekt mooi zijn en de derde fee wenst dat ze altijd gelukkig is. Ze krijgt ook een toverstaf. De dochter van de lerares wil weten wat ze heeft gedaan en ze vertelt, zoals ze net heeft geleerd, het tegenovergestelde van wat er zojuist is gebeurd. De dochter van de lerares gaat ook naar het huisje en de hond vertelt driemaal dat degene de slecht doet aanwezig is. Het meisje wordt het lelijkste meisje op aarde, dat alleen slecht kan spreken en erg arm wordt. Het mooie meisje wordt in de keuken opgesloten, maar ze gebruikt haar toverstaf en komt in prachtige kleding bij de koning. Haar stiefzus herkent haar, maar haar stiefmoeder ziet het niet. Thuis is alles zoals het was, dus denkt de stiefmoeder dat haar dochter heeft gedroomd. Het meisje gaat nogmaals met behulp van de toverstaf naar de koning en als ze daar een derde keer komt, krijgt hij haar schoen te pakken. Met behulp van de schoen wordt het meisje gevonden, ze trouwt en de lerares en haar dochter worden gedood.

#### Kari Træstakk

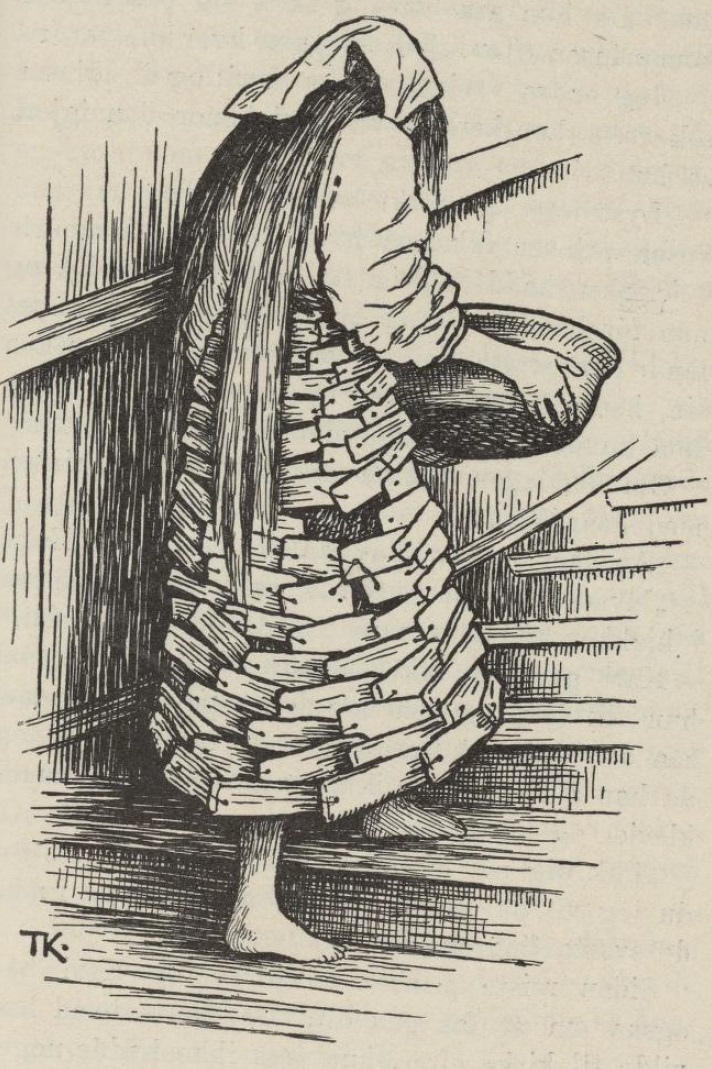
Kari Træstakk gaat met het waswater naar de prins, 1915

In Noorwegen is Kari Træstakk bekend. In dit verhaal trouwt de vader van de heldin met een vrouw die een lelijke dochter heeft. Als de koning uit het kasteel vertrekt in verband met een oorlog, mishandelt de vrouw de koningsdochter. Zij gaat vee hoeden en een grote blauwe os komt vaak naar haar toe. Het dier weet dat de stiefmoeder het meisje wil laten verhongeren en geeft een doek waarmee (als tafelkleed) oneindig veel voedsel kan worden verkregen. De stiefmoeder is verbaasd dat het meisje er zo goed blijft uitzien, aangezien ze probeert het meisje te verhongeren. De stiefmoeder ontdekt dat de blauwe os het magische kleed behoedt en doet alsof ze ziek is. Als de koning terugkeert nadat hij de strijd heeft gewonnen, zegt ze dat ze alleen kan genezen door het vlees van de blauwe os. 

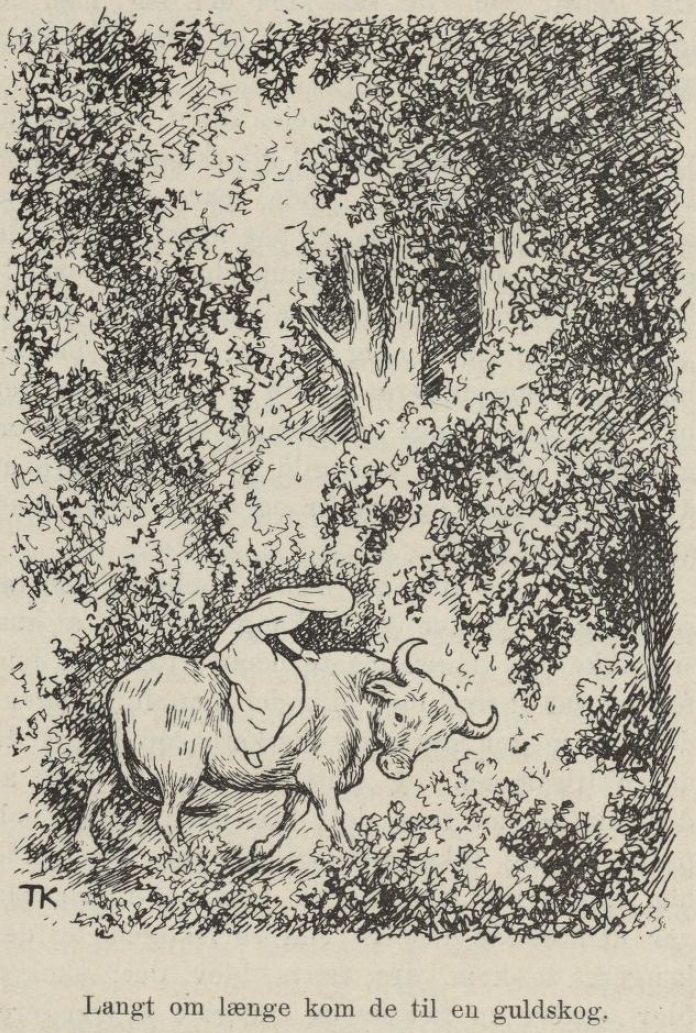
Het meisje op de os

Het meisje waarschuwt de os en ze vluchten samen, Kari moet steeds op zijn rug blijven zitten. Ze komen in een koperen bos waar een trol met drie koppen woont. Per ongeluk raakt het meisje een blad, waardoor deze afbreekt. Dit start de strijd tussen de os en de trol. Deze trol verwond de os, maar door zalf uit de hoorn van de trol kan het dier weer herstellen. Daarna komen ze in een zilveren woud waar een trol met zes koppen woont, waar de geschiedenis zich herhaalt. Vermoeid zet de os de reis verder en ze komen bij een gouden bos waar een trol met negen koppen woont. Ook hier probeert het meisje niets van het bos aan te raken, maar per ongeluk krijgt ze blad een appel in haar hand. Opnieuw kan de os de trol verslaan en ze reizen verder, tot ze bij een berg met een kasteel komen. De os vertelt het meisje dat ze moet zeggen dat ze Kari Trestakk heet en ze moet de os het hoofd afsnijden en het onder de rotswand leggen. Het koperen, zilveren en gouden blad moet ze er bij leggen. Ze moet een houten jurk dragen. Met tegenzin doet ze dit.
In het kasteel krijgt ze een baan en ze probeert de prins te spreken als ze waswater komt brengen, maar haar poging om contact te leggen mislukt. Hij wil het water niet aannemen van zo'n vuil meisje. Daarna wil ze de kerk bezoeken en ze gaat naar het hoofd van de os. Ze krijgt een jurk, een paard en een zadel om naar de kerk te gaan. De prins kan zijn ogen niet van haar afhouden en als ze vertrekt, krijgt hij een handschoen van haar te pakken. Kari probeert de volgende zondag contact te leggen als de prins een handdoek nodig heeft, maar ook nu mislukt dit. Opnieuw gaat ze naar het hoofd van de os en krijgt een met zilver versierde jurk en het straalde als het zilveren woud. Ze gaat opnieuw naar de kerk en de prins krijgt haar rijzweep te pakken. De volgende zondag wil ze met een kam naar de prins gaan, opnieuw mislukt haar poging en ze krijgt een nog mooiere jurk die van goud en edelstenen gemaakt is als ze naar de kerk gaat.
De prins heeft teer op de grond gegooid, waardoor Kari haar schoen kwijtraakt. De prins gaat het land door en vele vrouwen proberen deze schoen te passen. Dit lukt de stiefzus van Kari, maar een vogeltje waarschuwt dat de hiel en teen zijn afgesneden. De prins ziet dat er inderdaad bloed in de schoen zit en beseft dat dit niet zijn bruid kan zijn. De prins laat alle vrouwen in het kasteel de schoen passen, maar niets lukt. Dan komt Kari en ze past de schoen, ze laat de andere gouden schoen zien en werpt haar houten mantel af. De prins hoort dan dat ze een koningsdochter is en ze trouwen.

#### La picuredda
In een Siciliaanse versie die is uitgegeven door Giuseppe Pitrè in Fiabe novelle e racconti popolari siciliani (1870) krijgt het slecht behandelde meisje een schaap. Door het werk tussen de hoorns te stoppen, wordt dit op magische wijze gedaan. De stiefmoeder wil het schaap opeten en het wordt geslacht. Ze begraaft de botten, zoals het dier haar had verteld. Als er een koningsfeest is, verschijnen er twaalf ezels op de plek waar de botten begraven zijn. Het meisje krijgt gouden kleding en wordt weggedragen. De koning wordt meteen verliefd, maar ze vlucht en laat haar schoentje achter. De koning laat het meisje zoeken en ze trouwen.

#### Pilusedda
In een andere versie uit Sicilië overlijdt de moeder van een mooi meisje als ze vijftien is. De vrouw had een ring nagelaten, haar man moet trouwen met de vrouw die deze ring paste. Niemand past de ring. Op een dag doet het meisje de ring om als ze hem vindt tijdens het schoonmaken en krijgt hem niet meer af. Ze verstopt hem eerst met een zwart doekje, maar het wordt toch ontdekt en nu moet ze met haar vader trouwen. Ze gaat naar een tovenaar en legt haar probleem voor. Ze krijgt de tip om een prachtige jurk te laten maken. Dit lijkt onmogelijk, maar al snel is de jurk in de kleur van de lucht, versierd met edelstenen in de vorm van de zon, de maan en de planeten er. De vader heeft de jurk gekregen van zijn broer, die een demon is, in ruil voor zijn ziel. Daarna krijgt ze de tip nog een jurk te vragen en dit gebeurt een derde maal. Alle jurken worden geleverd en ze zal over acht dagen trouwen. Opnieuw raadpleegt ze de tovenaar.
De tovenaar geeft haar een walnoot, een hazelnoot en een amandel, die ze moet openen als ze die nodig heeft, en zegt haar dat ze de huid van een paard als kleding moet gebruiken en moet vluchten. Op de avond voor het huwelijk doet ze alsof ze in bad gaat. Ze stopt twee aan elkaar gebonden duiven in het badwater, doordat de duif met de vleugels slaat lijkt het alsof zij zelf een bad neemt. De vader merkt hierdoor niet meteen dat ze vlucht. Ze komt op het terrein van een prins, waar de boswachter het vreemde paard wil neerschieten. De prins voorkmt dit en ze wordt meegenomen naar zijn paleis. Ze worden vrienden, maar de moeder van de prins is niet gesteld op Pilusedda. Ze vraagt deeg om een  broodje te bakken en verstopt het horloge van haar vader er in. De broodjes van de prins worden zwart, daarom krijgt hij dit broodje. Dit gebeurt nogmaals, waarna de prins een dasspeld vindt in het broodje. De derde maal vindt hij de ring in het brood.
Dan wordt er een dansfeest gegeven en de prins vraagt Pilusedda of ze hem vergezeld, maar ze weigert. Zodra de prins vertrekt, trekt Pilusedda haar paardenvel uit, trekt haar roze jurk aan, opent de walnoot en verschijnen er feeën, met juwelen voor Pilusedda om mee te nemen naar het bal, en een koet. De prins laat haar volgen als ze vertrekt, maar ze strooit met diamanten en parels en de bedienden rapen dit op en volgen haar niet. De week erna gebruikt ze de kastanje en ze draagt de zee-jurk. Door goud en zilver te strooien, kan ze opnieuw vluchten. De week erna gebruikt ze de hazelnoot en draagt de jurk in de kleur van de lucht, versierd met edelstenen in de vorm van de zon, de maan en de planeten. Nu volgt de prins haar alleen en ze vertelt hem alles. De ouders, die zien hoe charmant de bruid is die hun zoon heeft uitgekozen, zegenen hen, en de prins en prinses trouwen.

#### Gràttula-beddàttula
Een koopman vraagt zijn drie dochters wat ze willen hebben, Rosa en Giovanni vragen drie prachtige jurken en de kleine Ninetta wil graag een druiventak met zilver. Als de vader dit vergeet, veroorzaakt het dat het schip niet vooruit of achteruit kan gaan. De koopman vergeet het geschenk voor zijn jongste dochter en het schip komt in een enorme storm, en kan niet vooruit of achteruit. Dan herinnert de koopman zijn belofte en het schip kan weer varen, waarna hij meteen het geschenk haalt. Ninetta komt later drie maal in prachtige kleding op het koningsbal en wordt als vrouw gekozen door de prins.
Bron:Italo Calvino's Fiabe Italiane.

#### Ċiklemfusa
De Maltese heldin heet Ċiklemfusa. Ze wordt in haar vroege jeugd afgebeeld als een weeskind. Voor zijn dood gaf haar vader haar drie magische voorwerpen: een kastanje, een noot en een amandel. Ze werkte als bediende in het paleis van de koning. Niemand heeft ooit aandacht besteed aan het arme meisje. Op een dag hoorde ze van een groot bal en veranderde ze met behulp van een magische spreuk in een mooie prinses. De prins werd verliefd op haar en gaf haar een ring. De volgende avond gaf de prins haar een diamant en de derde nacht gaf hij haar een ring met een grote edelsteen erop. Tegen het einde van de bal zou Ċiklemfusa wegrennen terwijl ze zich verstopte in de kelders van het paleis. Ze wist dat de prins erg verdrietig was over haar verdwijning, dus maakte ze op een dag wat krustini (typerende Malteser koekjes) voor hem en verborg ze de drie geschenken in elk ervan. Toen de prins de koekjes at, vond hij de cadeautjes die hij aan de mysterieuze prinses had gegeven en besefte al snel de grote fout die hij had gemaakt door Ċiklemfusa te negeren vanwege haar slechte uiterlijk. Ze maakten al snel huwelijksregelingen en ze werd zijn vrouw.

#### Masha
Een Russisch volksverhaal dat is opgetekend door Alexander Afanasiev in 1815 lijkt op de versie van Grimm. Masha's vader hertrouwt met een weduwe die twee dochters heeft. De meisjes dwingen Masha hard te werken en daarom is ze altijd zwart, ze wordt Chernushka genoemd. Als blijkt dat de koning wil trouwen, wordt Masha thuisgelaten met veel werk. Twee duiven vliegen naar binnen, halen de gerst en het meel en de roet voor haar uit elkaar en gaan op haar schouders zitten. Dan heeft ze opeens een mooie jurk en gaat naar het feest, de koning is alleen in haar geïnteresseerd. De volgende dag herhaalt zich de geschiedenis en ze vlucht, net als de vorige dag, voor middernacht weg. De dag erna laat de koning de trap met pek en teer besmeren, waardoor Masha een pantoffel verliest. Er wordt een zoektocht naar het meisje opgezet en de stiefmoeder laat haar dochters delen van hun voet weghalen, zodat ze in de pantoffel passen. Het bedrog wordt ontdekt en Masha wordt als ware bruid aangewezen. Ze trouwt met de koning en de duiven pikken daarna de ogen uit van de stiefzussen.

#### Kleinkopje en de Koningszoons
In dit verhaal overlijdt de vader van een meisje en de moeder hertrouwd. Ze krijgt twee jongere zussen en ze haten hun oudere halfzus, maar moeder houdt van haar het meest. De jongste zusjes vermoorden de moeder. Ze lopen weg, maar Kleinkopje kan ze terug halen. Ze willen Kleinkopje ook vermoorden en verstoppen twintig naalden in een hooibaal. Een grijze poes helpt het meisje de naalden uit het hooi te halen. De zussen lopen opnieuw weg en Kleinkopje vindt ze terug in het huis van een heks. Kleinkopje komt erachter dat de heks de logees wil doden en ze redt haar zussen. Doordat ze de linten om hun halsen om de halsen van de zoons van de heks bindt, worden zij juist gedood. Ze ontkomen via de Bloedbrug. Hier kan iemand die een moord heeft gepleegd niet over, dus ze moet haar zussen dragen. 

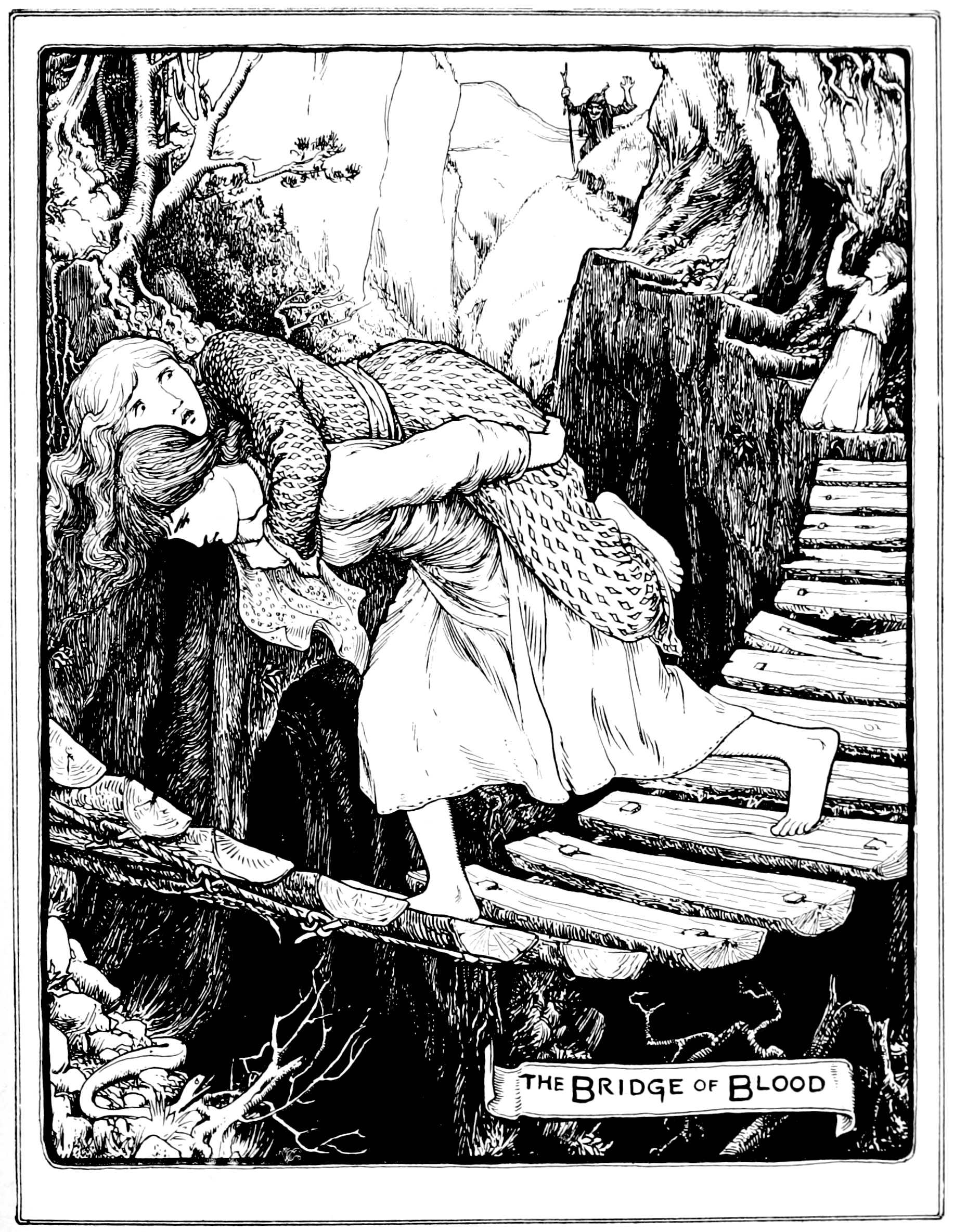
Kleinkopje draagt haar zus over de Bloedbrug, 1895

De heks kan ook niet over de brug en zo kunnen de meisjes ontkomen. Ze komen in een kasteel en kleinkopje haalt twee magische voorwerpen (een Lichtzwaard en het Zwarte Boek) uit het huis van de heks, waardoor haar zussen kunnen trouwen met twee koningszoons. De heks doodt haar eigen zoon en ze vervloekt Kleinkopje. Als het meisje voor haar zorgen zal, belooft ze de vloek op te heffen. Kleinkopje zorgt voor een groot varken en leert veel van de heks. Als de zuster uit het Oosten wordt uitgenodigd om het varken te nuttigen, gooit het dier de voerbak om. Kleinkopje vindt een staf en slaat het varken daar mee, waarna ze ontdekt dat het een betoverde prins is. Ze belooft hem te helpen, maar maakt eerst weer een varken van hem. 's Nachts steelt ze het toverboek en de toverstaf van de heks en ze maakt van de prins en zichzelf twee duiven. 
De zuster uit het Oosten achtervolgt de vluchtelingen als havik, maar herkent de duiven niet. Daarna betoverd Kleinkopje de prins en zichzelf nogmaals, waardoor ze twee bezems worden. De heks wil de bezems en duwt mensen aan de kant, waarna een woedende menigte haar aanvalt. Ze heeft hen van gods genade willen wegduwen en vlak voordat ze onthoofd wordt, tovert ze zichzelf weer om tot een havik en vliegt weg. De bezems veranderen in duiven en de menigte is er nu helemaal van overtuigd dat ze een zegening uit de hemel waren. Kleinkopje en de prins vliegen verder en dan maakt ze van zichzelf de mooiste vrouw van het land. De prins wil met haar trouwen, maar Kleinkopje is bang dat hij haar vergeet. Hij belooft niemand te zoenen in het kasteel, maar wordt door zijn hond aan zijn gezicht gelikt. Hij vergeet dan alles. Kleinkopje komt bij een smid en klimt in een boom boven de put. De dochter van de smid ziet het spiegelbeeld en voelt zich te goed om water te halen. Dit gebeurt ook met de vrouw van de smid. Beide vrouwen lopen weg. 
De smid ziet dan het meisje in de boom en beseft wat er aan de hand is. Hij haalt de twee vrouwen terug en Kleinkopje doet het huishouden voortaan. Ze gaat met wasgoed naar het kasteel, want zij heeft dit gestreken. Dit is van zo'n goede kwaliteit, dat ze in dienst van het kasteel komt. Ze werkt er een jaar. De prins zal trouwen met de dochter van de koning van Ulster. Kleinkopje moet de gasten vermaken en ze danst op een draad die ze heeft gespannen. De dochter van de koning van Ulster zegt dat ze dit ook wel kan, maar ze valt en breekt haar nek. De koning van Munster vindt niet dat dit de schuld is van Kleinkopje en ze werkt nog een jaar op het kasteel. Dan zal de prins trouwen met de dochter van de koning van Connacht. Weer moet Kleinkopje het publiek vermaken en ze gooit twee graankorrels op de grond. Er verschijnen een kip en een haan die een gesprek beginnen. Eindelijk herkent de prins Kleinkopje en ze trouwen.

#### De gouden pantoffel
In een ander Russisch volksverhaal koopt een oude man twee vissen voor zijn dochters. De oudste eet de vis op en de jongste vraagt het dier wat te doen. Ze laat de vis leven in de put. Als ze slecht behandelt wordt, helpt de vis haar. Ze moet twee maten rogge op ruimen voordat haar moeder uit de kerk komt, de vrouw houdt alleen van haar oudste dochter. De vis zegt haar naar de kerk te gaan, het dier zal de werkzaamheden verrichten. Iets soortgelijks gebeurt en de prins ziet het meisje en krijgt haar schoen te pakken. De schoen was helemaal met goud geborduurd. Met de schoen wordt het meisje geïdentificeerd en ze trouwt met de prins.

#### Baba Yaga

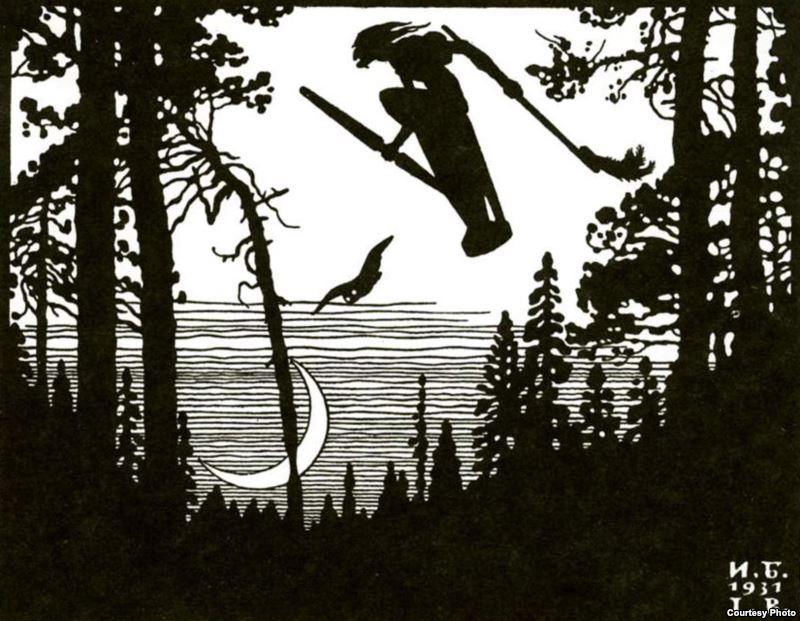
Baba Yaga in de vijzel met stamper en bezem, 1931

Een man wordt weduwnaar en hertrouwt; de nieuwe vrouw haat de dochter van de man. Als de man op reis is, stuurt ze het meisje naar haar tante (Baba Yaga Knokige Bot) om een naald en draad te halen. Hiermee moet ze een hemdje voor zichzelf naaien. Het meisje gaat eerst naar de zuster van haar moeder en krijgt raad: als ze naar Baba Yaga gaat zal een berkenboom in haar ogen slaan en ze moet er een lint om binden. Een poort zal knarsen en ze moet er olie in gieten. Ze moet brood gooien naar honden die haar willen aanvallen en als de kat haar ogen wil uitkrabben, moet ze het dier ham geven. Het meisje komt bij Baba Yaga en wordt aan het weefgetouw gezet. De dienstmeid krijgt opdracht het badhuis te verwarmen, Baba Yaga wil het meisje de volgende dag als ontbijt. Het meisje smeekt de dienstmeid het vuur niet te hoog op te laten laaien en geeft haar een doekje cadeau. Ze vraagt de kat of ze kan ontsnappen en geeft het dier wat ham. De kat vertelt dat ze kam en een handdoek moet meenemen en moet rennen. Als ze hoort dat Baba Yaga dichtbij is, moet ze de handdoek op de grond gooien. De handdoek zal een rivier worden. Als ze daarna hoort dat Baba Yaga dichtbij is, moet ze de kam gooien. Dit zal een dicht bos worden, waar Baba Yaga niet doorheen kan komen. Het meisje vlucht en door de tips van haar tante kan ze aan de honden, de poort en de boom ontsnappen.
Baba Yaga ontdekt dat het meisje is gevlucht en schreeuwt tegen de dienstmeid, de kat, de honden, de poort en de boom. Allen antwoorden dat ze nog nooit iets van Baba Yaga hebben gekregen, maar wel van het meisje. Baba Jaga Knokig Bot ging vlug in een vijzel zitten, dreef die aan met de stamper, veegde haar sporen uit met de bezem en snelde achter het meisje aan. Door de handdoek ontstaat de rivier en Baba Yaga moet naar huis om haar ossen te halen, die de rivier leegdrinken. Als Baba Yaga weer dichtbij komt, gooit het meisje de kam op de grond. Baba Yaga kan niet door het bos komen en het meisje arriveert bij haar huis. Daar is haar vader ook net terug en wanneer hij hoort wat er is gebeurd, slaat hij zijn slechte vrouw dood.

#### Zezolla
De Napolitaanse Zezolla beklaagd zich over de slechte behandeling door haar stiefmoeder tegen haar handwerklerares Carmosina. Zij raadt het meisje aan om de stiefmoeder te doden en vraagt haar dan om haar vader over te halen om haar tot vrouw te nemen. Na een korte periode waarin ze Zezolla goed behandelt als dank voor haar optreden, verandert de nieuwe vrouw van de koning. Ze blijkt al zes dochters te hebben en behandelt Zezolla nu erg naar. Zezolla wordt Assepoes. Als de koning naar Sardinië moet reizen, vraagt hij zijn dochters wat ze als cadeau willen. De zes zussen vragen kostbaarheden, Assepoes wil dat hij haar aanbeveelt bij de duif der feeën. Het zal niet goed aflopen als hij dit vergeet. De koning vergeet het toch, maar kan niet terugreizen. Dan reist hij naar de grot der feeën en krijgt een dadel, een schep, een gouden emmertje en een zijden doek van de fee. Dankzij deze goede zorgen van Assepoes groeide de dadel in vier dagen tijd op tot de gestalte van een vrouw, en er kwam een fee uit. Door een toverspreuk krijgt ze van de dadel prachtige kleding om naar een feest te gaan. Een dienaar van de prins volgt Assepoes, maar ze strooit gouden munten en deze raapt hij op (waardoor ze kan ontkomen). De geschiedenis herhaalt zich en deze keer kan Assepoes ontkomen door parelen en juwelen te strooien. De derde maal volgt de dienaar de prinses aldoor, waardoor ze snel moet rijden. Hierdoor verliest ze haar muiltje. De prins zoekt het meisje en Assepoes past de schoen, waarna de zes zussen teleurgesteld afdruipen.

#### Aschenpüster mit der Wünschelgerte

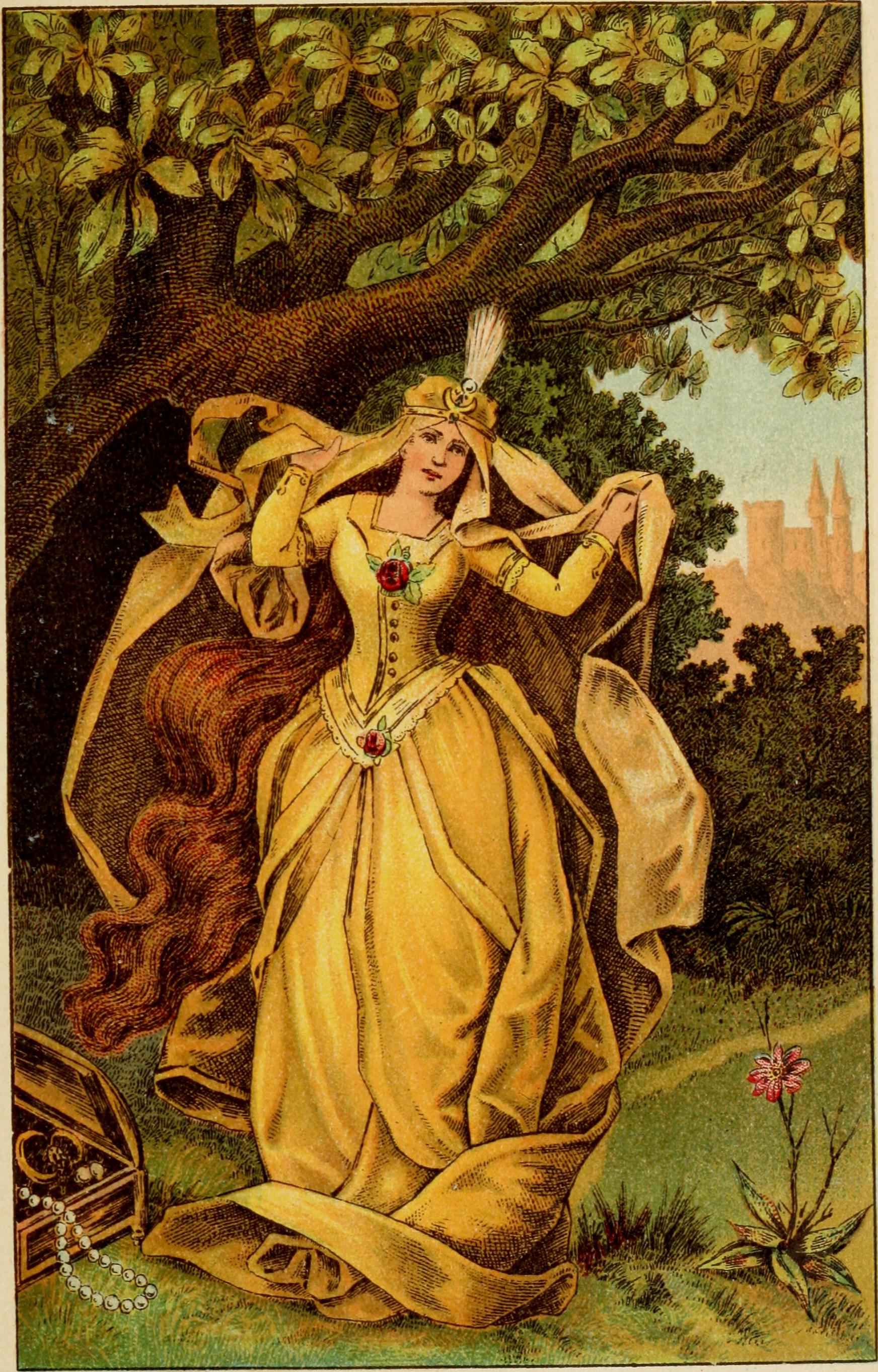
Aschenpüster mit der Wünschelgerte, 1890

De dochter wil een jurk van zilver, een van goud, dan een van diamant en tot slot een zweep. De vader raakt verarmd, offert zijn ziel op voor een tovenaar en sterft. De dochter wil vermomd als een man naar het kasteel gaan, keukenwerk doen en de laarzen van de prins schoonmaken, die hij naar haar gooit. Op drie feestjes danst ze met hem in haar prachtige kleren en verdwijnt ze elke keer. Na de derde nacht kan ze nog net haar gouden jurk verbergen onder haar kraaienvacht, maar hij herkent de ring die hij om de vinger deed van de mysterieuze vrouw en ze trouwen. De kok, die haar altijd goed behandelde, krijgt een hoge functie.

#### Ye Xian
Een Chinese versie van het verhaal, Ye Xian, verscheen in een bundel geschreven door Duan Chengshi rond 860. In deze versie is Ye Xian de dochter van de plaatselijke stamleider die stierf toen ze jong was. Omdat haar moeder eerder stierf dan haar vader, staat ze nu onder de hoede van de tweede vrouw van haar vader, die haar misbruikt. Ze raakt bevriend met een vis, de reïncarnatie van haar overleden moeder. Haar stiefmoeder en halfzus doden de vis, maar Ye Xian vindt de botten, die magisch zijn, en ze helpen haar zich gepast te kleden voor een plaatselijk festival, inclusief een heel lichte gouden schoen. Haar stiefgezin herkent haar op het festival, waardoor ze vlucht en per ongeluk de schoen verliest.
Daarna krijgt de koning van een ander zee-eiland de schoen en is hij er nieuwsgierig naar omdat niemand voeten heeft die in de schoen passen. De koning zoekt overal en bereikt uiteindelijk het huis van Ye, waar ze de schoen past. De koning realiseert zich dat zij degene is en neemt haar mee terug naar zijn koninkrijk. Haar wrede stiefmoeder en halfzus worden gedood door rondvliegende stenen. Varianten van dit verhaal zijn ook te vinden in veel etnische groepen in China.

#### Tấm Cám
Het verhaal van Tấm (rijst kiem) en Cám (rijst zemelen), uit Vietnam, is vergelijkbaar met de Chinese versie. De vader van Tấm overlijdt nadat hij trouwde met de moeder van  Cám. Zij behandelt haar stiefdochter slecht. Op een dag stuurt ze beide meisjes naar de velden om caridina te vangen. Degene die het meest vangt, zal een rode yếm van haar krijgen. Cám speelt alleen en ziet dan dat haar stiefzus al veel caridina heeft gevangen door hard te werken. Ze zegt dat Tám haar haren moet wassen, want zo vies als ze nu is kan ze niet thuiskomen. Op deze manier krijgt Cấm alle caridina in handen. Bụt (een figuur uit de folklore die mensen in nood helpt) vraagt waarom ze huilt en vertelt dan dat ze in haar mandje moet kijken. Ze ziet een straalvinnige en krijgt te horen dat ze een spreuk moet gebruiken om de vis te laten verschijnen.
De vis troost Tấm als dat nodig is, maar haar stiefmoeder merkt dit en hoort de spreuk. Ze laat haar stiefdochter dan met de waterbuffel naar de velden gaan. De stiefmoeder laat haar dochter dan de kleding dragen van haar stiefdochter en op deze manier kan ze de vis doden. Als Tấm terug komt, huilt ze als ze ontdekt dat de vis dood is. Bụt vertelt dat ze de botten van de vis moet bewaren in potten onder haar bed. Als er een feest wordt georganiseerd, mag Tấm pas deelnemen als ze de kiem en de zemelen heeft gescheiden. Bụt komt een derde keer langs en leert haar een spreuk zodat de vogels dit karwei voor haar oplossen. In de potten waar de botten van de vis in waren bewaard, vindt ze een zijden kleding, een sjaal en een rode yếm. Het derde potje bevat een klein paardje dat groeit tot een normaal paard; de vierde pot bevat een zadel voor het paard.

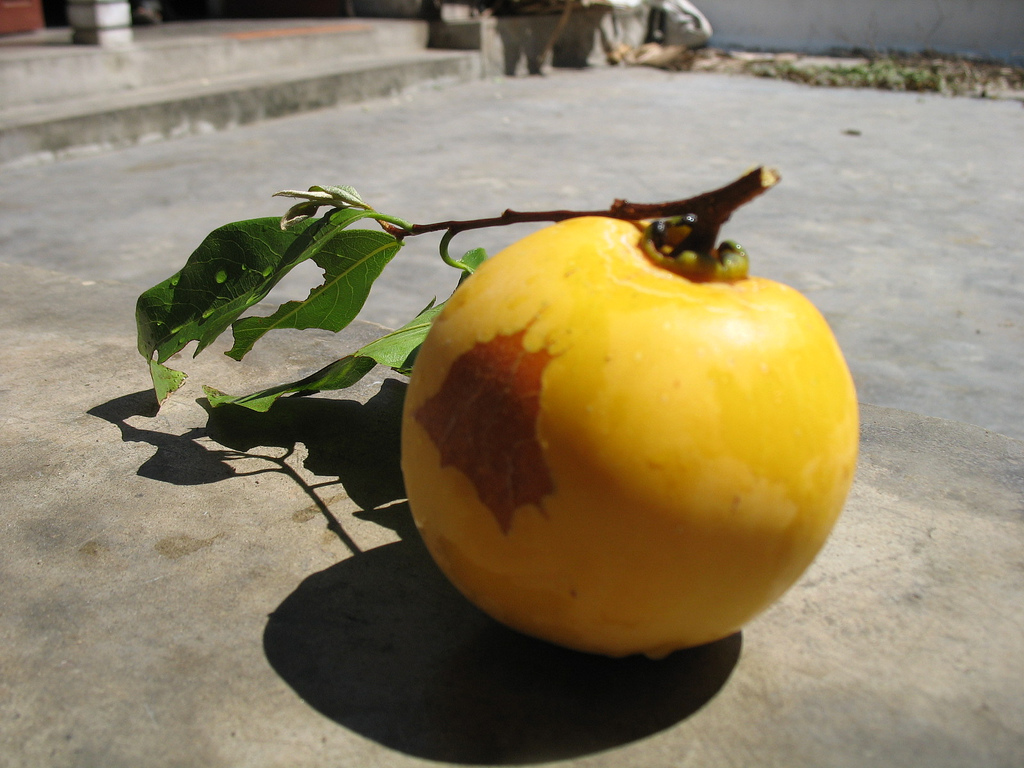
Quả thị (gouden appel)

Tam wast zich en trekt de kleding aan voordat ze zich naar het festival in de hoofdstad haast. Ze steekt een stenen brug over, laat een pantoffel vallen en kan hem niet meer terughalen. Wanneer de koning dezelfde brug oversteekt, gromt de olifant waarop de koning rijdt plotseling en hierdoor vindt de koning de pantoffel. Hij laat alle vrouwen op het festival de pantoffel passen en vindt Tấm op deze manier. Haar stiefmoeder en zus zijn erg jaloers als ze met de koning trouwt. Op het jubileum van haar vaders dood, keert ze terug naar het huis van haar stiefmoeder om te helpen bij de ceremonie. De stiefmoeder vraagt haar in een areca te klimmen en hakt de boom om, waardoor Tấm sterft. Cám gaat naar het paleis en wordt de nieuwe vrouw, maar ze merkt dat de koning alleen maar rouwt om Tấm.
Tấm reïncarneert in een vogel en zingt voor de koning. De koning herkent zijn bruid en brengt alle tijd door met de vogel, waarna de stiefmoeder haar dochter de tip geeft de vogel op te eten. Cám begraaft een veer van de vogel en hieruit groeien twee perzikbomen. De koning herkent ook hierin een teken van Tấm en wil elke nacht slapen bij de bomen, waarna Cấm de bomen omhakt. Ze zegt dat ze kleding voor de koning wilde maken. Tijdens het weven hoort ze Tấm vertellen dat ze boos is op haar zus, omdat ze haar man afpakte. Cấm verbrandt het weefgetouw en gooit de as weg, hieruit groeit een gouden appelboom. Een oude vrouw wordt verleid door de appelboom en neemt een vrucht mee. Hieruit groeit Tấm en ze adopteert het meisje. Op een dag komt de koning voorbij en de oude vrouw biedt hem betelpeper aan. Dit blijkt precies zo bereidt te zijn als Tấm ooit deed en hij wil de bereider ontmoeten. De vrouw laat haar geadopteerde dochter zien, de koning herkent haar en neemt haar mee naar het paleis.
Cấm wil graag weten hoe Tấm zo mooi kan zijn. Ze krijgt van haar stiefzus de tip om in een gat te springen, waarna Tấm haar met kokend water laat overgieten. Van het lichaam van Cấm wordt een gefermenteerde saus (zoals vissaus) gemaakt en dit wordt naar de stiefmoeder gestuurd als cadeau van haar dochter. De vrouw eet elke dag van de gefermenteerde saus. Op een dag komt er een kraai en deze vogel vindt het prachtig dat een vrouw haar eigen kind eet. Als ze de pot leeg heeft, vindt ze de schedel van haar dochter en sterft van schrik.
Er is ook een versie waarin de Bụt vertelt dat de vis weer tot leven zal komen als alle kleding terug wordt gebracht. Tấm wil daarom het verloren pantoffeltje terug halen. Dit wordt tentoongesteld en alle vrouwen mogen proberen hun voet er in te stoppen. De koning volgt Tấm als ze het pantoffeltje steelt en wordt verliefd op haar. 
Er is ook een versie waarin Tấm door haar stiefmoeder en zus wordt herkent op het festival en naar huis vlucht (zoals in de Chinese versie).
Er is ook een versie waarin zowel de stiefmoeder en haar dochter naar het paleis komen als Tấm is gedood door hen.
Er is ook een versie waarin de oude vrouw ook naar het paleis wordt gehaald en daar blijft wonen als haar moeder.
Er is ook een versie waarin Tấm haar stiefzus vertelt dat ze moet baden in kokend water als ze net zo mooi wil zijn, waarna zij dit (verblind door wat ze graag wil) dit ook doet.
Sommige kindvriendelijke versies laten de wraak weg, of eindigen zelfs nadat Tấm en de koning trouwen.

## Bewerkingen
In de loop van de tijd zijn er van het klassieke sprookje veel bewerkingen voor film, theater en musical gemaakt.

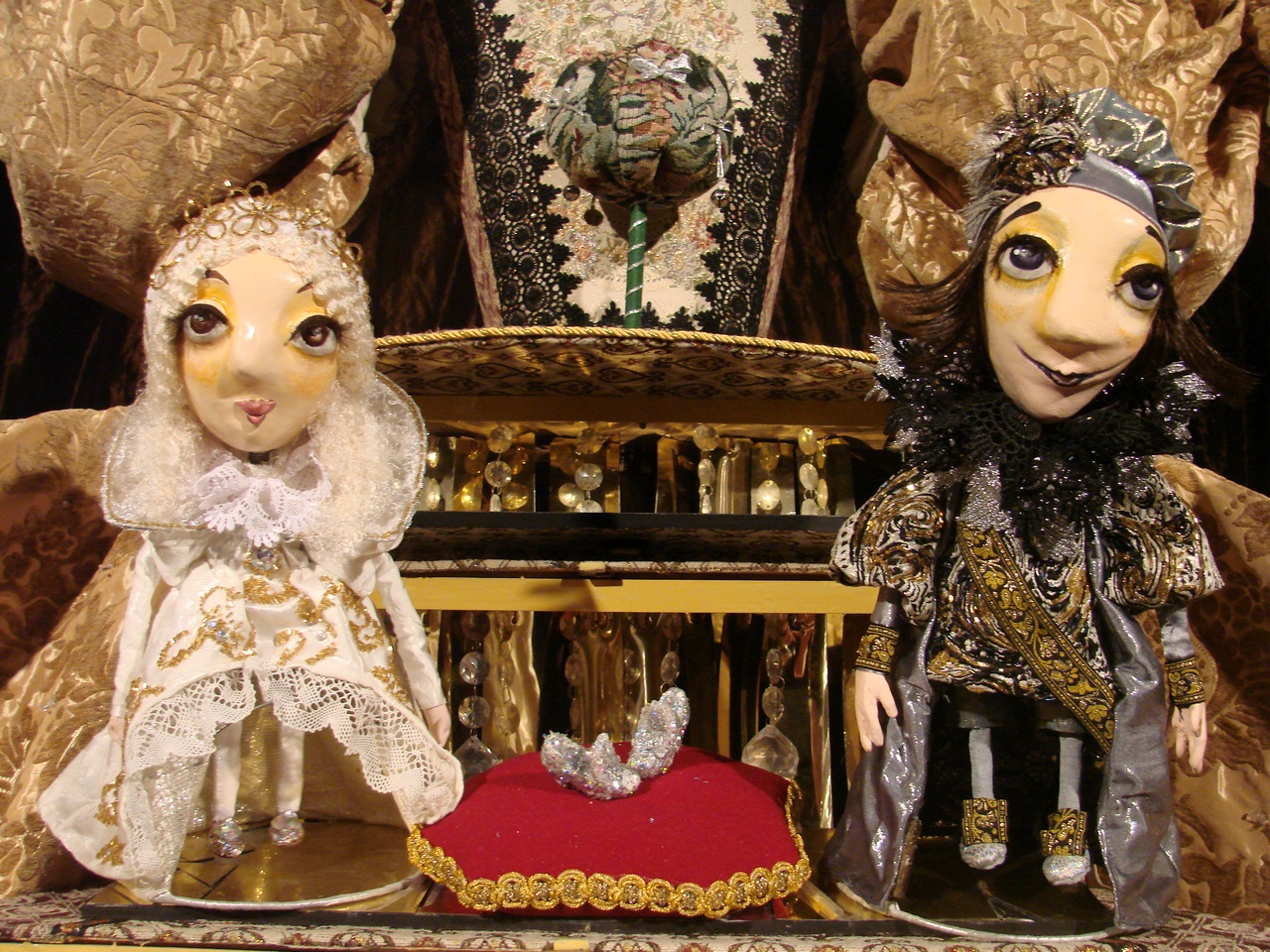
Staatspoppentheater van Belgorod

- In 1874 werd in Circus Oscar Carré het sprookjesverhaal Assepoester opgevoerd. Het bijzondere van dit optreden was dat het vrijwel geheel door kinderen werd gespeeld, met in de hoofdrol Kätchen Carré (artiestennaam van de Nederlandse paardrijdster Cornelia Adriana de Gast).[7] Het kinderboek Asschepoester in het cirque Carré uit 1876 verwijst naar dit optreden.
- Tex Avery maakte in 1938 de animatiefilm Cinderella meets Fella.
- Het verhaal werd in 1950 als animatiefilm uitgebracht door de Walt Disney Company. Deze verfilming is gebaseerd op het sprookje zoals Perrault dat optekende.
- Voorts werd er een televisiemusical Cinderella geschreven door Rodgers & Hammerstein.
- Rossini schreef de opera La Cenerentola. Sergej Prokofjev schreef een balletstuk genaamd Cinderella. De Franse Componist Massenet schreef eveneens een opera in 1895: Cendrillon.
- Van het verhaal is in 1999 door Studio 100 een musicalbewerking gemaakt, waarin Maike Boerdam de rol van Assepoester en Chris Van Tongelen de rol van de prins vertolkte.
- In 2007/2008 werd in het Efteling Theater de musical Assepoester opgevoerd, naar de televisiemusical van Rodgers & Hammerstein, geproduceerd door de Efteling in samenwerking met V&V Entertainment. Na de speelperiode in Nederland was de voorstelling ook in Antwerpen te zien.
- In de films Shrek (2001) en Shrek the Third (2007) speelt een parodie op Assepoester ook een rol. In de eerste film heeft ze een niet-sprekende rol. In de derde film is ze een lichtelijk nerveus type dat de hele dag alles schoonmaakt. Ze werd hierin ingesproken door Amy Sedaris, en door Bianca Krijgsman in de Nederlandse nasynchronisatie.
- In de tweede serie van de Sprookjesboom van Efteling Media speelt Assepoester ook een rol.
- In de film A Cinderella Story is het verhaal van Assepoester verwerkt. Ook in het vervolg Another Cinderella Story komt het verhaal voor.
- De film Ever After gebruikt het sprookje als hoofdthema en ook in de film "Ella Enchanted" komen elementen uit het sprookje voor.
- In The 10th Kingdom komt koningin Assepoester voor.
- In de musical Into the Woods van Stephen Sondheim is Assepoester een van de navertelde sprookjes. De verhaallijn kruist die van andere bekende sprookjes. In de tweede akte is te zien wat er met Assepoester gebeurt nadat ze is getrouwd.
- De Nederlandse tv-film Assepoester: een modern sprookje (2014) geeft een gemoderniseerde versie van het verhaal.
- In 2015 kwam er opnieuw een film uit gebaseerd op het verhaal, Cinderella.